# Godło Polski
Godło Polski, Godło Rzeczypospolitej Polskiej, właściwie herb Polski – herb i symbol Rzeczypospolitej Polskiej; jego archetypem jest dynastyczny herb Piastów, pierwszych władców Polski.

## Podstawa prawna
Zgodnie z art. 28 Konstytucji RP Godłem Rzeczypospolitej Polskiej jest wizerunek orła białego w koronie w czerwonym polu. Korona została przywrócona 31 grudnia 1989 r. ustawą z dnia 29 grudnia 1989 r. o zmianie Konstytucji Polskiej Rzeczypospolitej Ludowej (art. 1 p. 19). Jednakże nowy wzór godła został wprowadzony dopiero 22 lutego 1990 r. ustawą z dnia 9 lutego 1990 r. o zmianie przepisów o godle, barwach i hymnie Rzeczypospolitej Polskiej.

W ustawie o godle, barwach i hymnie Rzeczypospolitej Polskiej oraz o pieczęciach państwowych ustawodawca określił: 

Godłem Rzeczypospolitej Polskiej jest wizerunek orła białego ze złotą koroną na głowie zwróconej w prawo, z rozwiniętymi skrzydłami, z dziobem i szponami złotymi, umieszczony w czerwonym polu tarczy.

Wzór godła Rzeczypospolitej Polskiej zawiera załącznik nr 1 do tej ustawy.

## Opis
Według załącznika nr 1 do ustawy jest to biały (jednogłowy) orzeł w złotej koronie, ze złotymi szponami i dziobem, zwrócony w prawo. Godło heraldyczne umieszczone jest na czerwonym polu, lekko zwężającej się ku dołowi tarczy herbowej.
Ustawa potwierdza i precyzuje zarazem barwy bieli i czerwieni będące barwami Rzeczypospolitej Polskiej. Określone są one w załączniku nr 2.
Orzeł biały odwzorowany jest symbolicznie w białej, górnej barwie flagi polskiej złożonej z dwóch poziomych pasów. Zgodnie z zasadami heraldyki pas górny polskich barw narodowych reprezentuje białego orła, a dolny – czerwone pole tarczy herbowej.

## Użycie i ochrona

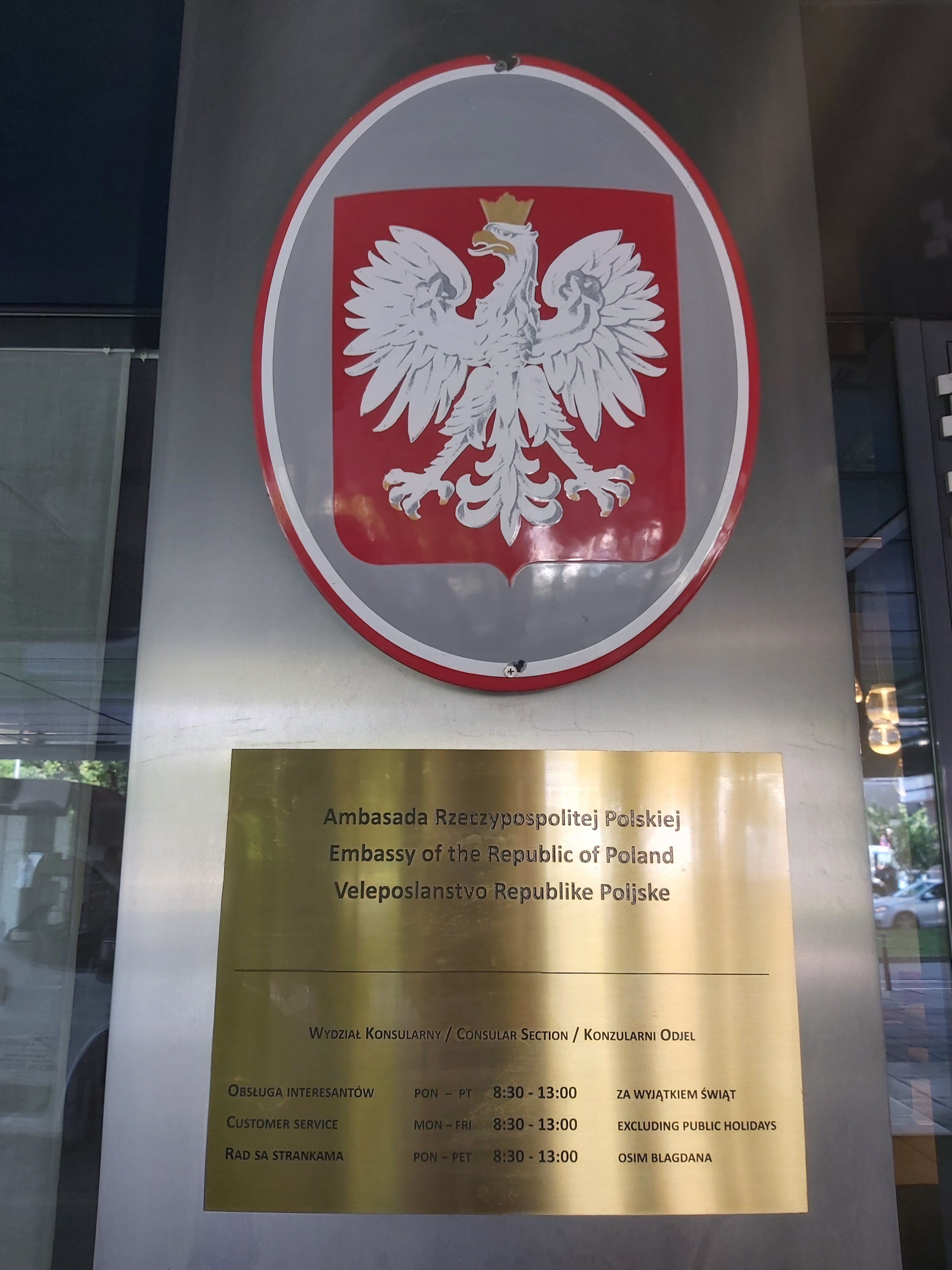
Godło Polski na fasadzie ambasady w Zagrzebiu

Współcześnie jest to chroniony prawem symbol państwa polskiego. Jego wizerunek widnieje na budynkach administracji publicznej wszystkich szczebli. Jest obecny w szkołach oraz sądach. Ponadto jest reprezentowany na awersach polskich monet, a także koszulkach sportowców reprezentujących Polskę. Niemniej jednak w Polsce pojawia się wiele pytań o granicę eksponowania oraz dowolnego interpretowania symbolu narodowego, a także traktowania jako pamiątkowy gadżet.
Znieważenie, niszczenie, uszkadzanie lub usuwanie godła Polski to występek zagrożony karą grzywny, karą ograniczenia wolności albo karą pozbawienia wolności do roku. Art. 137 § 1 Kodeksu karnego w tym samym zakresie obejmuje ochroną flagę, sztandar, chorągiew, banderę, flagę lub inny polski znak państwowy.
Art. 137 § 2 k.k. reguluje kwestię znieważenia lub niszczenia znaków państwowych obcego państwa na terenie Polski. Ochrona prawna z tytułu art. 137 § 2 k.k. ogranicza się do znaków wystawionych publicznie przez przedstawicielstwo tego państwa lub na zarządzenie polskiego organu władzy. Zgodnie z tak zwaną klauzulą wzajemności z art. 138 § 1 k.k. znaki państwa obcego na terenie Polski są objęte ochroną jedynie w przypadku gdy państwo obce zapewnia wzajemność. Naruszenie przepisów o używaniu godła RP stanowi wykroczenie zagrożone karą aresztu lub grzywny.

## Tradycja heraldyczna
Orzeł przedstawiony jest zgodnie z tradycją heraldyczną, w postaci gotowej do walki. Nieprawdą jest, jakoby złamana została w tym przypadku heraldyczna zasada alternacji, która każe tak dobierać tynktury, aby kolor znajdował się na metalu lub metal na kolorze (metalami w heraldyce są srebro i złoto, najczęstszymi kolorami – czerwień i błękit). Biel oddaje w heraldyce metal srebrny, tak więc nie ma potrzeby dodatkowego oddzielania bieli orła od czerwonego tła. Polskie godło nosi nazwę własną Orzeł Biały, ale heraldyczny opis państwowego symbolu brzmi: w polu czerwonym srebrny orzeł w złotej koronie. Ułożenie głowy orła w prawo (w stronę zaszczytną ku prawemu skrzydłu) jest w heraldyce naturalne i nie wymaga dodatkowego określenia.

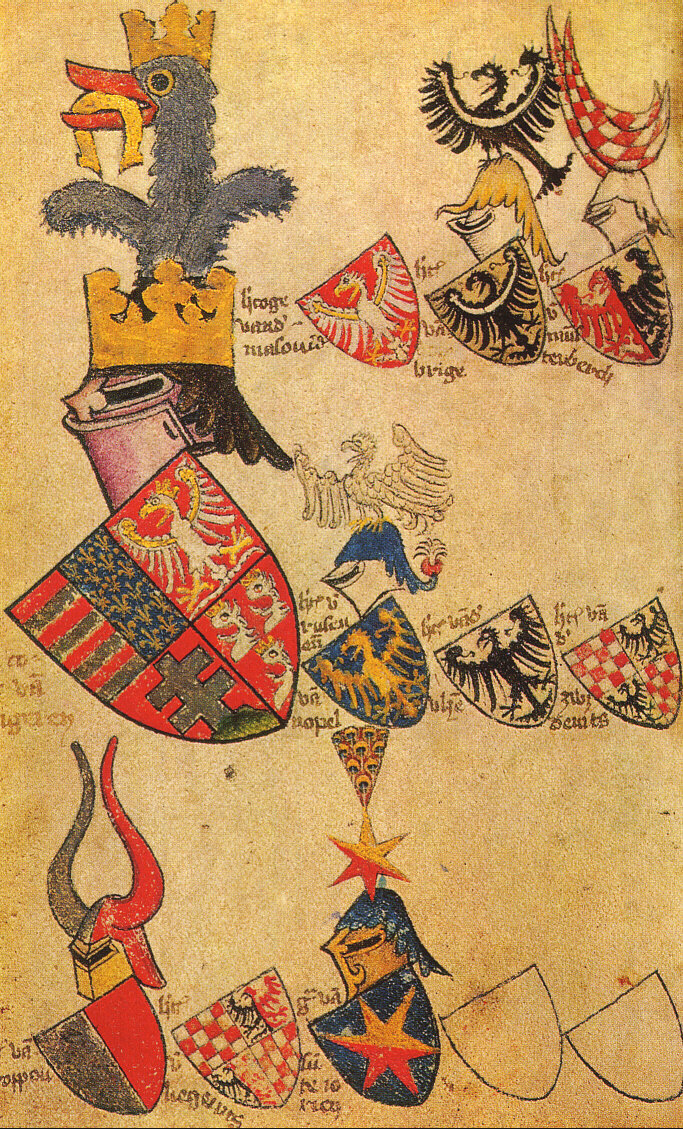
Herb Ludwika Andegaweńskiego i herby polskich książąt, Herbarz Geldrii, koniec XIV w.

Również nieprawdziwe jest twierdzenie, że ukoronowanie orła oznacza niepełną suwerenność. Owszem, w zachodnioeuropejskiej heraldyce ukoronowanie przedstawianego na tarczy zwierzęcia czy postaci oznaczało zwykle zależność lenną. Ukoronowany Orzeł Biały przeciwnie, od początku symbolizował suwerenność Polski.
Od wizerunku orła białego na czerwonym polu wywodzą się biało-czerwone barwy flagi polskiej. Zgodnie z zasadami heraldyki pas górny reprezentuje białego orła, a dolny czerwone pole tarczy herbowej. Kolory te według symboliki używanej w heraldyce mają następujące znaczenie:
- Koloru białego używa się w heraldyce jako reprezentacji srebra. Oznacza on także wodę, a w zakresie wartości duchowych czystość i niepokalanie.
- Kolor czerwony jest symbolem ognia, a z cnót oznacza odwagę i waleczność[10].

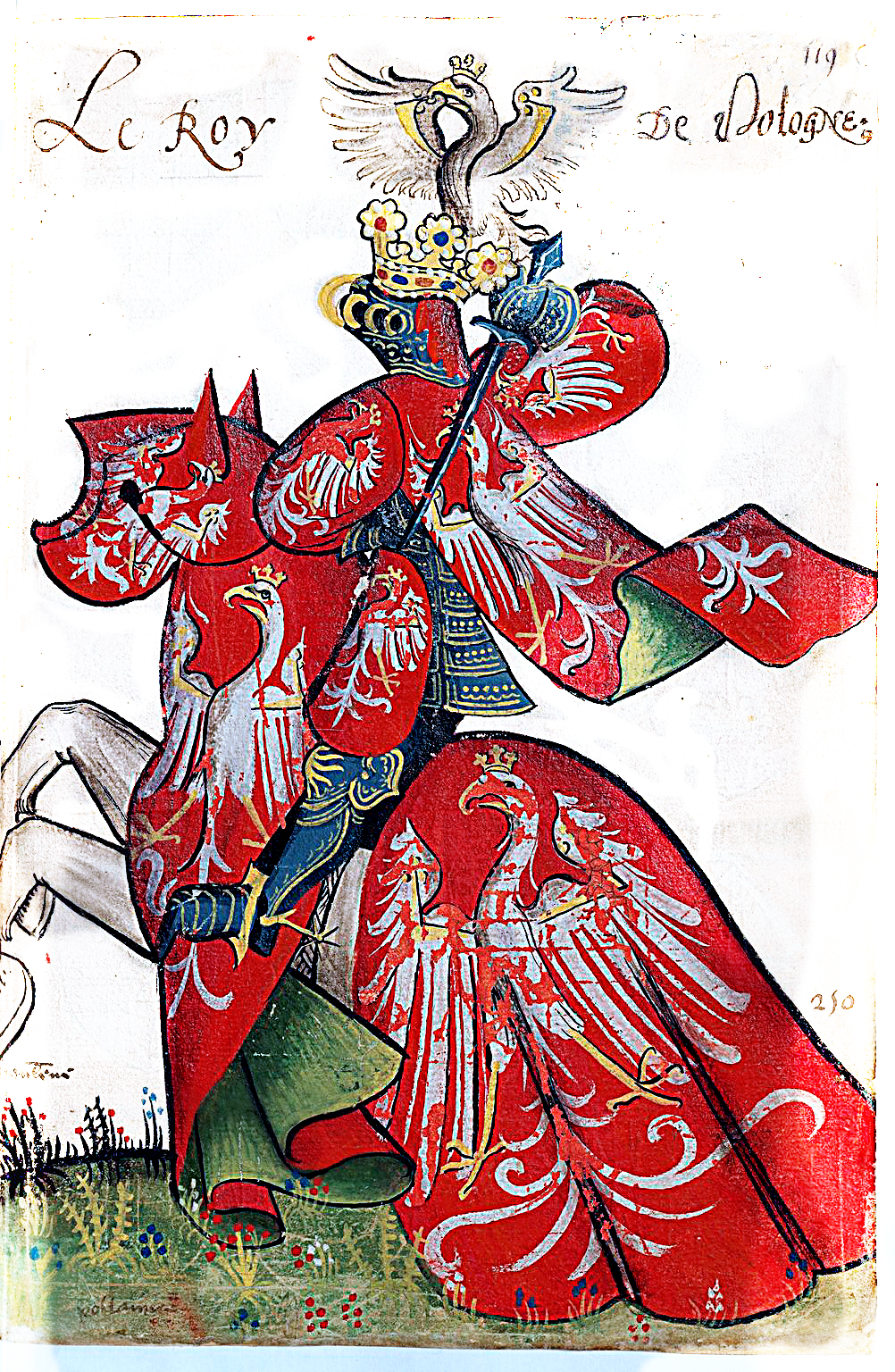
Król Polski w stroju turniejowym, Herbarz Złotego Runa, XV w.
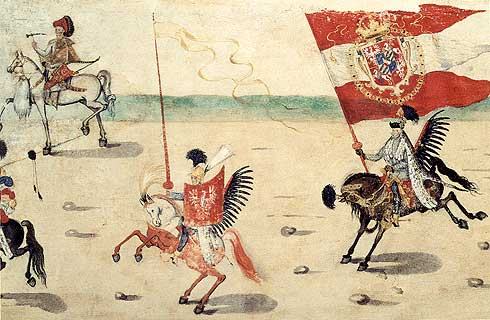
Husarz z 1605 roku na koniu pomalowanym w biało-czerwone barwy narodowe z Białym Orłem na tarczy – Rolka sztokholmska

## Błędy i krytyka
Błędem z punktu widzenia nazewnictwa heraldycznego, jest zastosowana w Ustawie pisownia godło Rzeczypospolitej Polskiej, podczas gdy zamieszczona w artykule Ustawy definicja opisuje cały herb, a więc godło wraz z tarczą barwy czerwonej. Fragment ten powinien więc brzmieć herb Rzeczypospolitej Polskiej. Wynika to z faktu, że godłem państwowym jest sam stylizowany heraldycznie, ukoronowany orzeł biały, zaś godło umieszczone w czerwonym polu tarczy, zgodnie z zasadami heraldyki, jest już herbem.
Traktowanie określeń: herb oraz godło jako synonimów powoduje komplikacje podczas opisywania symbolu państwa, gdyż symbolem niektórych państw były i są godła, podczas gdy inne państwa używają herbów. Przykładem godła jako symbolu państwa było godło ZSRR (gdzie nie występuje tarcza herbowa), a przykładem herbu jako symbolu państwa, jest herb Rosji.
Opracowany w 1927 roku wzór orła, stosowany z niewielkimi zmianami do dzisiaj, wzbudził w momencie jego przyjęcia kontrowersje. Krytykowano głównie kilka błędów formalnych:
- przepaska na skrzydłach, oraz oręż, czyli łapy wraz ze szponami oraz dziób, powinny być złote,
- w koronie powinny być prześwity między kwiatonami,
- zakończenia przepaski powinny mieć kształt trójliścia, a nie gwiaździstej rozety (w wersji po 1990 roku dokonano korekty tego elementu),
- rysunek powinien być płaski z czarnymi liniami konturowymi, nie zaś cieniowany.

Część krytyków zarzucała użycie korony otwartej bez krzyża – zaczerpniętej z pieczęci majestatycznej Przemysła II, zamiast zamkniętej z jabłkiem i krzyżem, której wzorem winna być korona Chrobrego. Zakwestionowano też złote obramowanie tarczy (usunięte po 1990 roku). Większość z tych uwag przewijała się w czasie dyskusji nad zmianą godła w roku 1990. Jednak pomimo tych formalnych uchybień postanowiono zachować wzór z 1927 roku jako najbardziej popularny, dokonując tylko niewielkich korekt: w czasach PRL wzorowano na nim kolejne wersje orła bez korony, używała go również Polonia i rząd na uchodźstwie (choć ze zmienioną koroną – zamkniętą z krzyżem).
Według opublikowanych w 2017 badań heraldyka Jerzego Michty, projekt Kamińskiego jest w rzeczywistości kopią wizerunku polskiego orła na stworzonym przez francuską medalierkę Élisę Beetz-Charpentier medalu ku czci Ignacego Paderewskiego z 1924. W październiku 2018 roku Andrzej-Ludwik Włoszczyński, powołując się na publikację Jerzego Michty oraz przeprowadzone przez siebie badania stwierdził, że inspiracją Kamińskiego mogła być wyłącznie plakieta Elise Beetz-Charpentier z roku 1924. W grudniu 2018 roku Aleksander Bąk opublikował kopię umowy z dnia 15 maja 1934 roku, zawartej pomiędzy Mennicą Paryską a medalierką Élisą Beetz-Charpentier. Jego zdaniem stanowi to dowód, że plakieta nie została wyemitowana w roku 1924, lecz dopiero w roku 1934, a teza Jerzego Michty i wnioski sformułowane przez Andrzeja-Ludwika Włoszczyńskiego są niezgodne z prawdą.

## Legenda

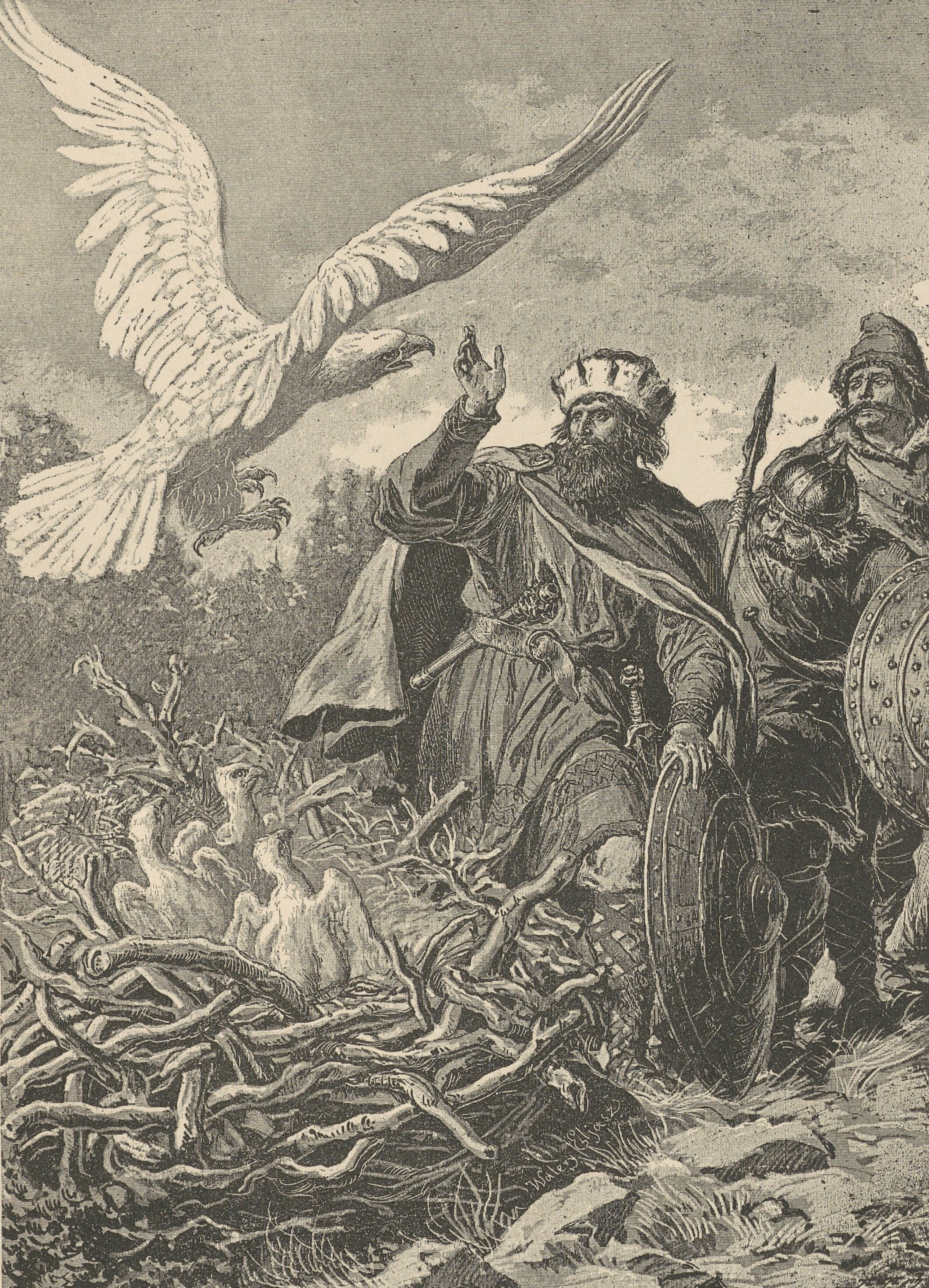
Lech z braćmi przy gnieździe orła

Według legendy założyciel państwa Polan, Lech, podczas postoju w okolicach Poznania ujrzał pod wieczór sporych rozmiarów gniazdo na drzewie. Znajdował się w nim biały orzeł z trzema pisklętami. Gdy Lech przyglądał się mu, orzeł rozpostarł skrzydła na tle nieba czerwonego od zachodzącego słońca. Lech zachwycił się, postanowił tam osiąść, umieścił orła w swym herbie, a miejsce na pamiątkę nazwał Gniezdnem (obecnie Gniezno) od słowa gniazdo. Historia ta będąca częścią legendy o Lechu, Czechu i Rusie pierwszy raz spisana została w Kronice wielkopolskiej napisanej po łacinie w 1273 oraz w „Kronice Dalimila” spisanej w języku czeskim w 1319.
Informacje o orle jako godle Królestwa polskiego zanotowane zostały przez polskich pisarzy historycznych. Zanotował ją Jan Długosz w swoich Rocznikach, pisanych w latach 1455–1480 . W tekście autor wskazał na podobieństwa do godła Rzymu. Legendę o Lechu oraz orle zakładającym gniazdo wspomniał także w 1555 roku w swoim dziele De origine et rebus gestis Polonorum (pol. O pochodzeniu i czynach Polaków) polski historyk Marcin Kromer .
Niektórzy uczeni upatrują w legendzie podania o założeniu Rzymu przez Romulusa i Remusa. Jej elementem jest auspicjum, starożytny rytuał wnioskowania z lotu ptaków drapieżnych (np. orła) o aprobacie bogów dla podjętych zamierzeń.
Mniej romantyczna wersja zakłada, że Polanie mogli przyjąć emblemat orła jako symbol mocy (orzeł był towarzyszem Jowisza i nosicielem jego piorunów) wzorując się na cesarstwie rzymskim, lub po 800 roku jego następcy, Świętym Cesarstwie Rzymskim, od którego symbol orła przejęło wiele europejskich państw. Znak był znany wśród Polan głównie ze zdobnictwa celtyckiego lub rzymskich monet, docierających na ich ziemie szlakiem bursztynowym.

## Historia

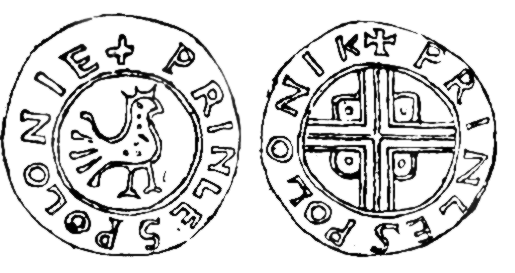
Denar Princes Polonie Bolesława Chrobrego z wizerunkiem ptaka

Orzeł jako godło jest znany od czasów starożytnych. Był używany m.in. w starożytnym Imperium Rzymskim jako symbol legionowy. We wczesnym średniowieczu orła używali również Goci, Gepidowie i Frankowie. Od średniowiecza był również symbolem Świętego Cesarstwa Rzymskiego i Cesarstwa Bizantyńskiego.
Wizerunku orła w koronie dopatrywano się na słynnym denarze Princes Polonie Bolesława Chrobrego z około 1005-1007 roku, traktując go jako najwcześniejszy zachowany wizerunek „herbu Polski”. Wśród uczonych nie ma jednak pewności, jaki ptak przedstawiony jest na monecie. Według dawniejszych opracowań (Kazimierz Stronczyński, Marian Gumowski) utożsamiających ptaka z orłem, byłby to bielik zwyczajny (charakterystyczne kropki odzwierciedlają białe lotki widoczne w naturze na jego złożonych skrzydłach). Obecnie jednak większość najważniejszych numizmatyków, archeologów i historyków (m.in. Ryszard Kiersnowski, Zygmunt Zakrzewski, Stanisław Suchodolski) zgadza się, że ptak na monecie nie przedstawia orła i nie ma związku z późniejszym herbem Polski. Uczeni zwracają uwagę, że denar Chrobrego wykazuje duże podobieństwo do monet wybijanych przez czeskiego księcia Władywoja. Autorytet w dziedzinie średniowiecznych denarów, prof. Stanisław Suchodolski uważa, że na monecie przedstawiony jest paw indyjski, który był wówczas ważnym symbolem chrystologicznym i symbolem św. Wojciecha.

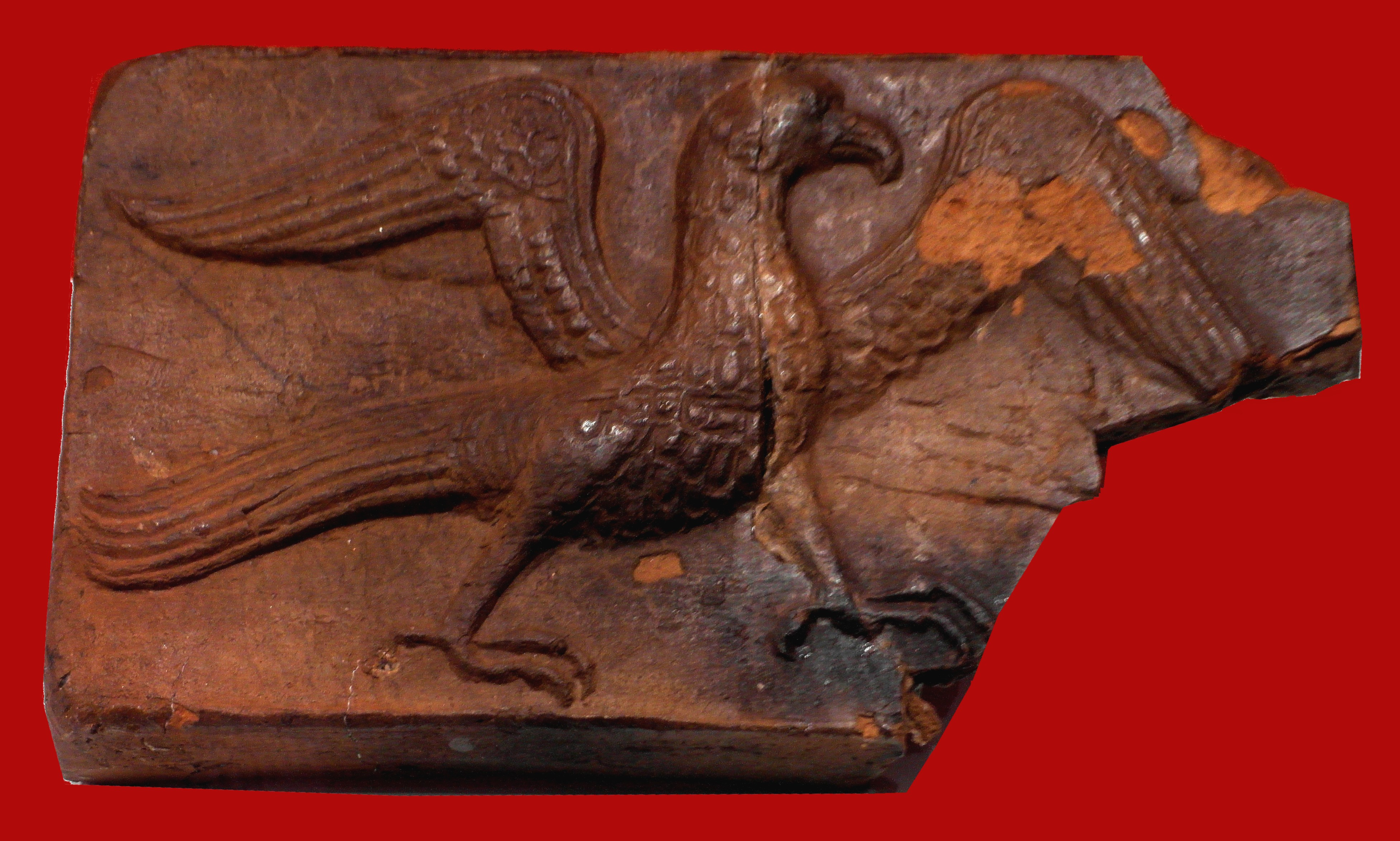
Płytka ceramiczna z wyobrażeniem orła, Gniezno XII wiek

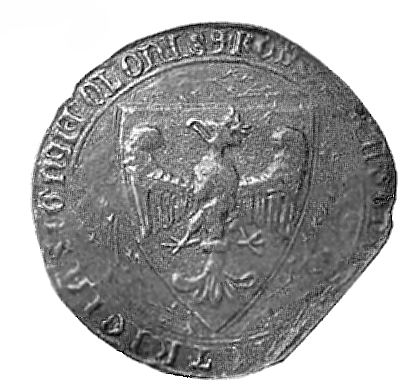
Orzeł na pieczęci majestatycznej Przemysła II z 1295, najstarsze znane użycie polskiego godła

Orzeł występował na monetach i pieczęciach książąt piastowskich, tarczach i chorągwiach od XII wieku. Początkowo funkcjonuje w herbach śląskich linii Piastów. Po raz pierwszy jako godło książęce pojawia się na pieczęci konnej Kazimierza opolsko-raciborskiego w 1222 r. Później stopniowo jest przejmowany jako herb przez kolejne linie Piastów, najpóźniej pojawia się na pieczęciach książąt mazowieckich, bo dopiero po 1271 r. Jako oficjalny herb całego państwa polskiego zaczął być używany od 1295 przez Przemysła II, który po raz pierwszy użył ukoronowanego orła jako godła państwa na rewersie pieczęci majestatycznej z 1295 r.
Forma graficzna orła zmieniała się przez wieki. Dzisiejsza jego forma, przyjęta w 1927 roku (projekt profesora Zygmunta Kamińskiego), jest wzorowana na orle z epoki Stefana Batorego. Trzeba zauważyć, że projekt ten jest w zasadzie bardziej przystosowany do pieczęci lub tarczy okrągłej niż do prostokątnej (heraldycznej).

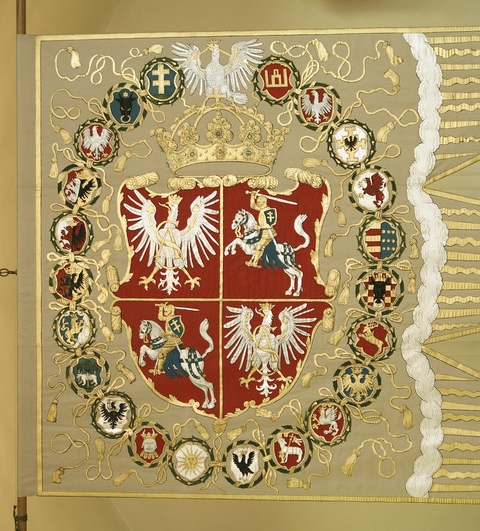
Chorągiew z herbem Rzeczypospolitej Obojga Narodów, XVI w.

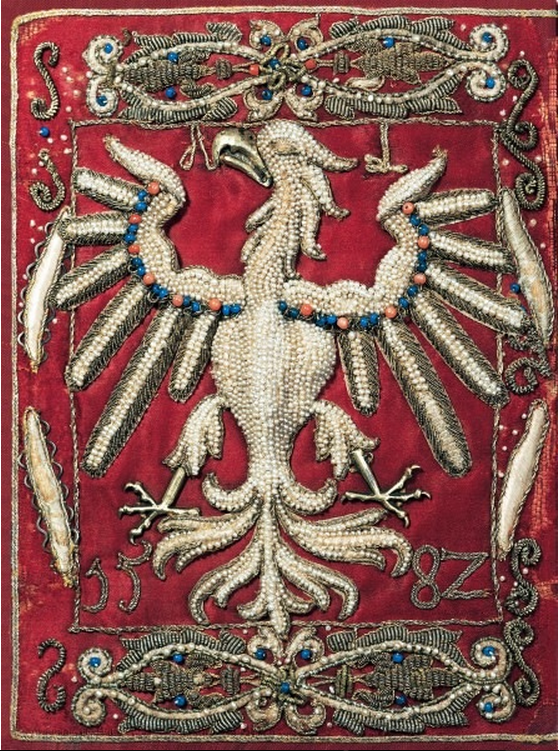
Orzeł Jagiellonów na modlitewniku Anny Jagiellonki z 1582

Zmieniała się także cała tarcza – w Rzeczypospolitej Obojga Narodów tarcza stała się czwórdzielna, z naprzemiennymi wizerunkami polskiego Orła i litewskiej Pogoni. Jednocześnie królowie używali też własnych herbów, zwykle umieszczając je w tarczy sercowej herbu państwowego (np. Snopek Wazów).
Po rozbiorach wiele utworzonych przez zaborców guberni, prowincji i województw polskich otrzymało nowe herby – nadal przewijał się na nich biały orzeł, bez korony albo z koroną, albo z głową odwróconą na lewą część czoła; gdzieniegdzie występowała też Pogoń mimo wygasłej unii. Najczęściej były to herby złożone z godłem zaborcy (np. Wielkie Księstwo Poznańskie miało herb z czarnym orłem tak jak inne prowincje pruskie, ale z tarczą sercową czerwoną, na której widniał polski orzeł w koronie).
W czasie powstania listopadowego rozgorzała dyskusja na temat godła. Wzorując się na rewolucyjnej Francji historyk Joachim Lelewel zaproponował aby nad Orłem i Pogonią umieszczonymi na amarantowym tle znalazła się czapka frygijska zamiast korony. Miało być to symbolem zwycięstwa ludowładztwa. Sejm uznał to jednak za symbolikę jakobińską i pozostał przy godle jagiellońskim.
Po powstaniu listopadowym imperatorzy wszechrosyjscy, tytułujący się również królami (carami) Polski, przejęli polski Order Orła Białego z niebieską wstęgą, który odtąd cieszył się w Rosji uznaniem.
Na herbie z okresu powstania styczniowego widnieje, oprócz orła i Pogoni, Archanioł Michał – patron Rusi.
Po rozbiorach ludność polska skrzętnie zbierała przedrozbiorowe grosze i inne polskie monety z herbem Rzeczypospolitej (Orzeł Biały oraz Pogoń na czterech polach tarczy heraldycznej). Oczywiście nie mogło zabraknąć orła na sztandarach i emblematach powstańczych, często nadal z Pogonią litewską.
W 1916 Austria i Niemcy przystały na odnowienie Królestwa Polskiego. W 1917 wyemitowano pierwsze banknoty polskie z orłem w koronie na tarczy niepodzielnej.
Po odzyskaniu niepodległości wszystkie siły polityczne były zgodne, że godłem ma być Orzeł Biały. Kwestia sporna dotyczyła korony. Przeciwko jej umieszczeniu nad głową orła byli politycy Polskiej Partii Socjalistycznej oraz działacze ruchu ludowego. Najbardziej przeciw umieszczeniu w godle korony był ludowiec Stanisław Thugutt. Ostatecznie orła w koronie jako godło państwowe wprowadzono ustawą uchwaloną przez Sejm Ustawodawczy 1 sierpnia 1919. Oficjalny wizerunek godła przypominał orła Stanisława Poniatowskiego i był używany do 1927, kiedy powstała nowa wersja według projektu Zygmunta Kamińskiego. Odrzucono tradycyjną formę, zastępując ją nową (Zobacz też sekcje: Tradycja heraldyczna, Błędy i krytyka), m.in. usunięto krzyż z korony, dodano dwie pięcioramienne rozety.
W czasie II wojny światowej polscy komuniści zdecydowali się na wprowadzenie nowego symbolu państwowego. Wanda Wasilewska poleciła wówczas Janinie Broniewskiej opracowanie projektu orła na czapki mundurowe żołnierzy 1 Dywizji Piechoty im. Tadeusza Kościuszki. W oparciu o orła z sarkofagu Władysława Hermana i Bolesława Krzywoustego w katedrze płockiej powstał nowy orzeł bez korony. Szybko, bo już w 1944 roku, komunistyczne władze reprezentowane przez PKWN zdecydowały wrócić do przedwojennego wizerunku orła, ale usunęły koronę z głowy orła. W 1947 roku ogłoszono konkurs na godło państwowe, ale pozostał on nierozstrzygnięty. Ostatecznie w konstytucji Polskiej Rzeczypospolitej Ludowej z 22 lipca 1952 roku opublikowano wizerunek orła, który od przedwojennego różnił się brakiem korony, a złoty otok zastąpiło obramowanie tarczy w formie generalskiego wężyka. Usunięcie potwierdzono dodatkowo dekretem z roku 1955, jednocześnie zrezygnowano z obramowania tarczy. Rząd RP na uchodźstwie w odpowiedzi Dekretem Prezydenta Rzeczypospolitej z dnia 11 listopada 1956 r. umieścił na głowie orła zamkniętą koronę zwieńczoną krzyżem.
W okresie przemian ustrojowych po wyborach parlamentarnych w 1989 roku posłowie Stronnictwa Demokratycznego wnieśli projekt ustawy przewidujący przywrócenie orłowi korony. Początkowo wątpliwości co do tego pomysłu wysuwał kierowany przez Bronisława Geremka Obywatelski Klub Parlamentarny, nie negując zasadności tej zmiany, ale wskazując na jej przedwczesność z uwagi na brak przyjęcia w całości nowej konstytucji. Ostatecznie propozycję tę Sejm PRL X kadencji uwzględnił przy zmianie Konstytucji PRL, przyjmując ustawę niemal jednogłośnie (374 głosy za, 1 głos przeciw), przywracając tym samym orłowi koronę według wzoru z roku 1927.
W 2018 r. Ministerstwo Kultury i Dziedzictwa Narodowego rozpoczęło prace nad nowelizacją ustawy o symbolach państwowych, w tym załącznika zawierającego wzór godła państwowego. Zmiany mają dotyczyć głównie dostosowania wzorów do aktualnych technologii, ale zaplanowano także zmiany w wyglądzie (m.in.) skrzydła mają być lustrzanym odbiciem, prześwity w koronie, nogi złote.
Od października 2022 organy administracji rządowej zgodnie z rozporządzeniem Rady Ministrów z 30 września 2022 używają w swojej identyfikacji wizualnej nowej wersji orła z godła państwowego, który od ustawowego różni się m.in. pozłacanymi nogami do linii upierzenia oraz kształtem skrzydeł, które stały się lustrzanymi odbiciami.

## Orzeł Biały na znakach narodowych na przestrzeni wieków

Orzeł Biały
Herb dynastii Piastów z pieczęci majestatycznej Przemysła II (1295 – 1296), najstarszy znany przykład użycia polskiego godła
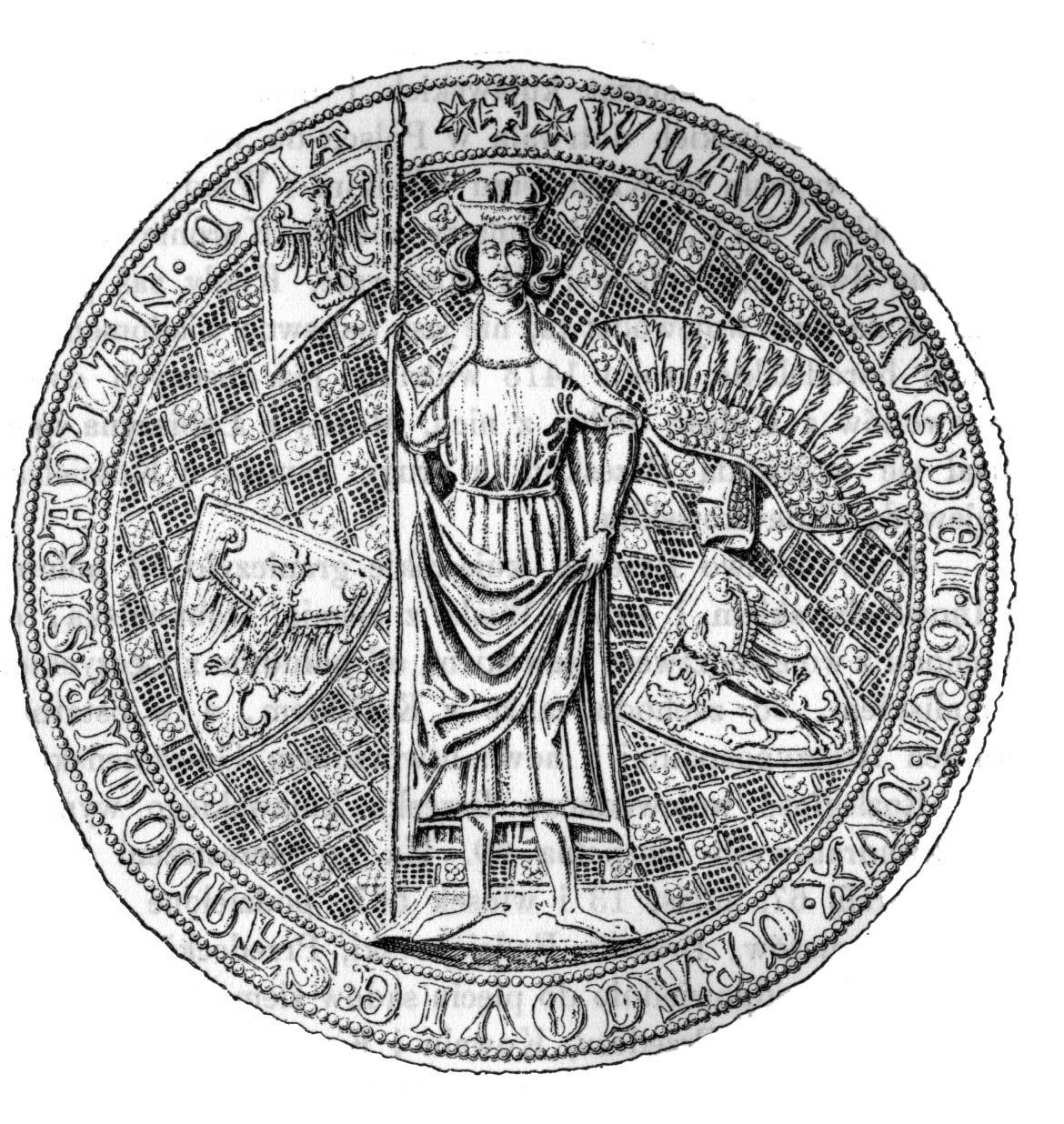
Pieczęć Władysława I Łokietka
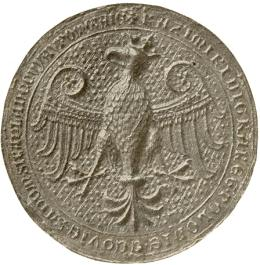
Pieczęć Kazimierza III Wielkiego
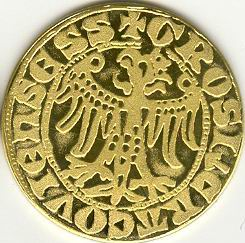
Orzeł Biały, 1367, grosz krakowski, rewers
Herb państwa Ludwika Węgierskiego (1370–1384)
Herb z czasów Jadwigi Andegaweńskiej
Herb Polski z hełmem, labrami, koroną i klejnotem
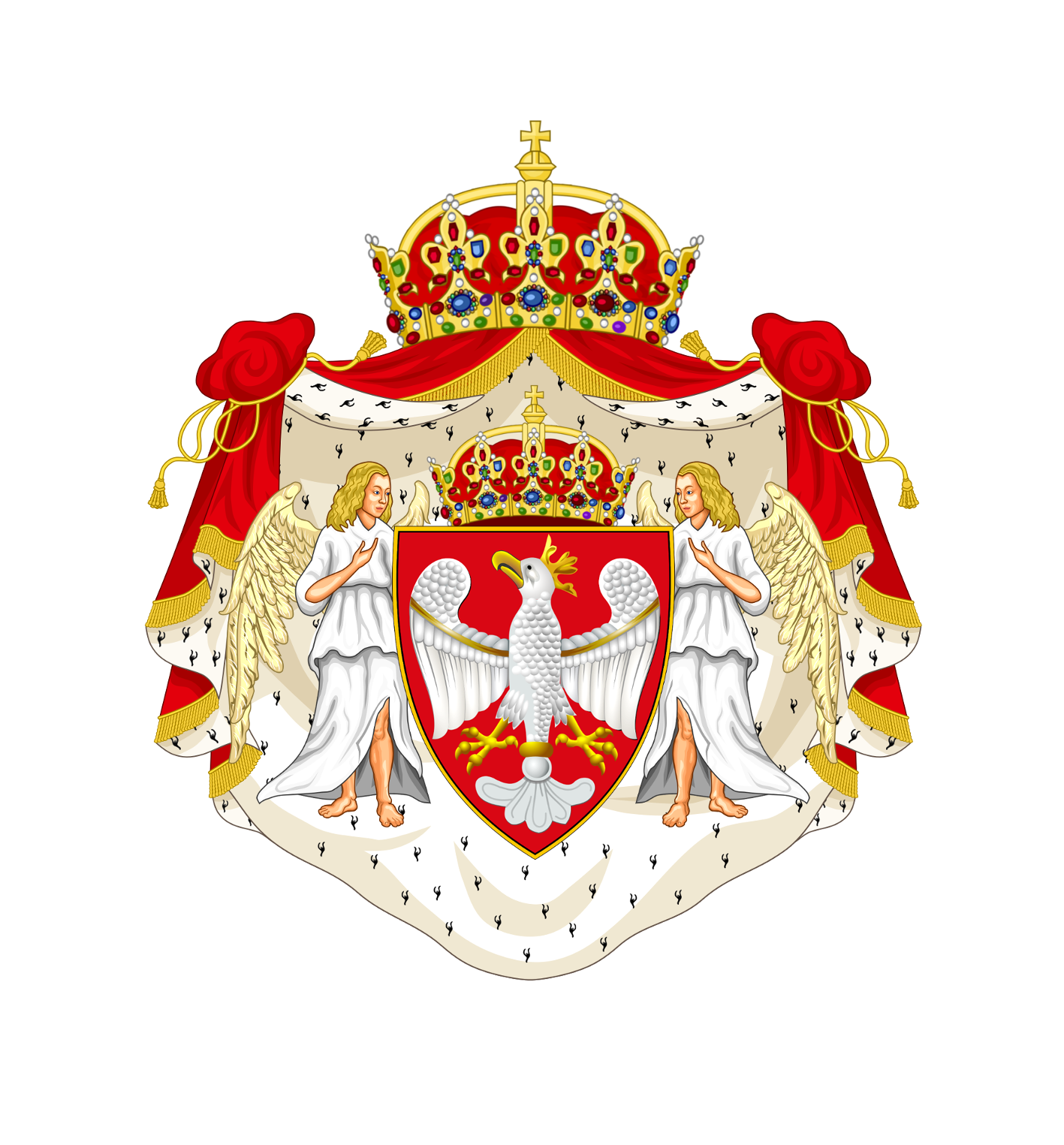
Orzeł Jagiellonów i królów elekcyjnych (1386–1795)
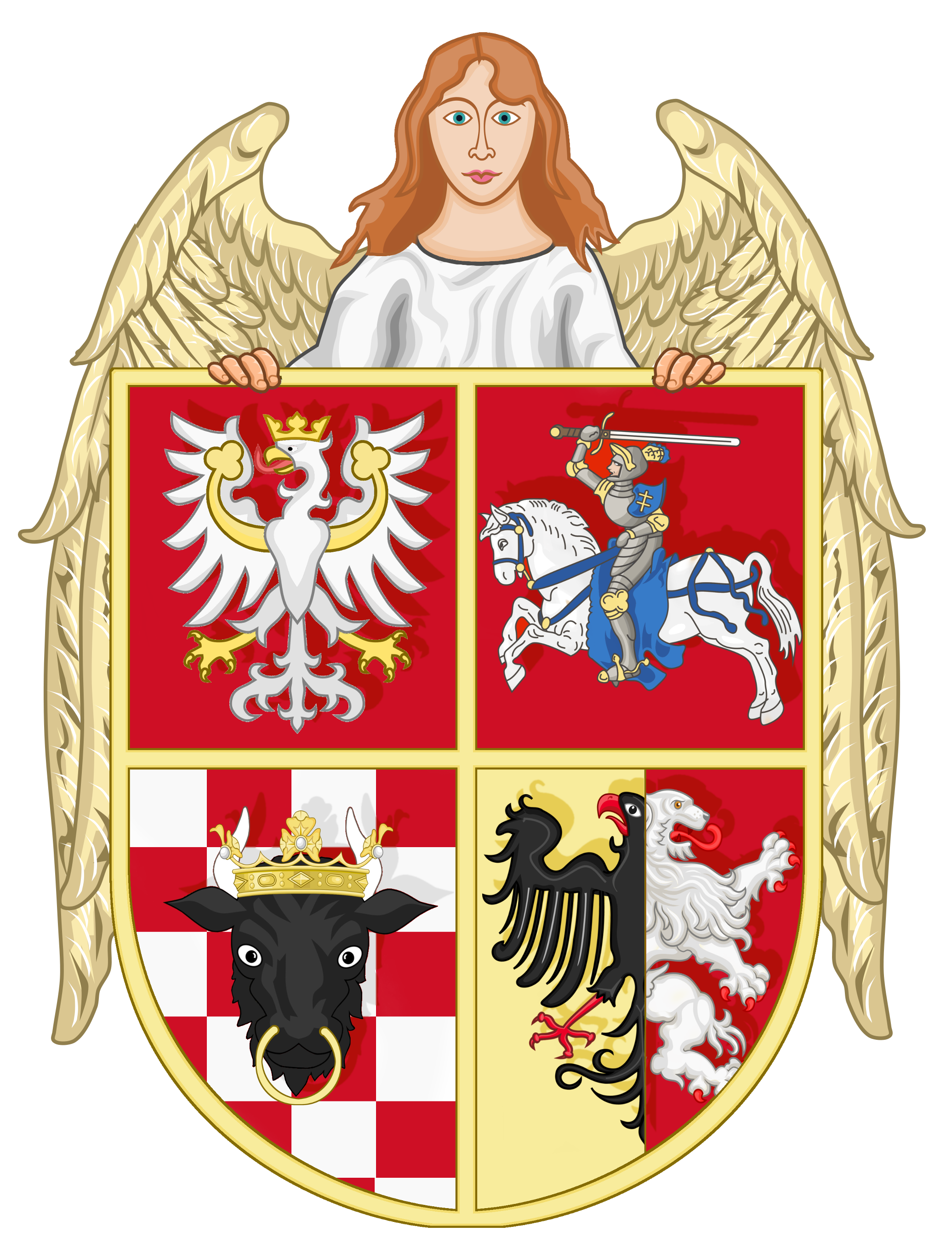
Herb Władysława II Jagiełły
Herb Władysława III Warneńczyka
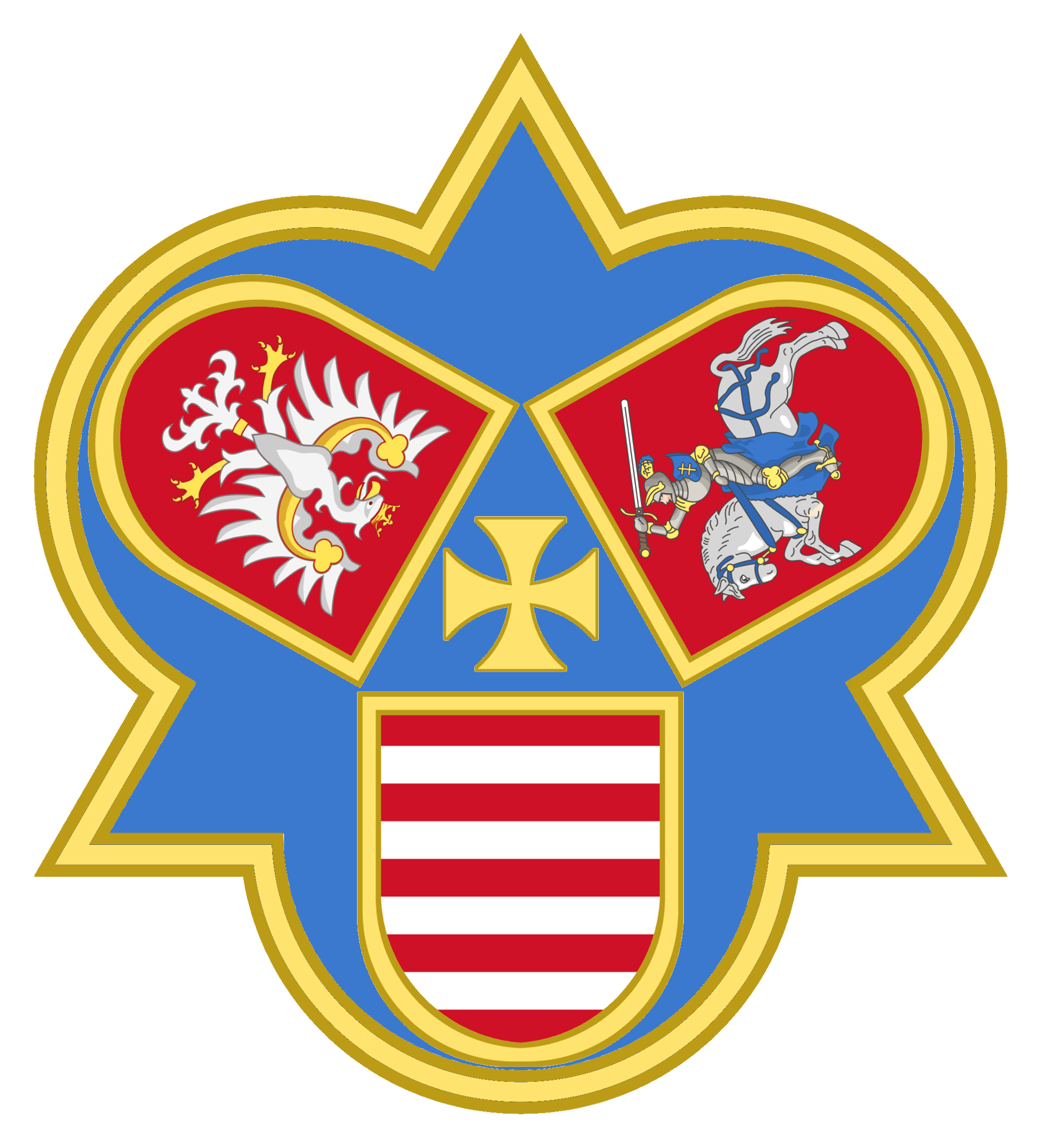
Pieczęć Władysława III Warneńczyka[potrzebny przypis]
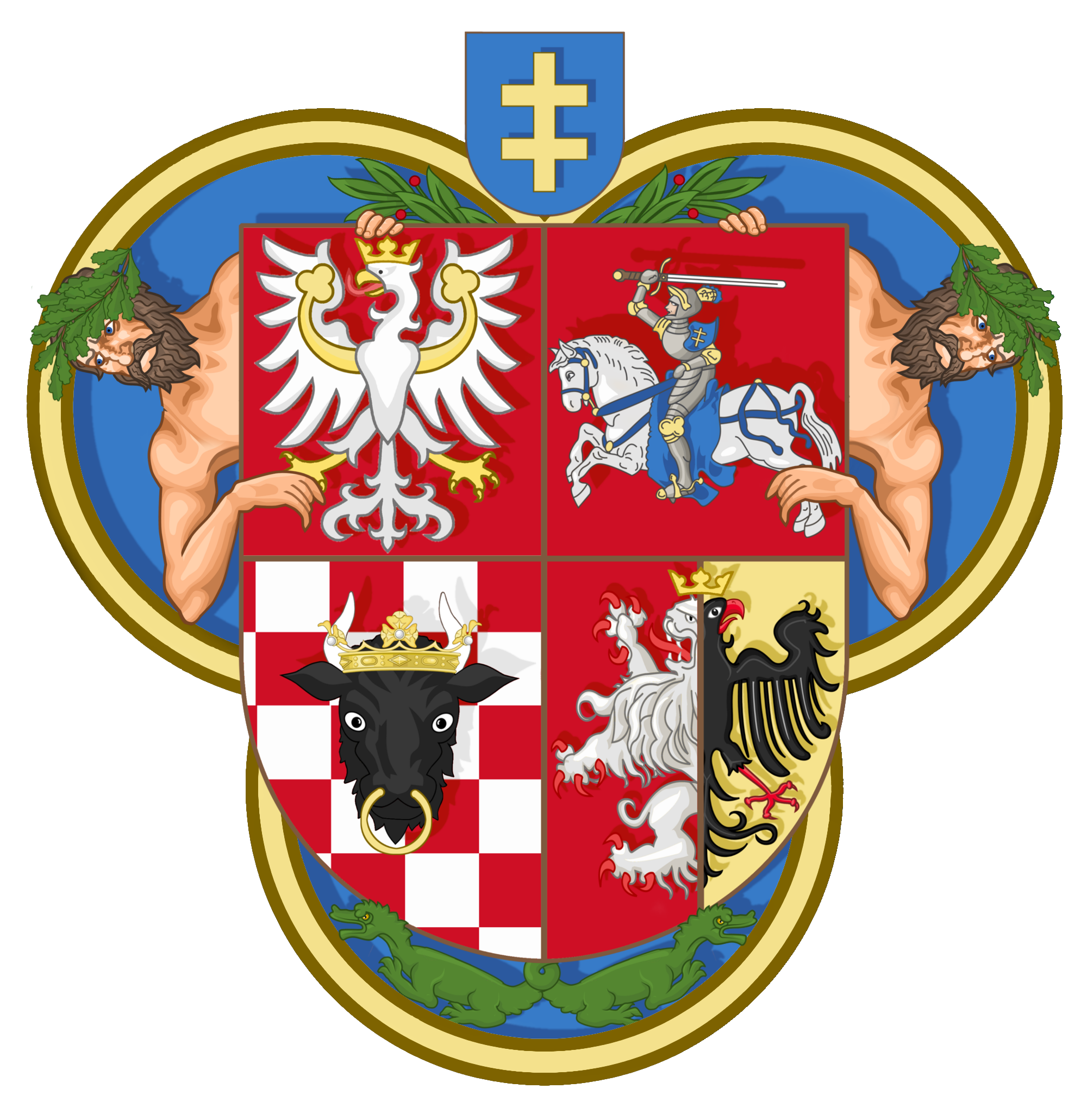
Pieczęć Kazimierza IV Jagiellończyka
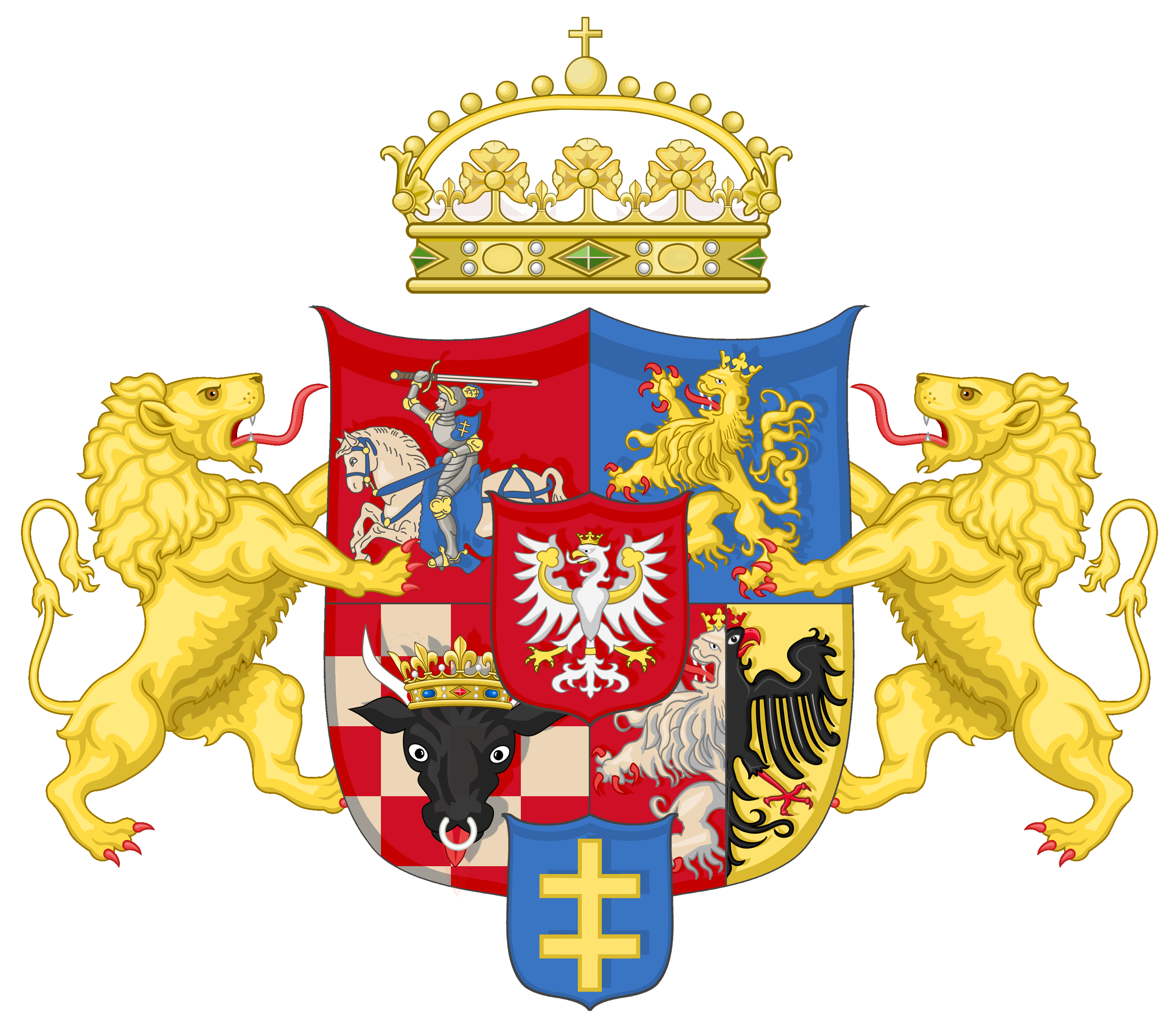
Herb Jana I Olbrachta
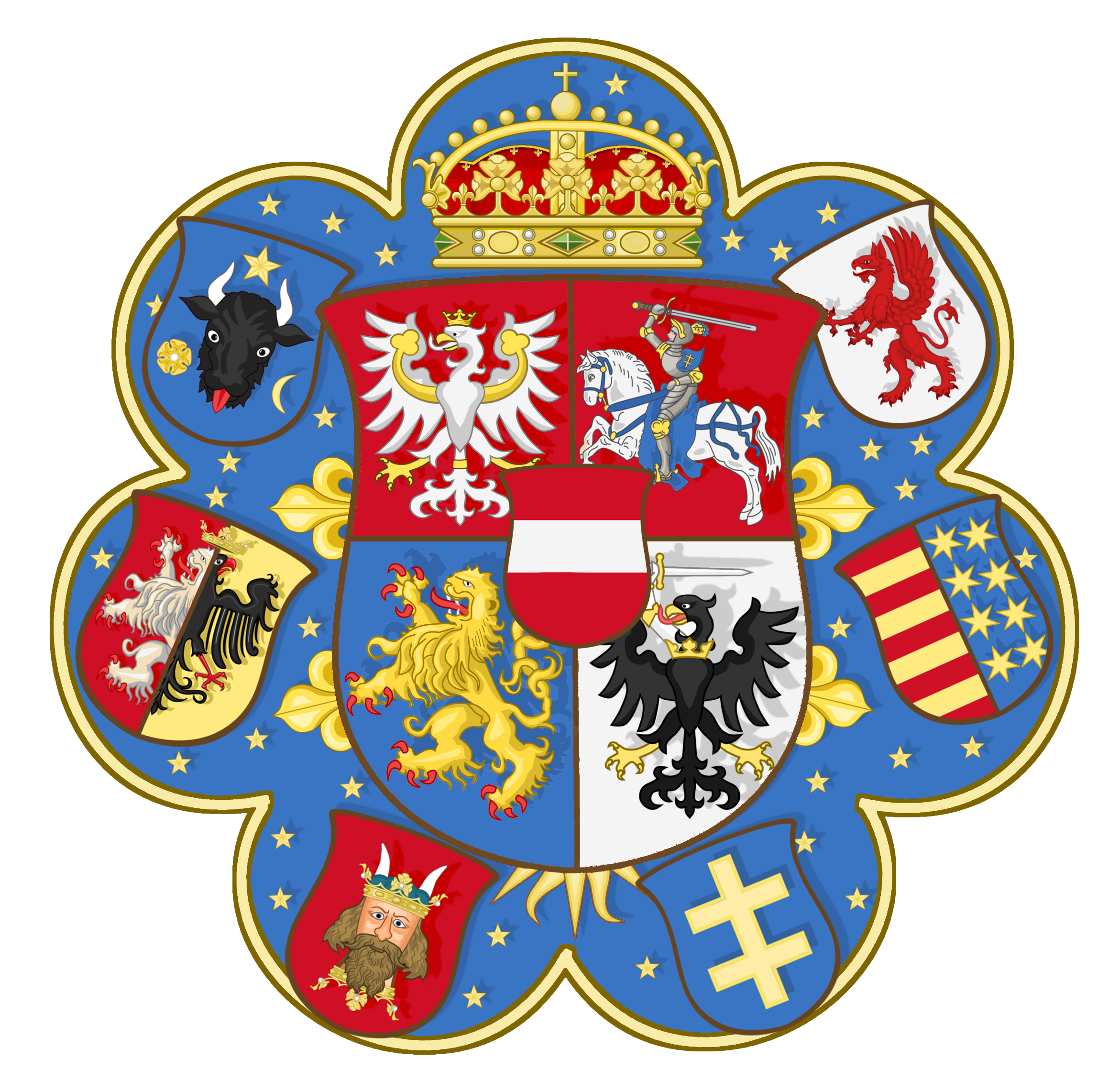
Pieczęć Aleksandra I Jagiellończyka
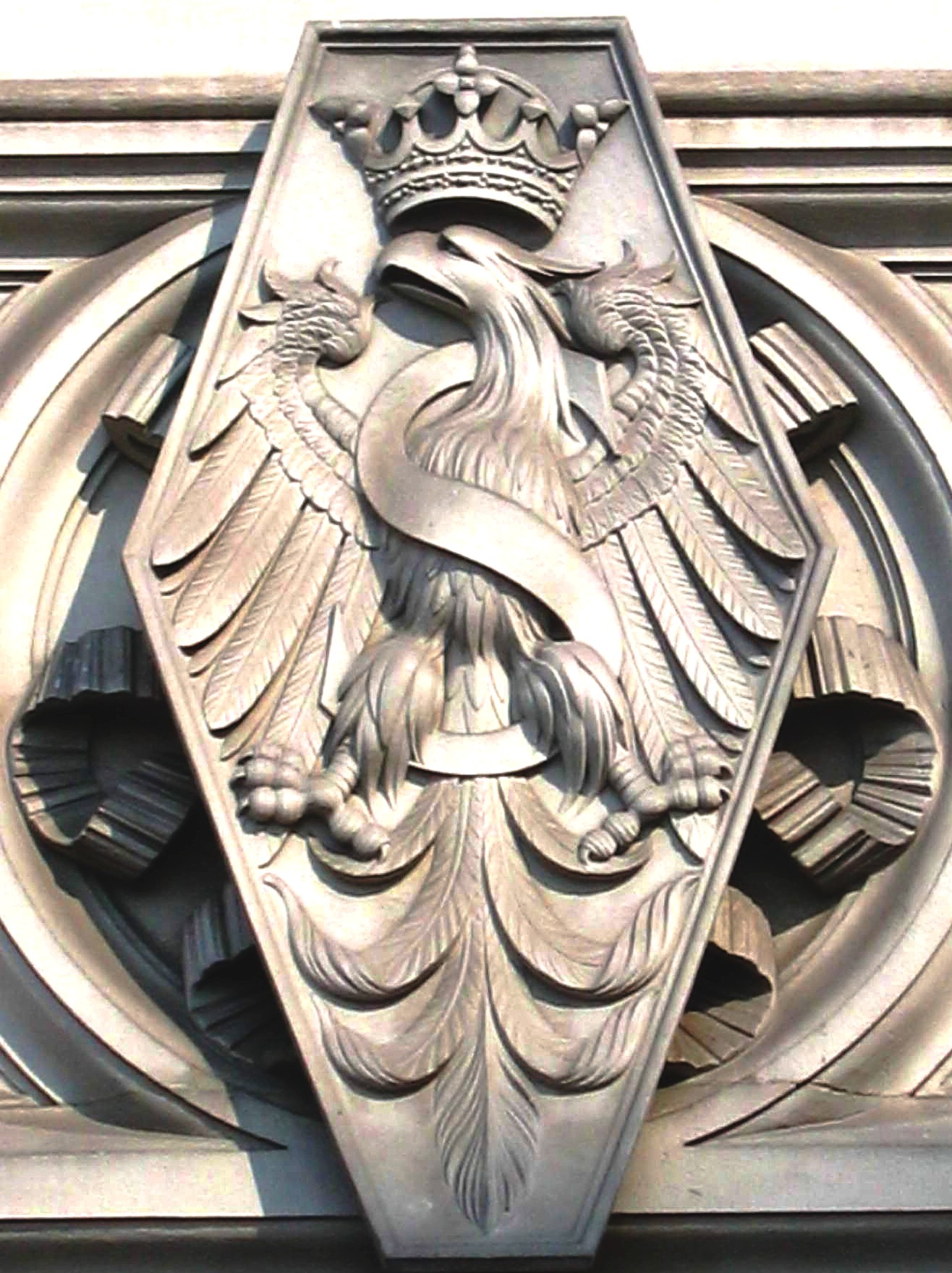
Orzeł Zygmunta Starego
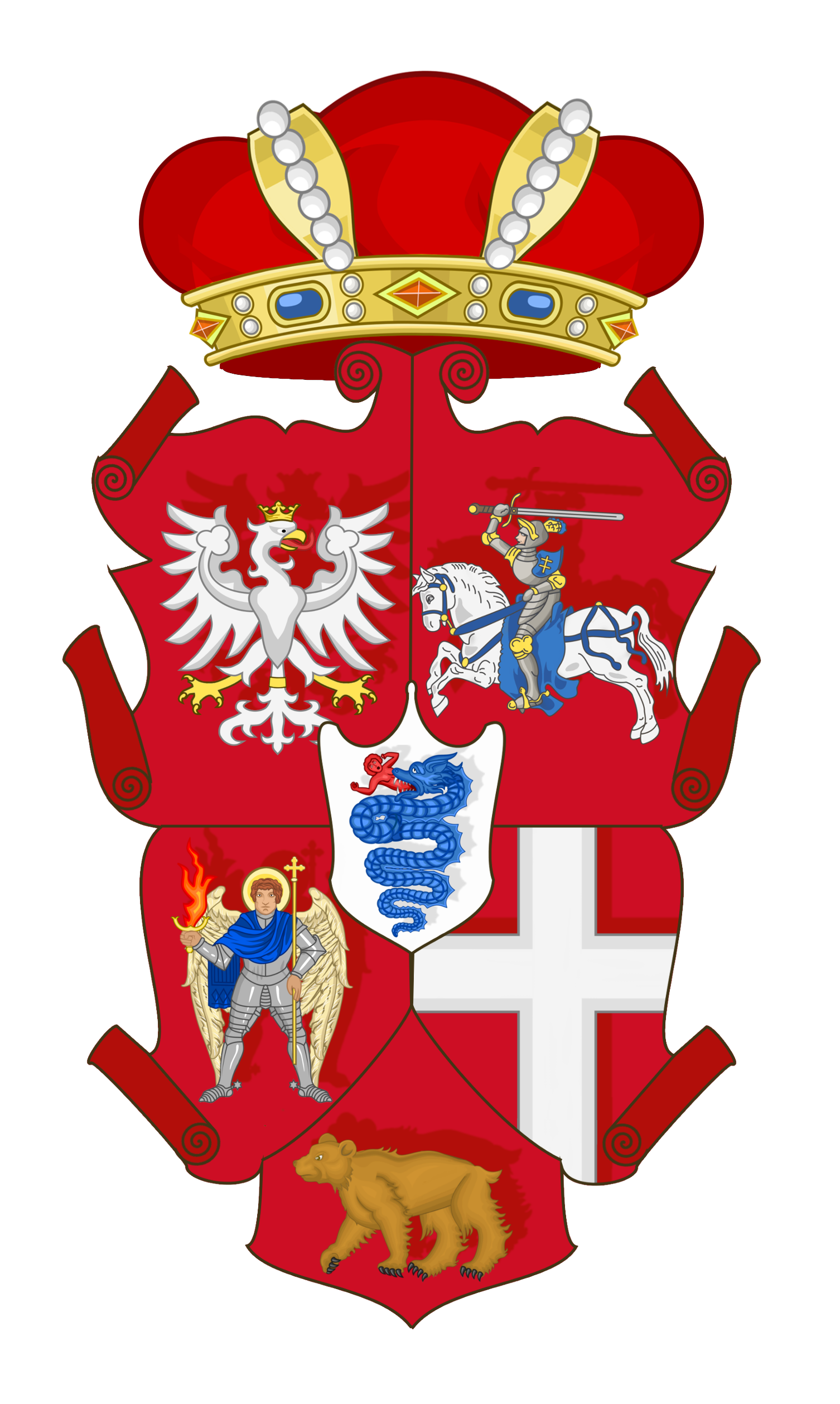
Herb Zygmunta Augusta
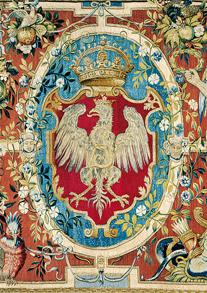
Arras wawelski z herbem Królestwa Polskiego
Herb Rzeczypospolitej Obojga Narodów po unii lubelskiej 1569
Herb Rzeczypospolitej Obojga Narodów w wersji majestatycznej
Herb Rzeczypospolitej Obojga Narodów za panowania Stefana Batorego[potrzebny przypis] (1575–1586)
Herb Rzeczypospolitej Obojga Narodów za panowania dynastii Wazów (1587–1668)
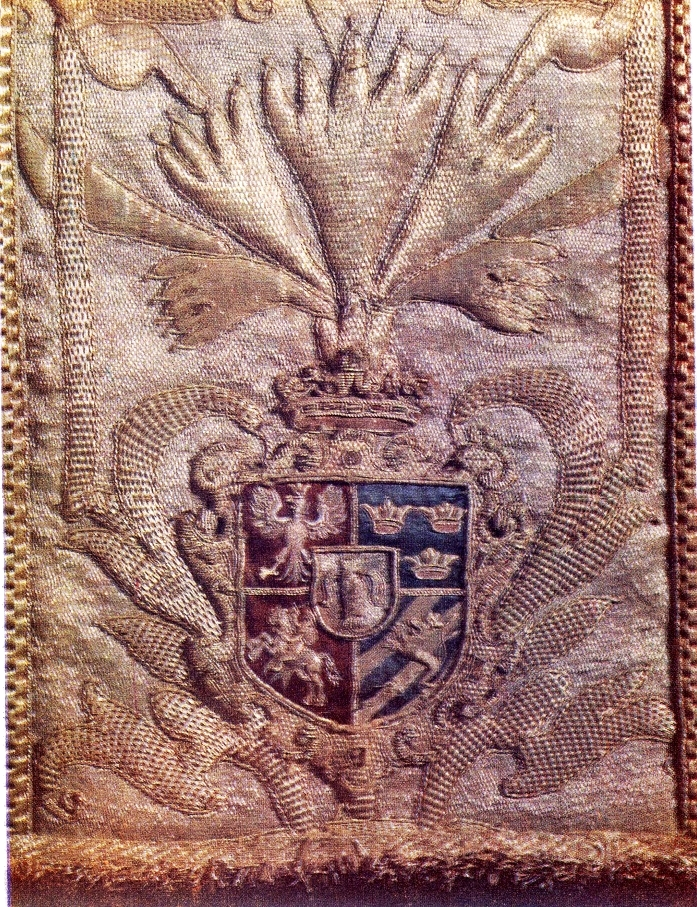
Inna wersja herbu Rzeczypospolitej Obojga Narodów za panowania dynastii Wazów (1587–1668)
Herb Korony Królestwa Polskiego według Marcina Bielskiego, Kronika Polska, 1597
Herb Rzeczypospolitej Obojga Narodów za panowania Michała Korybuta Wiśniowieckiego (1669–1673)
Herb Rzeczypospolitej Obojga Narodów za panowania Jana III Sobieskiego (1674–1696)
Herb Rzeczypospolitej Obojga Narodów za panowania dynastii Wettynów (1697–1704, 1709–1763)
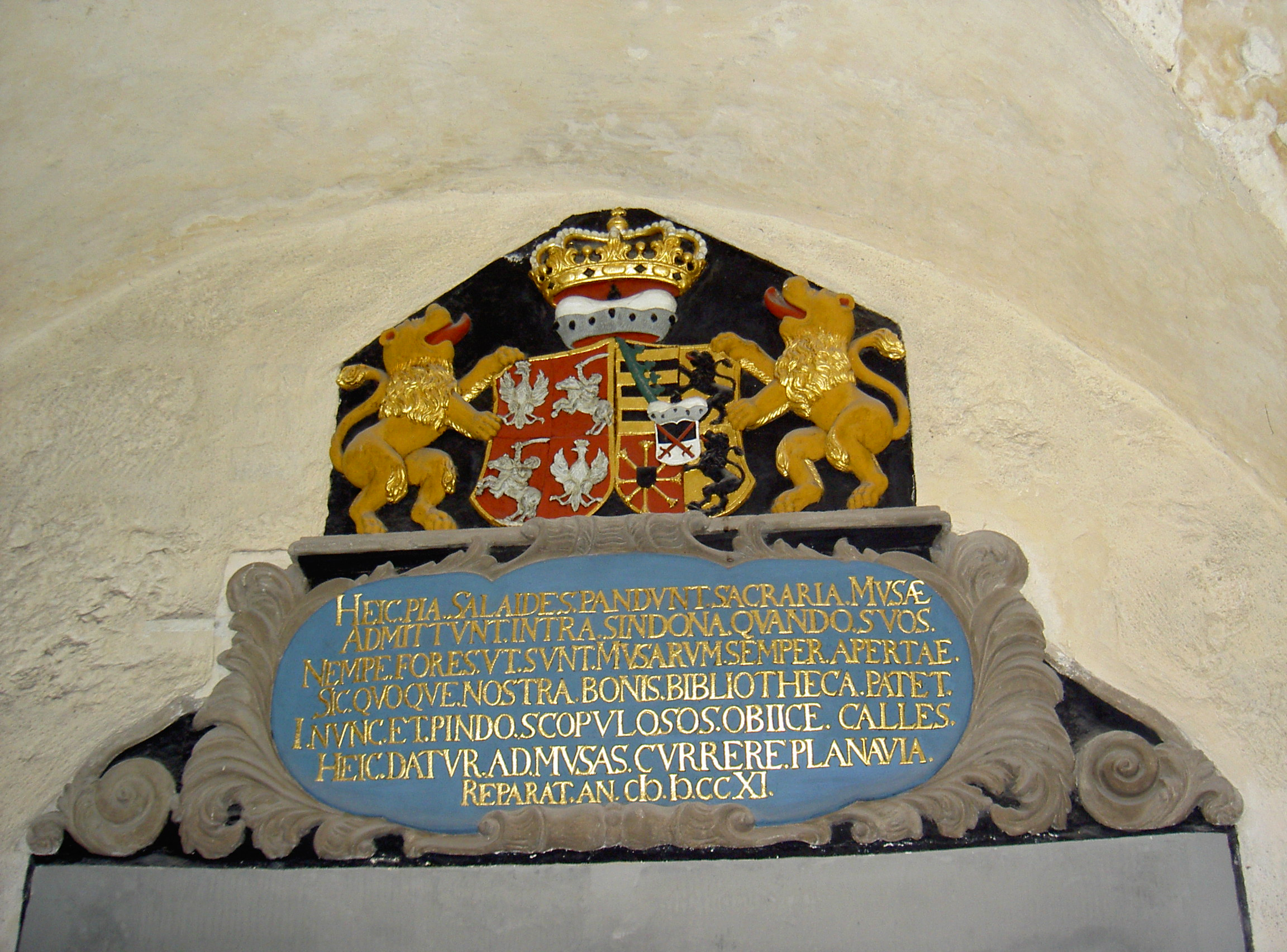
Podwójny herb Rzeczypospolitej Obojga Narodów za panowania dynastii Wettynów (1697–1704, 1709–1763)
Herb Rzeczypospolitej Obojga Narodów za panowania Stanisława Leszczyńskiego (1704–1709)
Herb Rzeczypospolitej Obojga Narodów za panowania Stanisława Augusta Poniatowskiego (1764–1795)
Herb Korony czasów stanisławowskich – orzeł biały w koronie z insygniami w szponach
Herb Księstwa Warszawskiego (1807–1815)
Herb Księstwa Warszawskiego w wersji majestatycznej
Mały herb Królestwa Polskiego (1815–1832) z koroną Anny Iwanowny
Średni herb Królestwa Polskiego
Wielki herb Królestwa Polskiego
Mały herb Imperium Rosyjskiego z herbem Polski na skrzydle
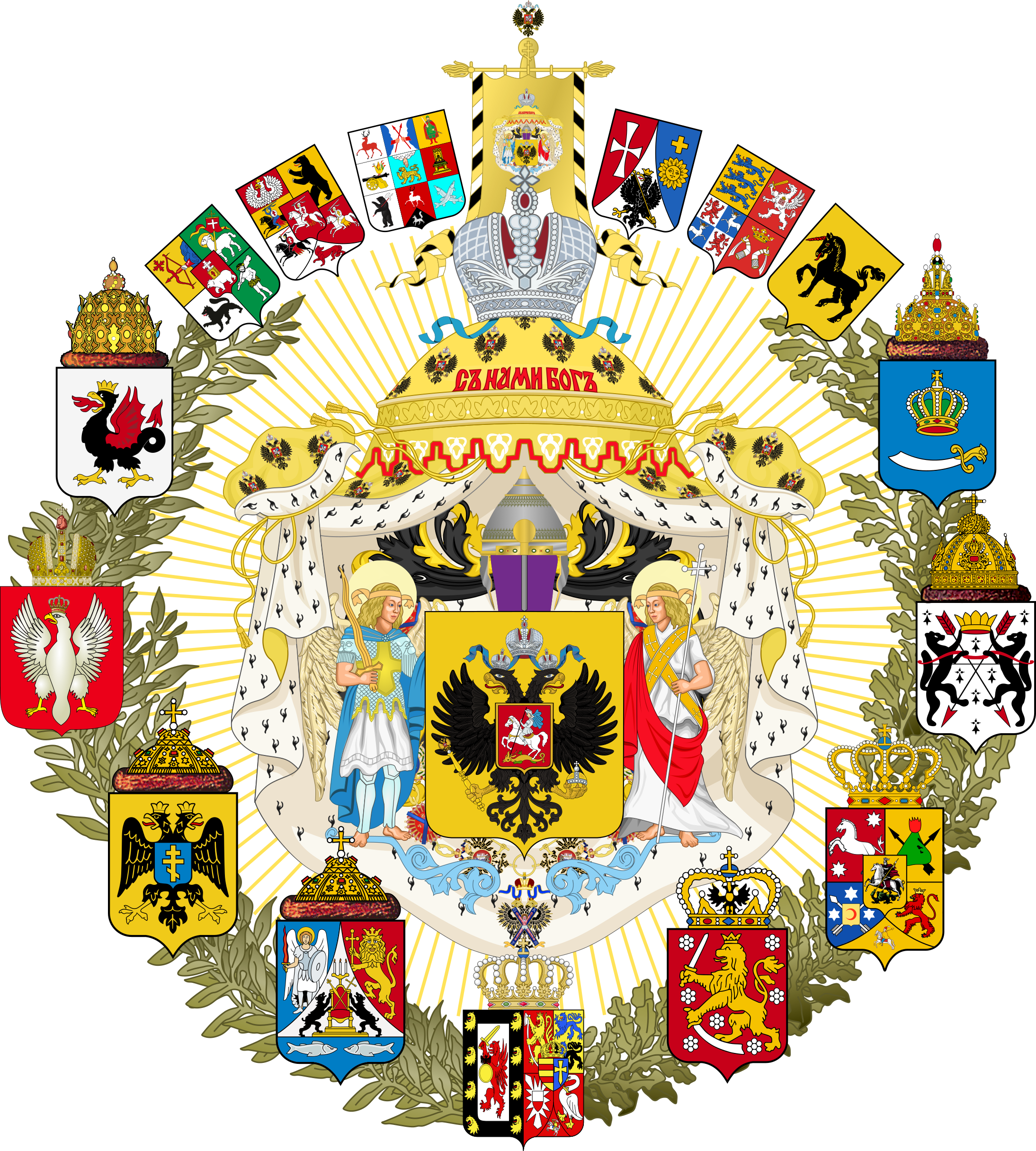
Wielki herb Imperium Rosyjskiego z herbem Polski z koroną Anny Iwanowny
Wielki herb Wielkiego Księstwa Poznańskiego
Herb Wolnego Miasta Kraków
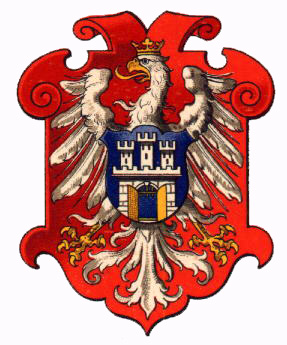
Herb Wielkiego Księstwa Krakowskiego
Orzeł w czasie powstania listopadowego (1831–1832)
Orzeł republikański bez korony z okresu powstania krakowskiego (1846)
Herb Rzeczypospolitej Trojga Narodów w czasie powstania styczniowego (1863–1864)
Orzeł z pieczęci Rady Regencyjnej (1916–1918)
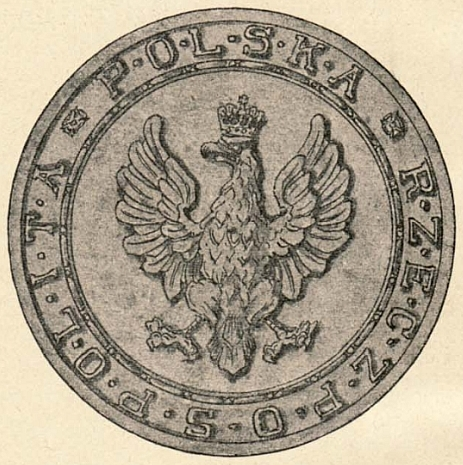
Wzór znaku orła białego w herbie Polski (1919–1927). Ustawa z dnia 1 sierpnia 1919 r.
Herb Polski z lat 1919–1927
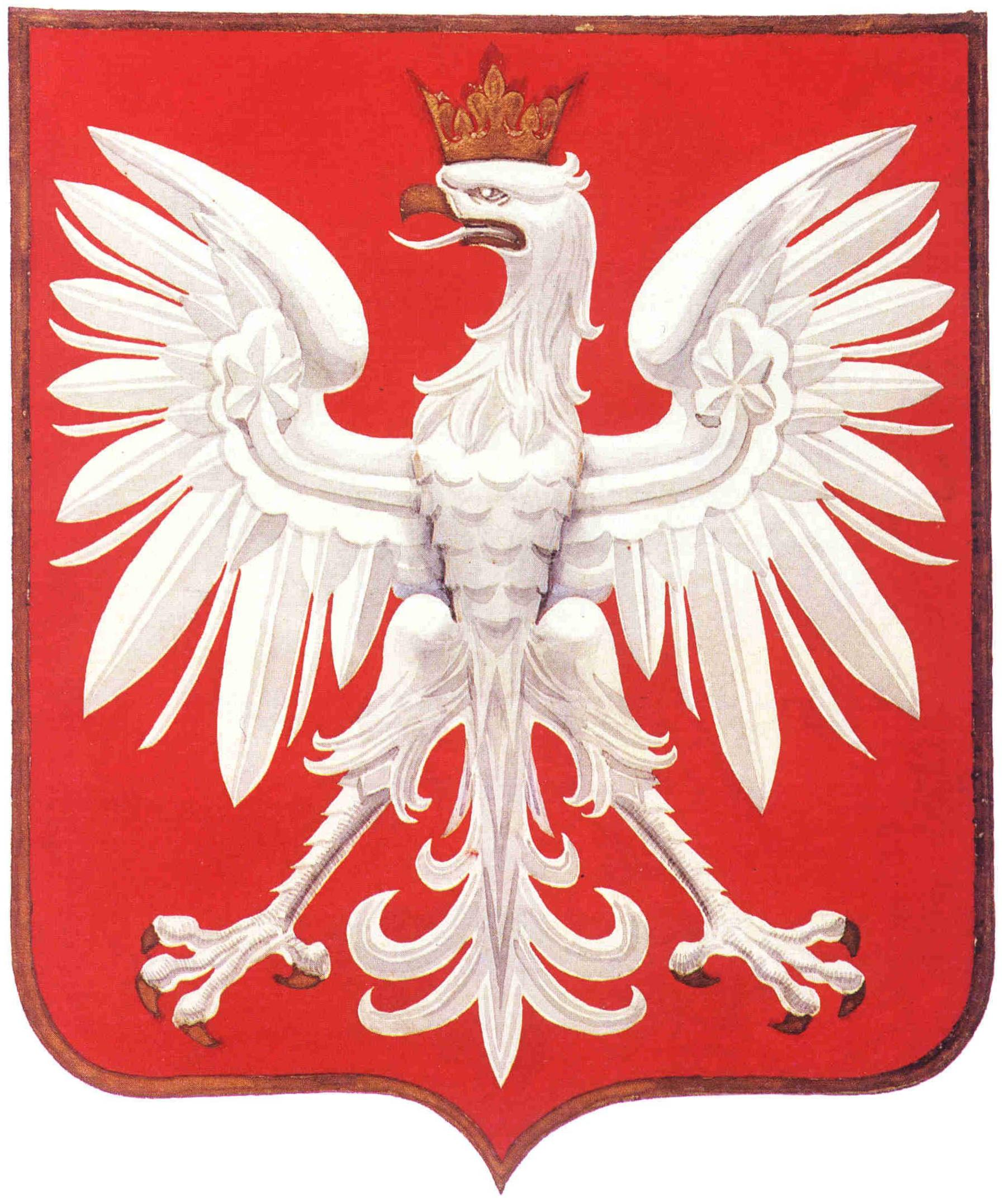
Wersja Herbu Polski Zygmunta Kamińskiego z 1927 r.
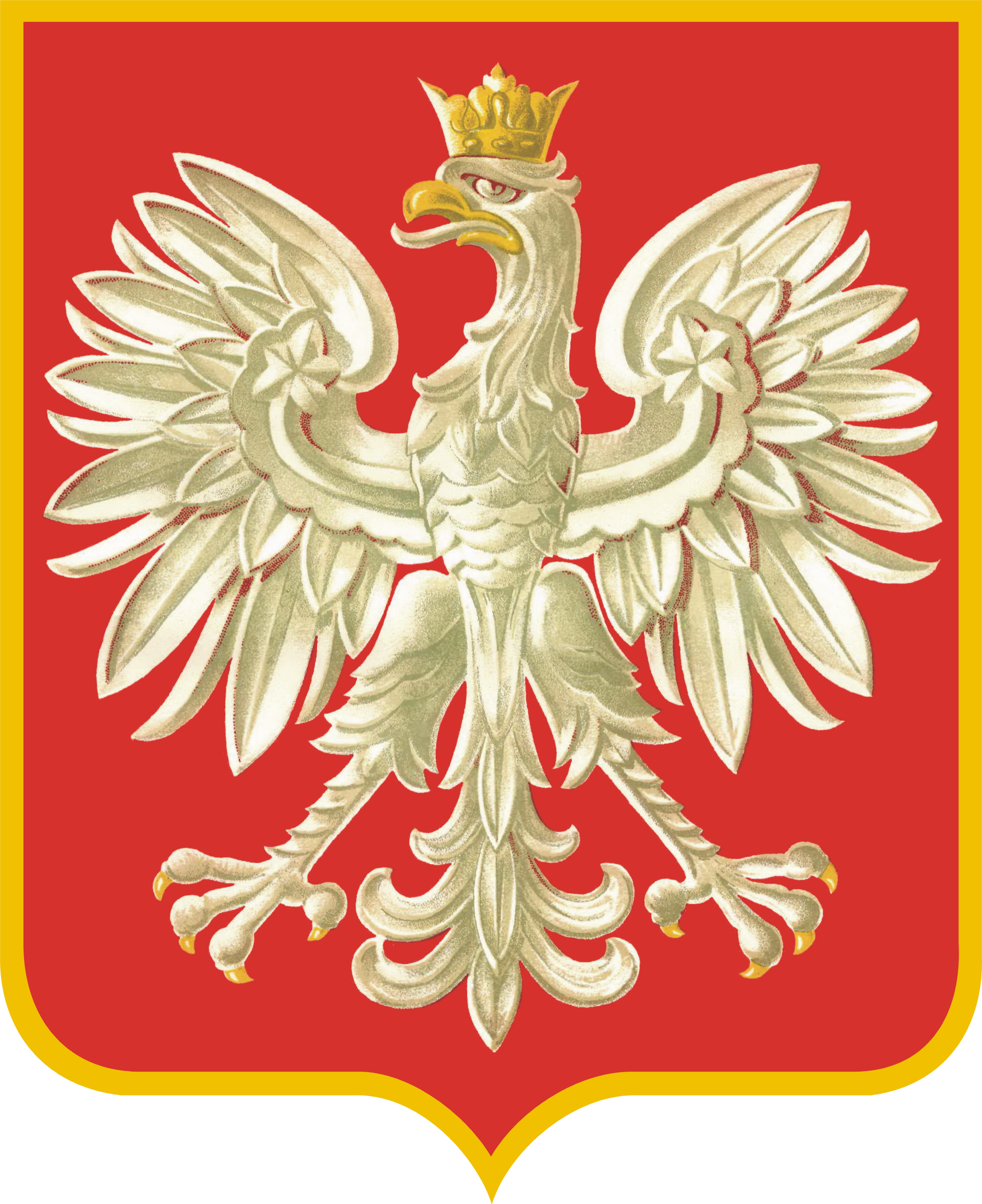
Herb Rzeczypospolitej Polskiej oraz RP na uchodźstwie do 1956 r. (wzór z 1927 r.)
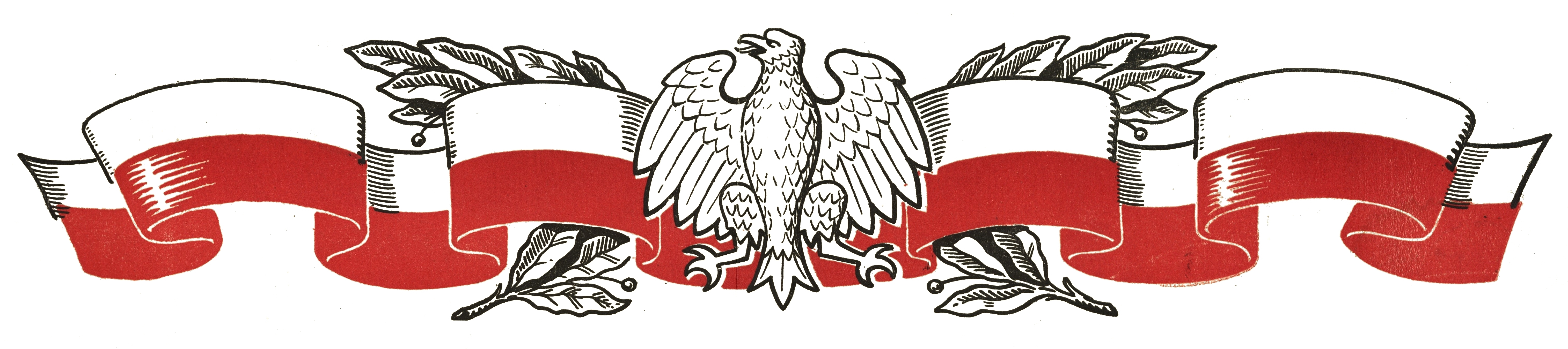
Orzeł z Manifestu Polskiego Komitetu Wyzwolenia Narodowego
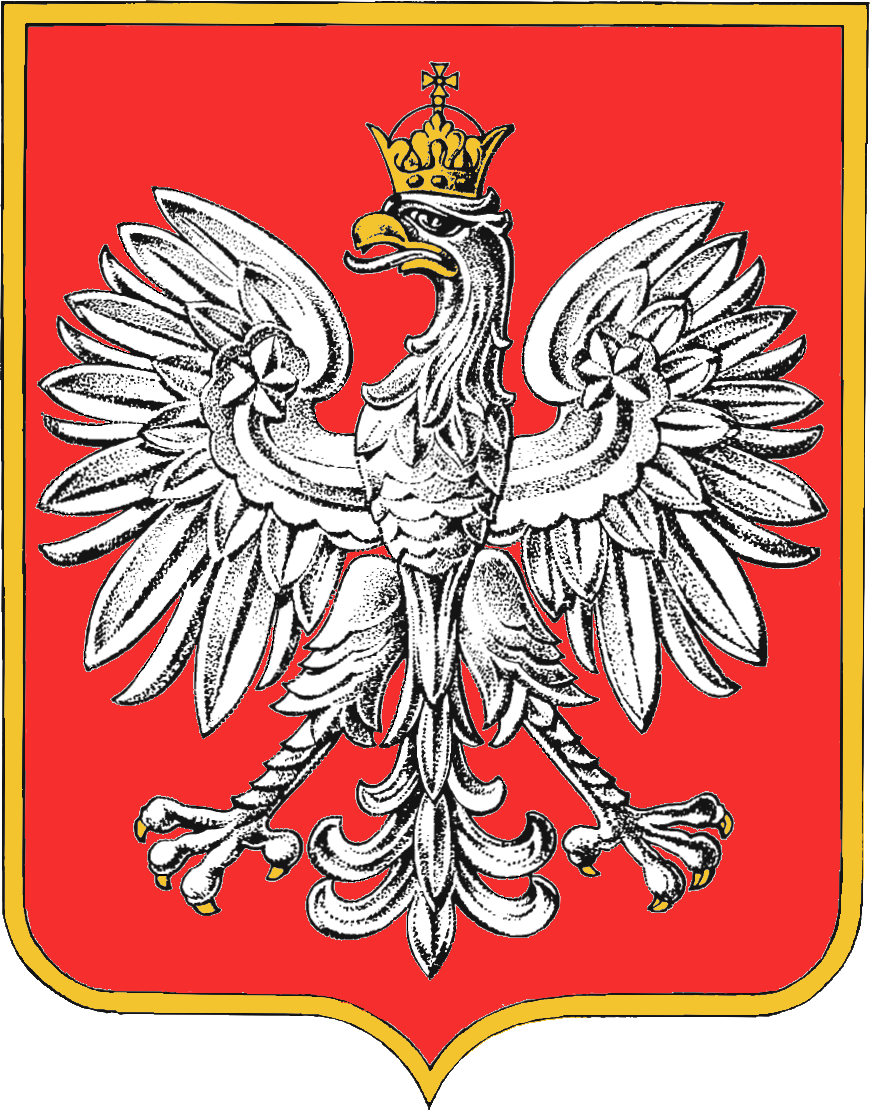
Herb Polski od 11 listopada 1956 r. (dekret Prezydenta RP na uchodźstwie)
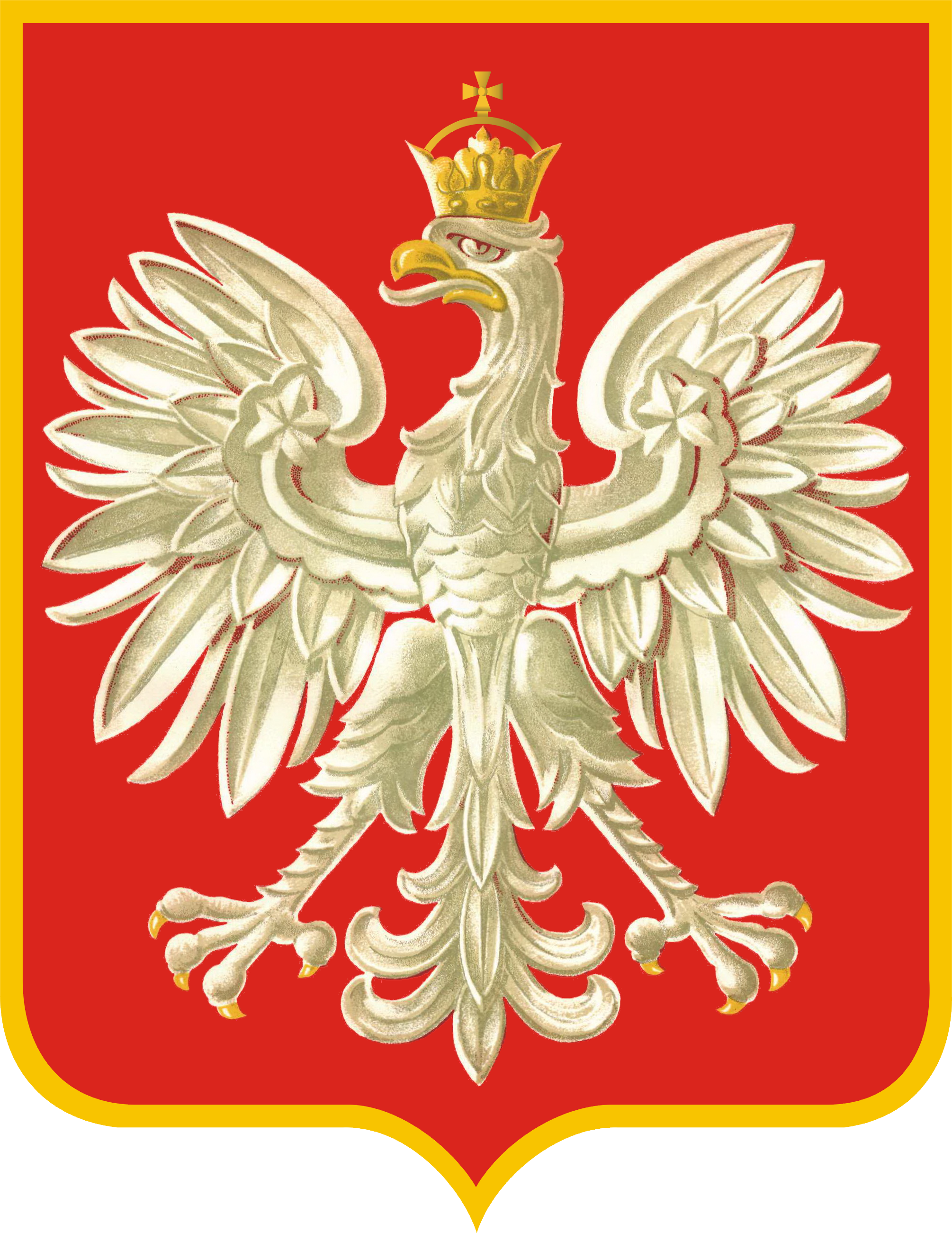
Herb Rzeczypospolitej Polskiej ustanowiony w 1956 r. przez Rząd na uchodźstwie
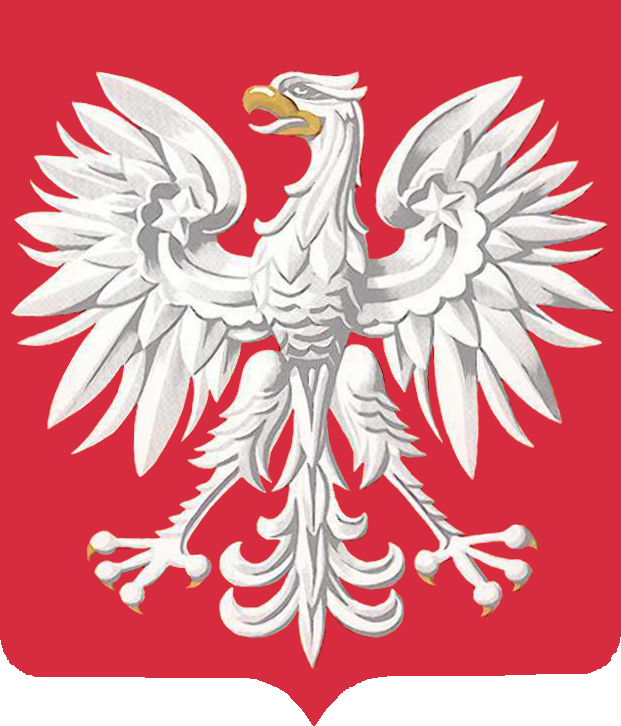
Stosowane od 1944, zalegalizowane w 1952 Godło PRL, obowiązywało do 21 lutego 1990. Poza brakiem korony oraz innymi rozetami widoczna jest znaczna deformacja głowy oraz oka orła w porównaniu do orła przedwojennego[43].
Obecna wersja Godła zgodna z ustawą z 22 lutego 1990 roku. Widoczne są znaczne modyfikacje autorstwa Andrzeja Heidricha w porównaniu do orła przedwojennego, którego stworzył Zygmunt Kamiński[44].
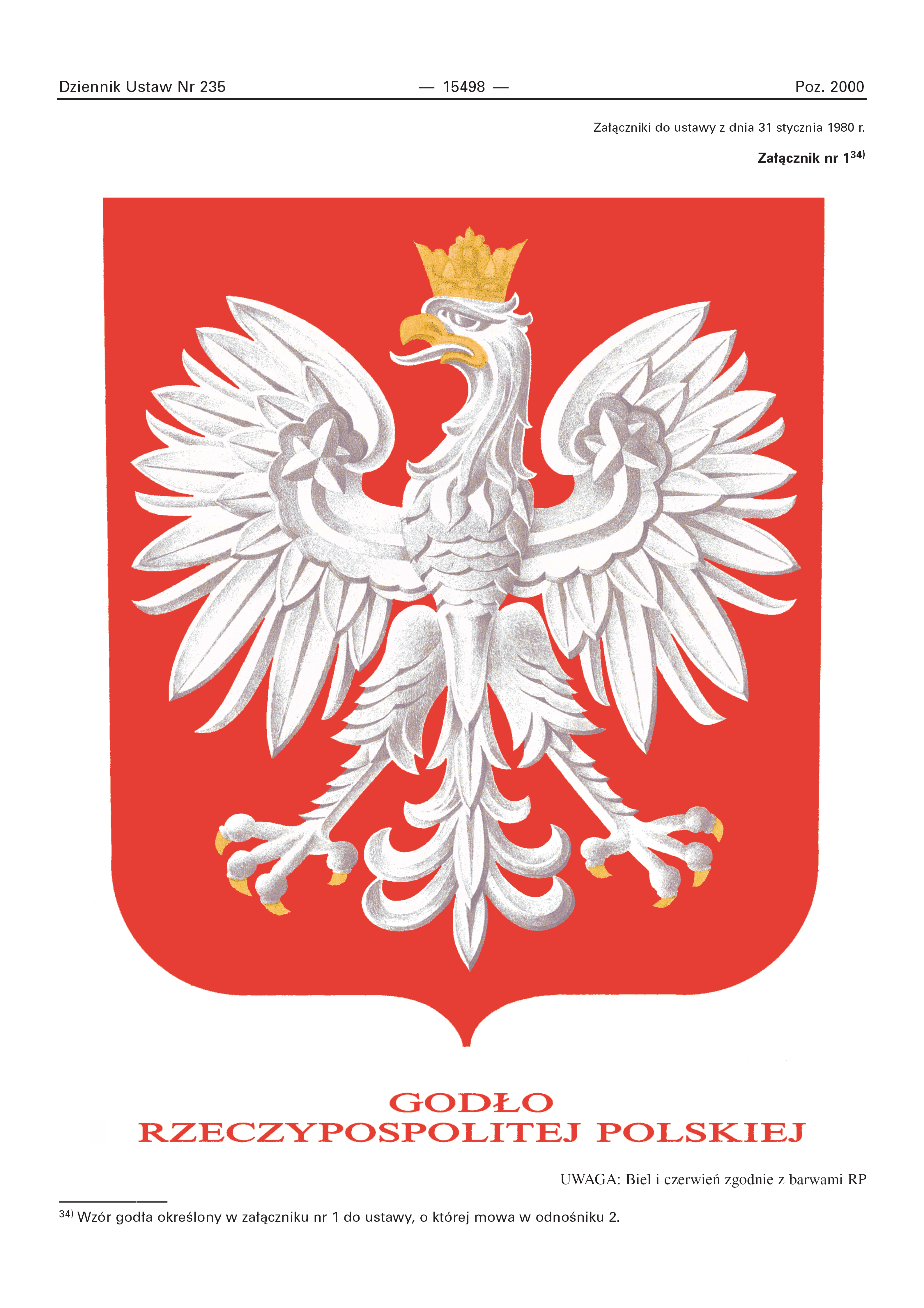
Wzór Godła Polski z Dz.U. z 2005 r. nr 235, poz. 2000

### Orzeł Biały na flagach polskich

Flaga Zjednoczonego Królestwa Polskiego oraz Korony Królestwa Polskiego
Flaga Kongresówki
Flaga używana przez powstańców styczniowych w latach 1863–1864
Flaga II Rzeczypospolitej z herbem z lat 1919–1930
Flaga II Rzeczypospolitej z herbem z lat 1927–1939 oraz rządu RP na uchodźstwie
Flaga PRL z herbem z lat 1955–1980
Flaga PRL i III RP z herbem z lat 1980–1990
Obecna flaga Polski z herbem

### Orzeł Biały w herbach miast w Polsce

Herb Białegostoku
Herb dawnego miasta Bledzew
Herb Błażowej
Herb Budzynia
Herb Chrzanowa
Herb Dąbrowy Górniczej
Herb Gniezna
Herb Inowrocławia
Herb Kargowej
Herb Kcyni
Herb Knurowa
Herb Koźmina Wielkopolskiego
Herb Krakowa
Herb Legionowa
Herb Lubonia
Herb Mosiny
Herb Nieszawy
Herb Obornik
Herb Osieku
Herb Ostrołęki
Herb Piotrkowa Trybunalskiego
Herb Pobiedzisk
Herb Poznania
Herb Rogoźna
Herb Sandomierza
Herb Sułkowic
Herb Środy Wielkopolskiej
Herb Wołomina
Herb Ząbek

### Orzeł w polskiej symbolice wojskowej

Orzeł wojskowy w Siłach Zbrojnych Rzeczypospolitej Polskiej
Wojska Lądowe
Marynarka Wojenna
Siły Powietrzne
Wojska Specjalne
Wojska Obrony Terytorialnej
Logo Ministerstwa Obrony Narodowej

Historyczne orły wojskowe
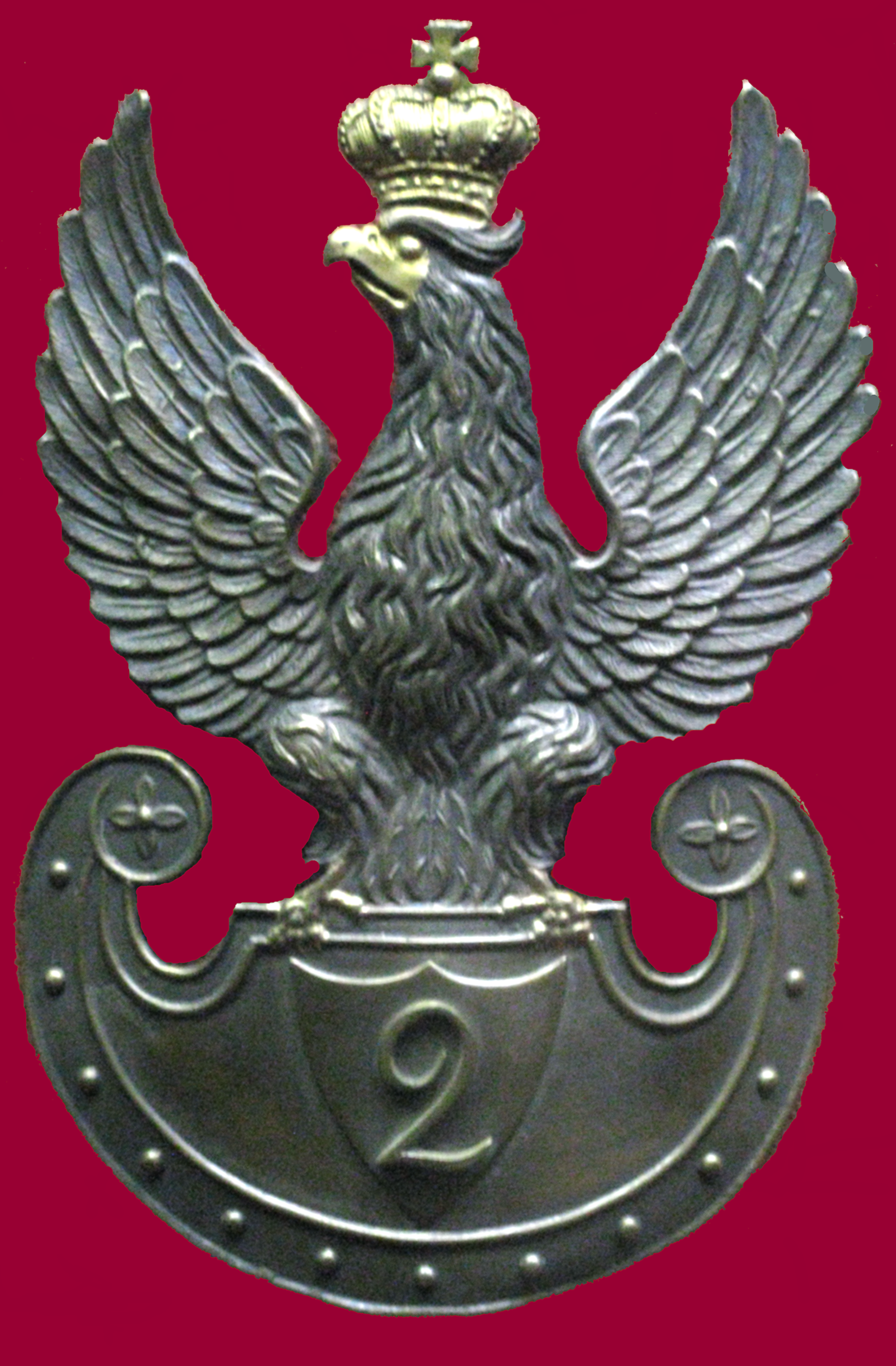
Orzełek z czasów Królestwa Polskiego (kongresowego)
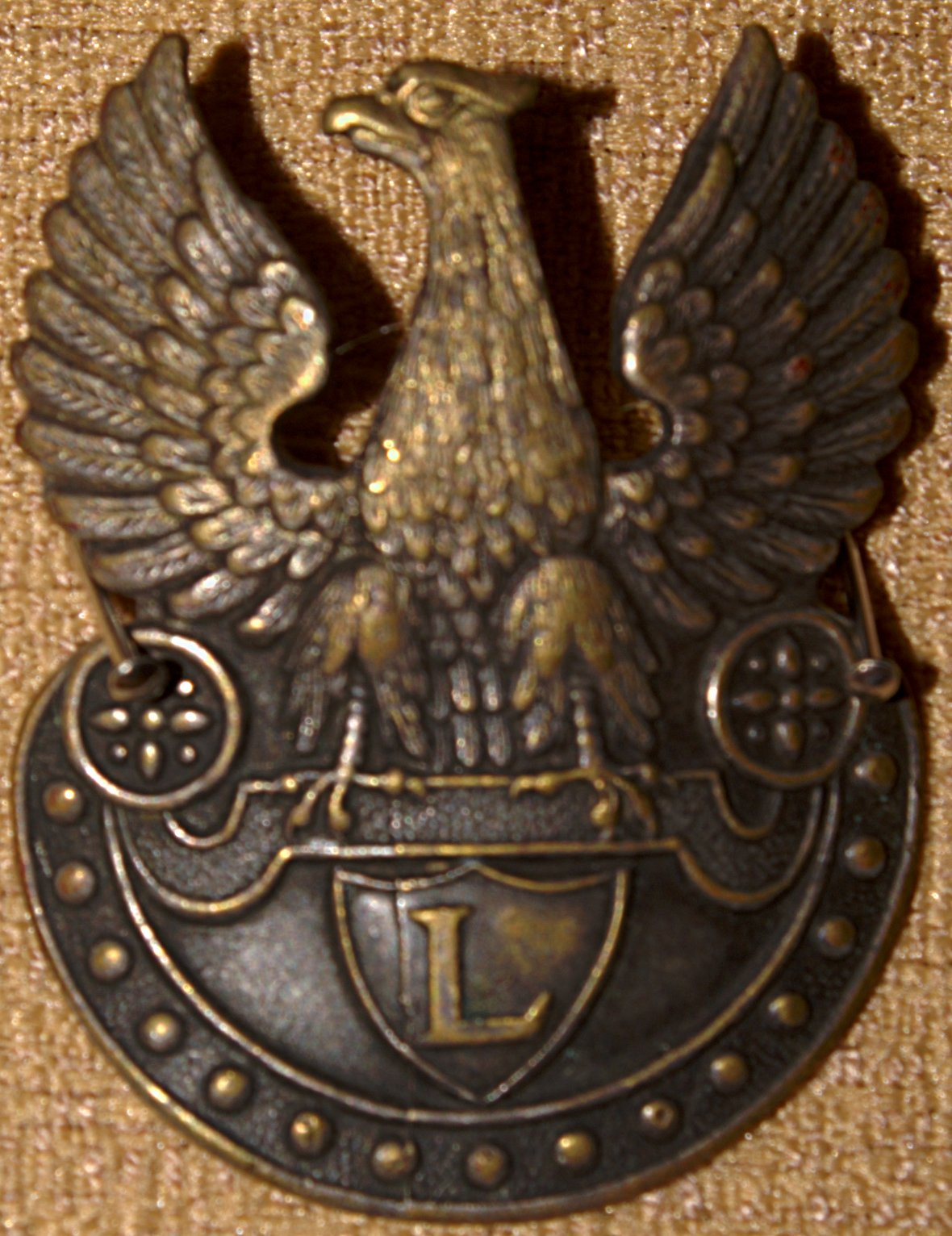
Orzełek legionowy
Orzełek Wojsk Wielkopolskich
Orzełek wojska II RP
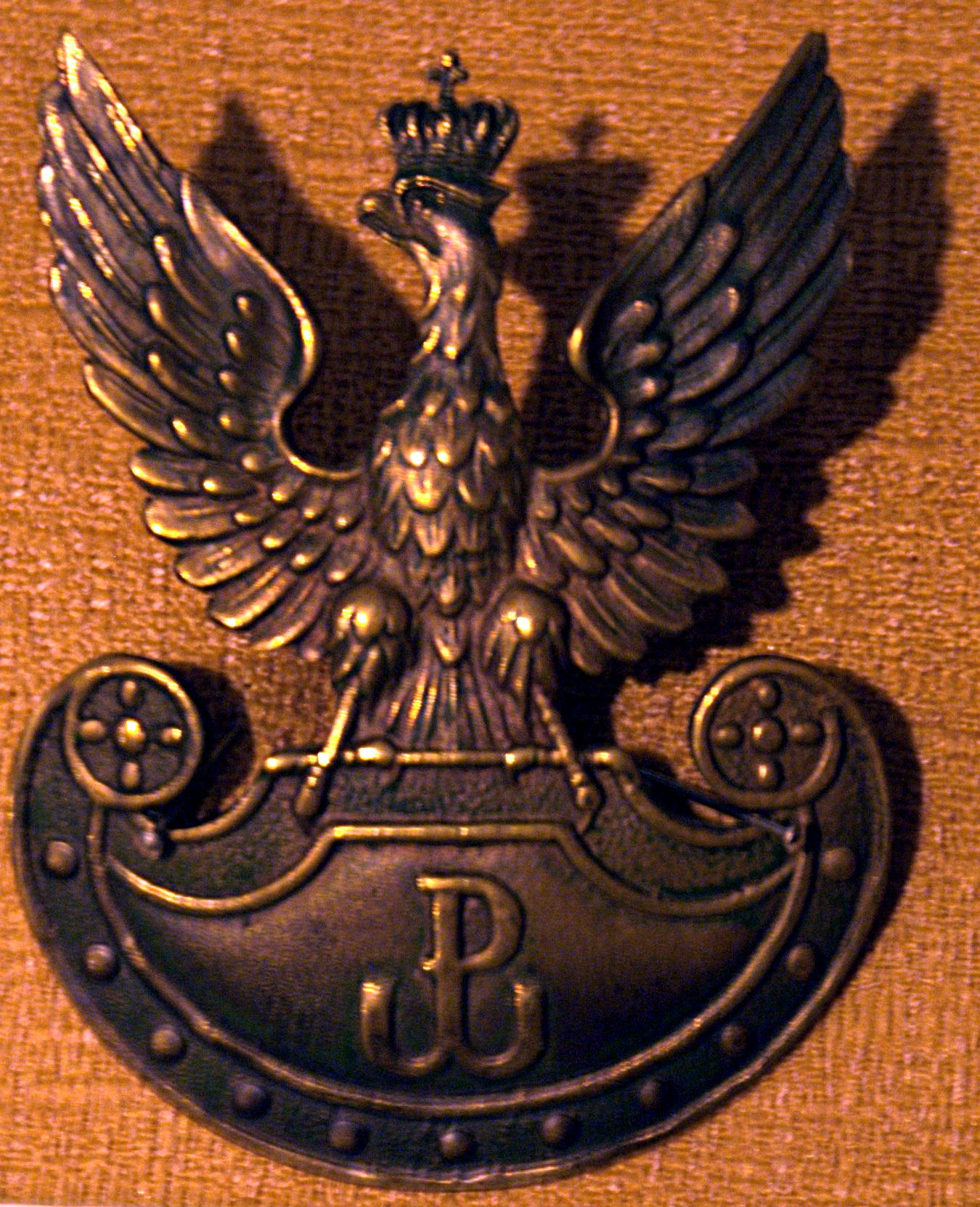
Orzełek Armii Krajowej
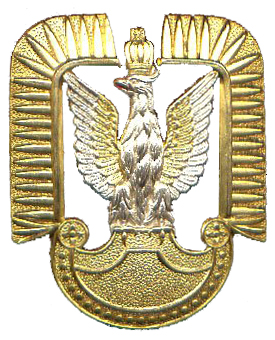
Orzełek Polskich Sił Powietrznych w Wielkiej Brytanii
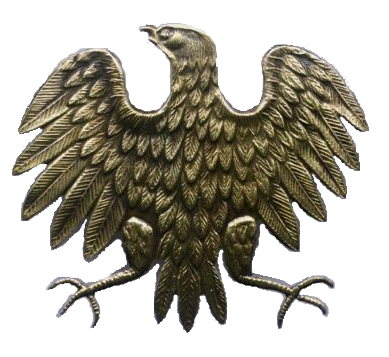
Orzeł używany przez Armię Berlinga
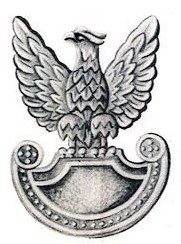
Orzeł Ludowego Wojska Polskiego

### Orzeł w polskich odznaczeniach

Orzeł w orderach
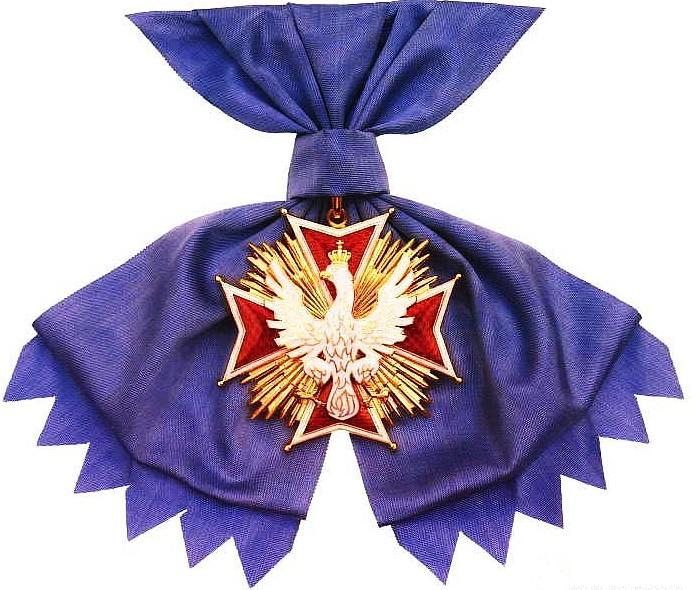
Order Orła Białego
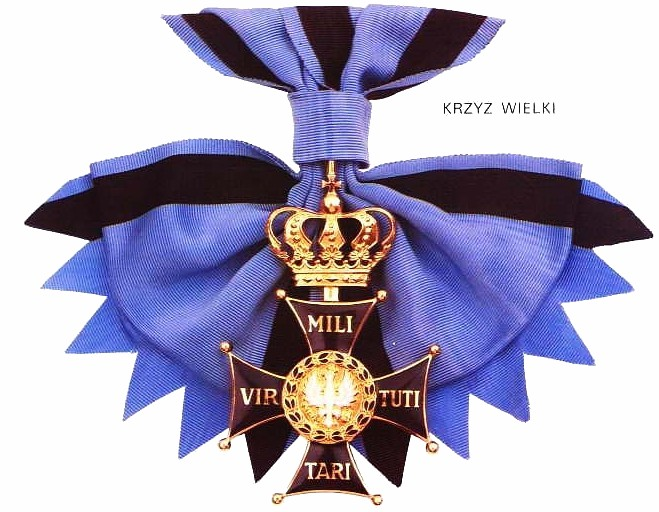
Order Virtuti Militari
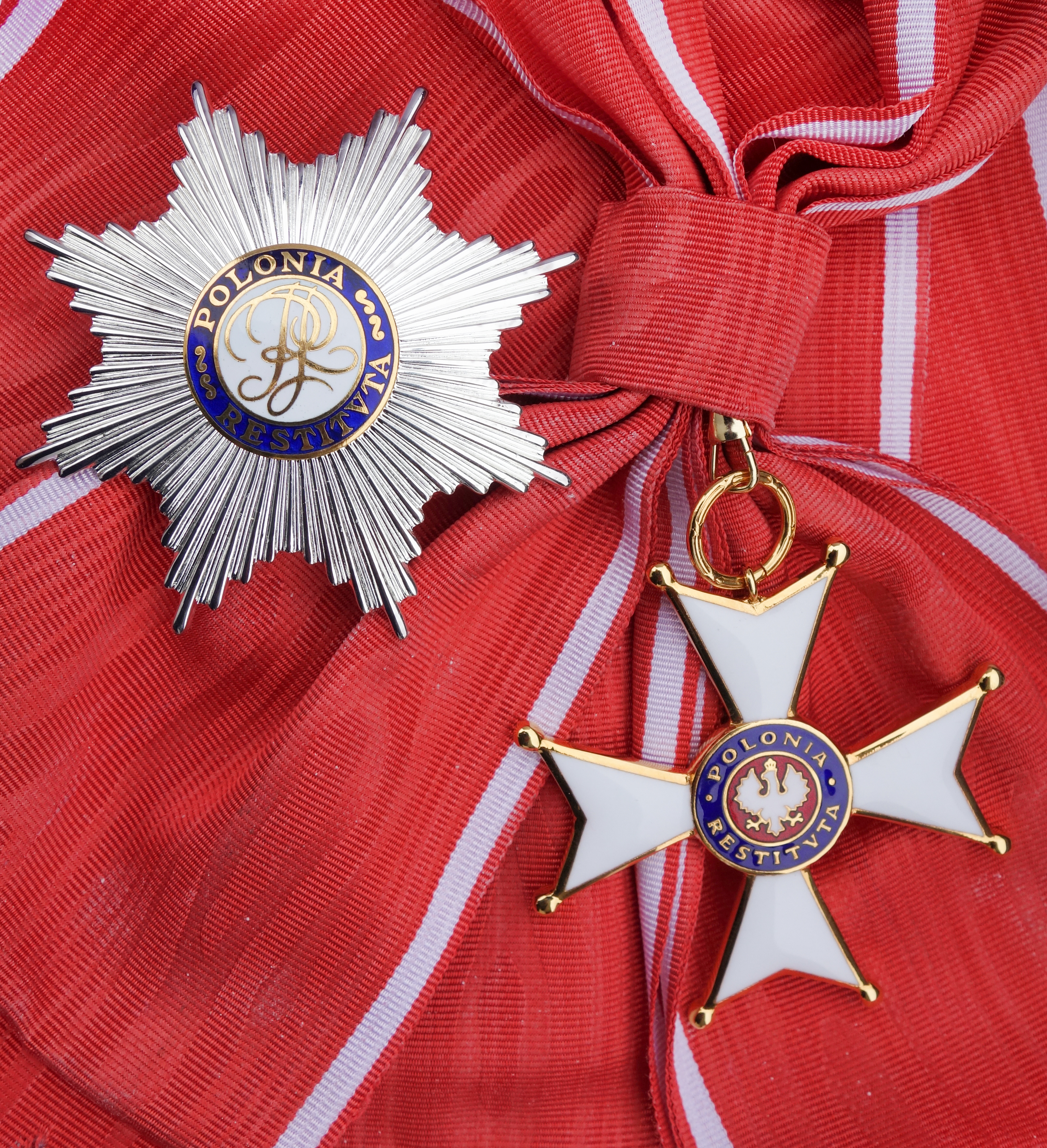
Order Odrodzenia Polski
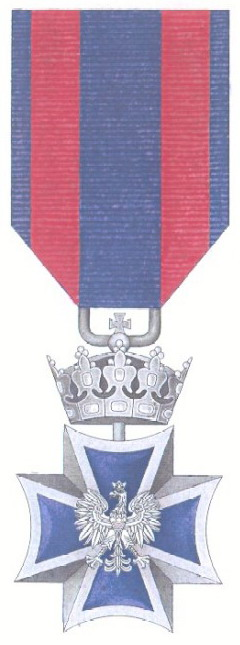
Order Krzyża Wojskowego
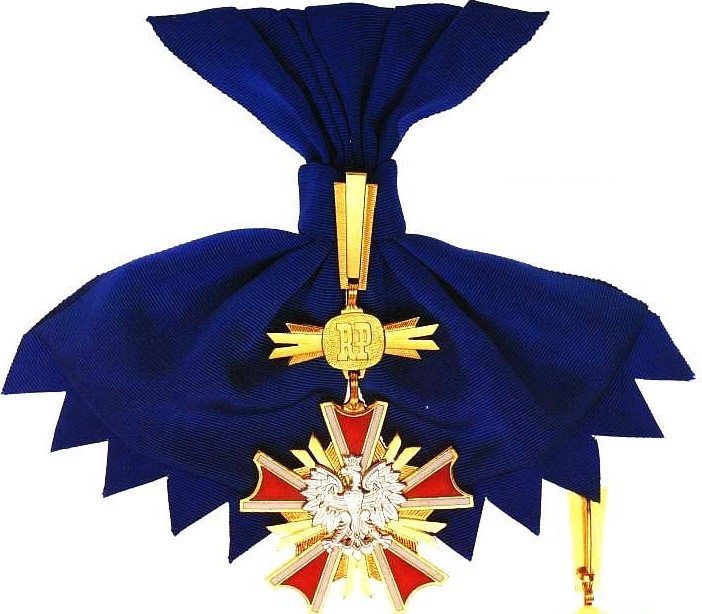
Order Zasługi Rzeczypospolitej Polskiej
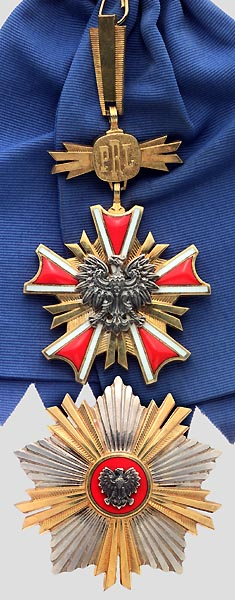
Order Zasługi Polskiej Rzeczypospolitej Ludowej

Orzeł w innych odznaczeniach
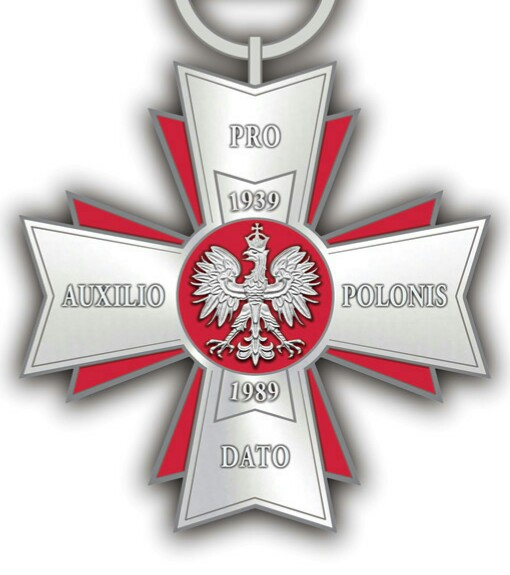
Krzyż Zachodni
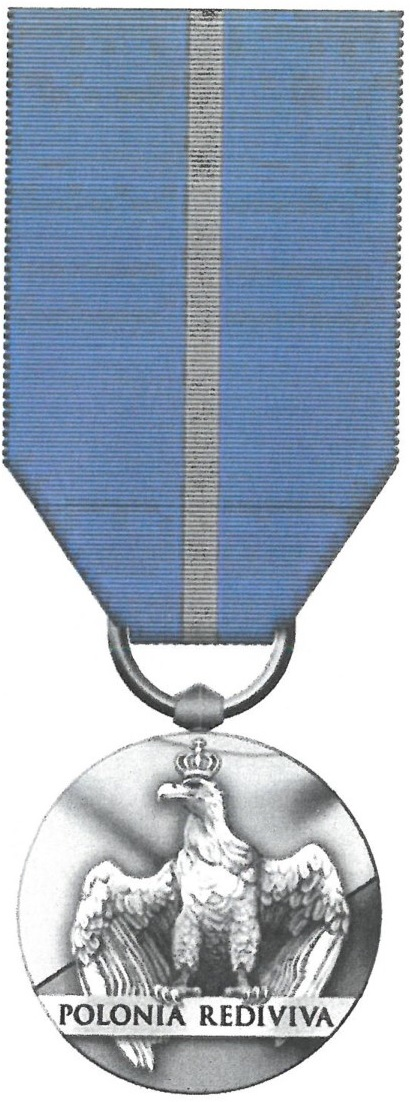
Medal Stulecia Odzyskanej Niepodległości
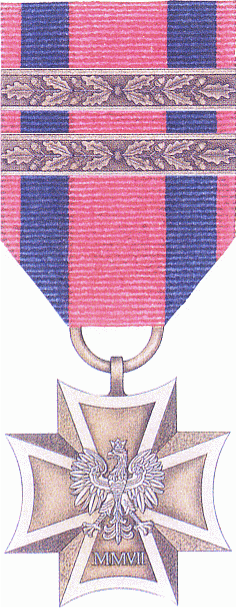
Krzyż Wojskowy
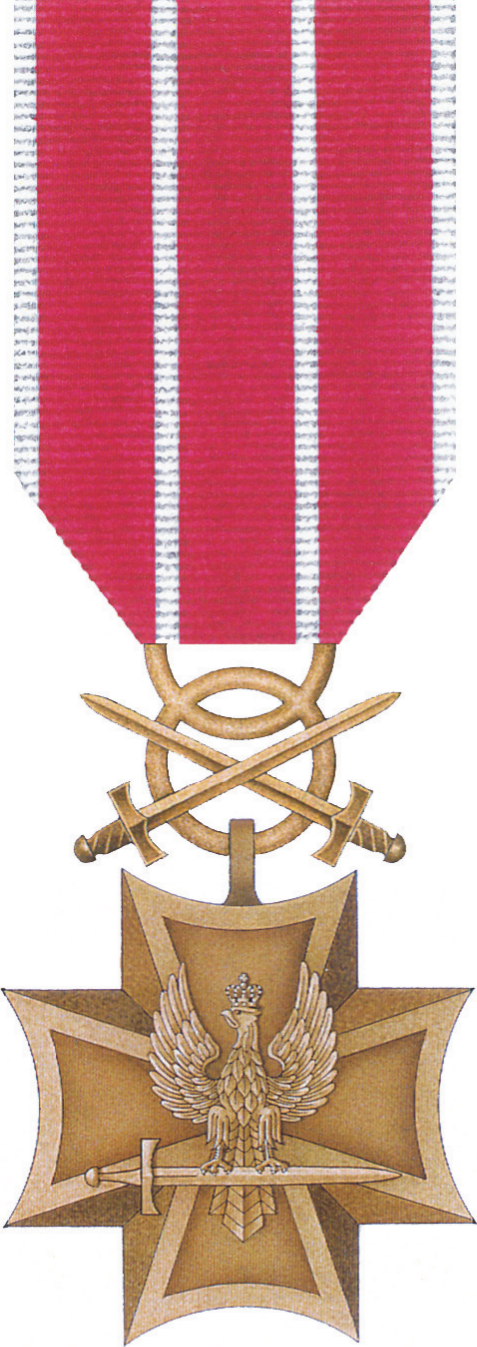
Wojskowy Krzyż Zasługi z Mieczami
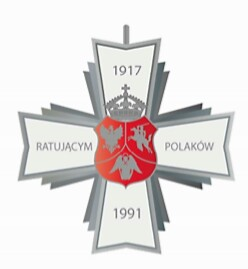
Krzyż Wschodni
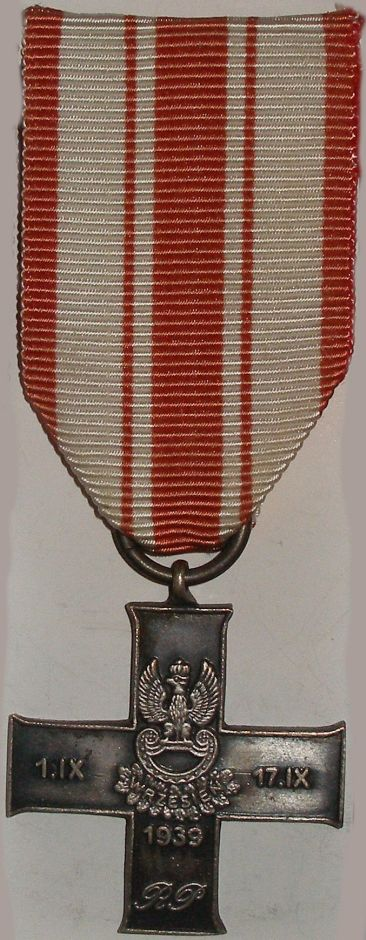
Krzyż Kampanii Wrześniowej
Krzyż Batalionów Chłopskich
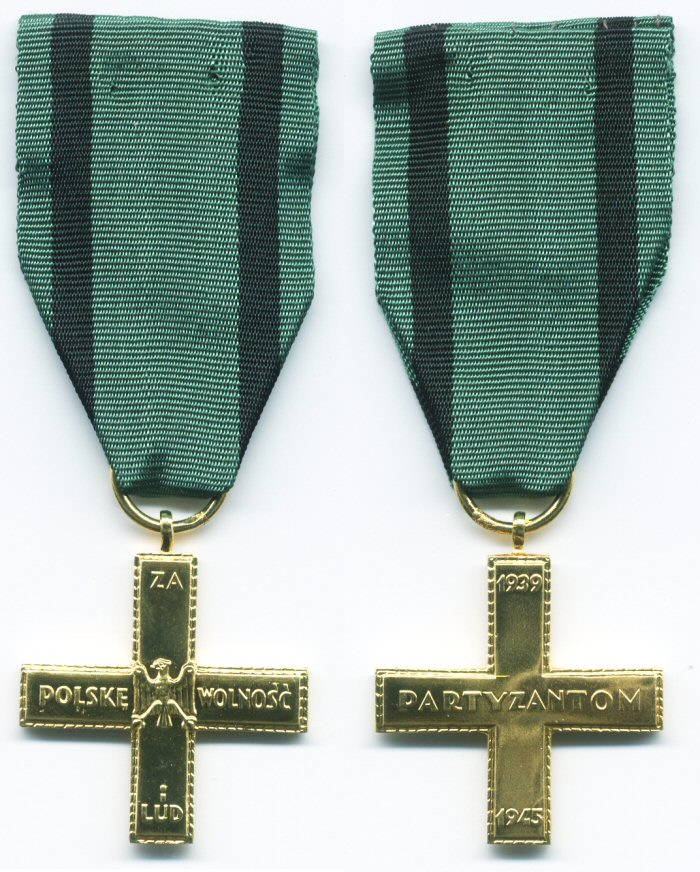
Krzyż Partyzancki
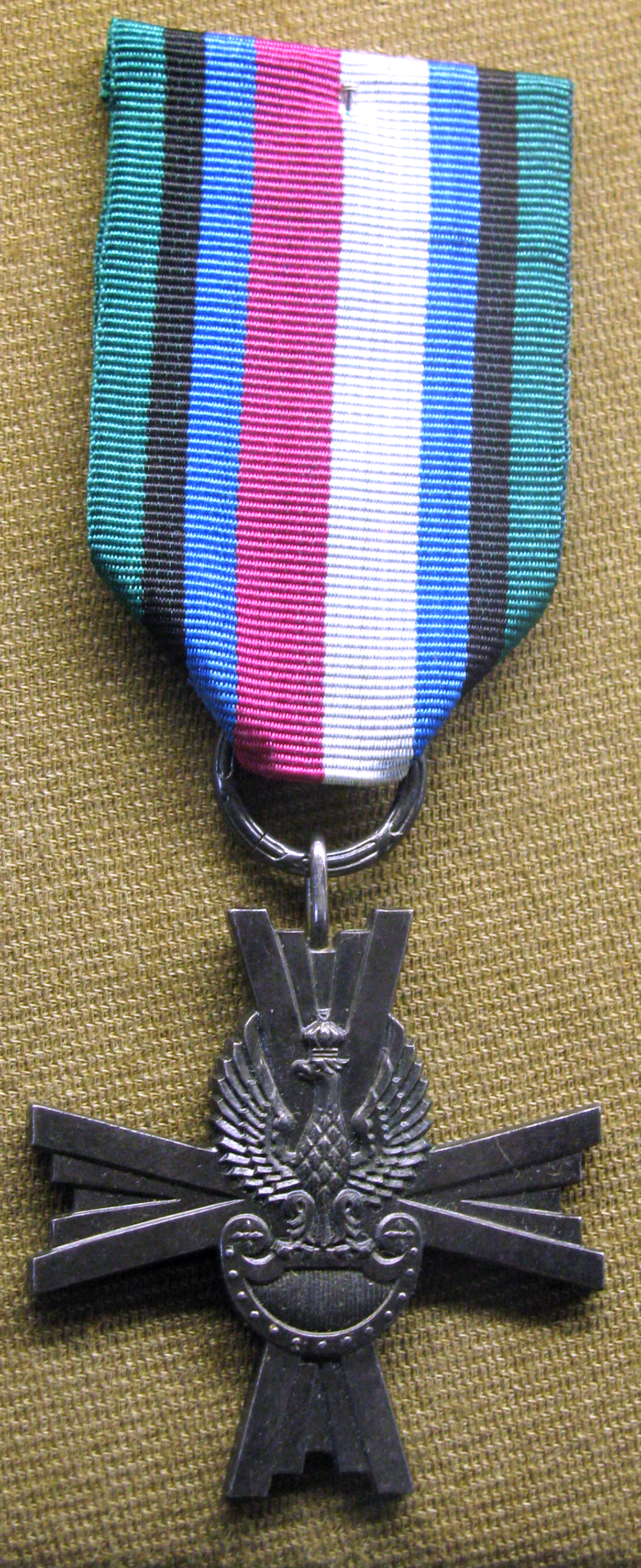
Krzyż Czynu Bojowego Polskich Sił Zbrojnych na Zachodzie
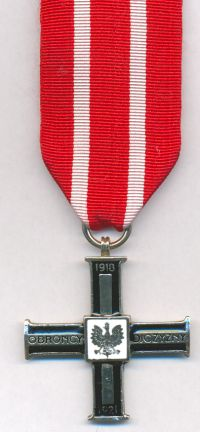
Krzyż za udział w Wojnie 1918–1921
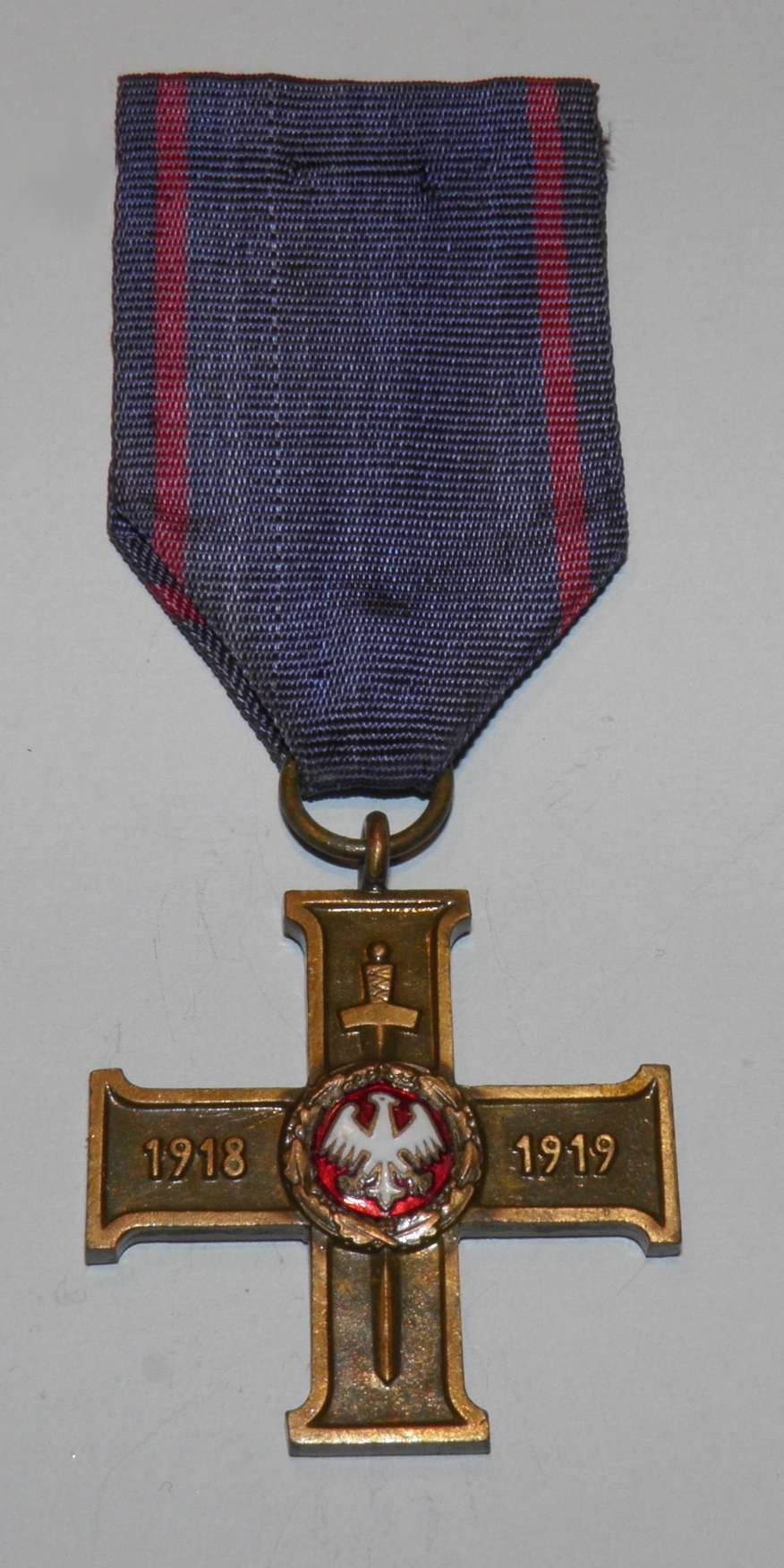
Wielkopolski Krzyż Powstańczy
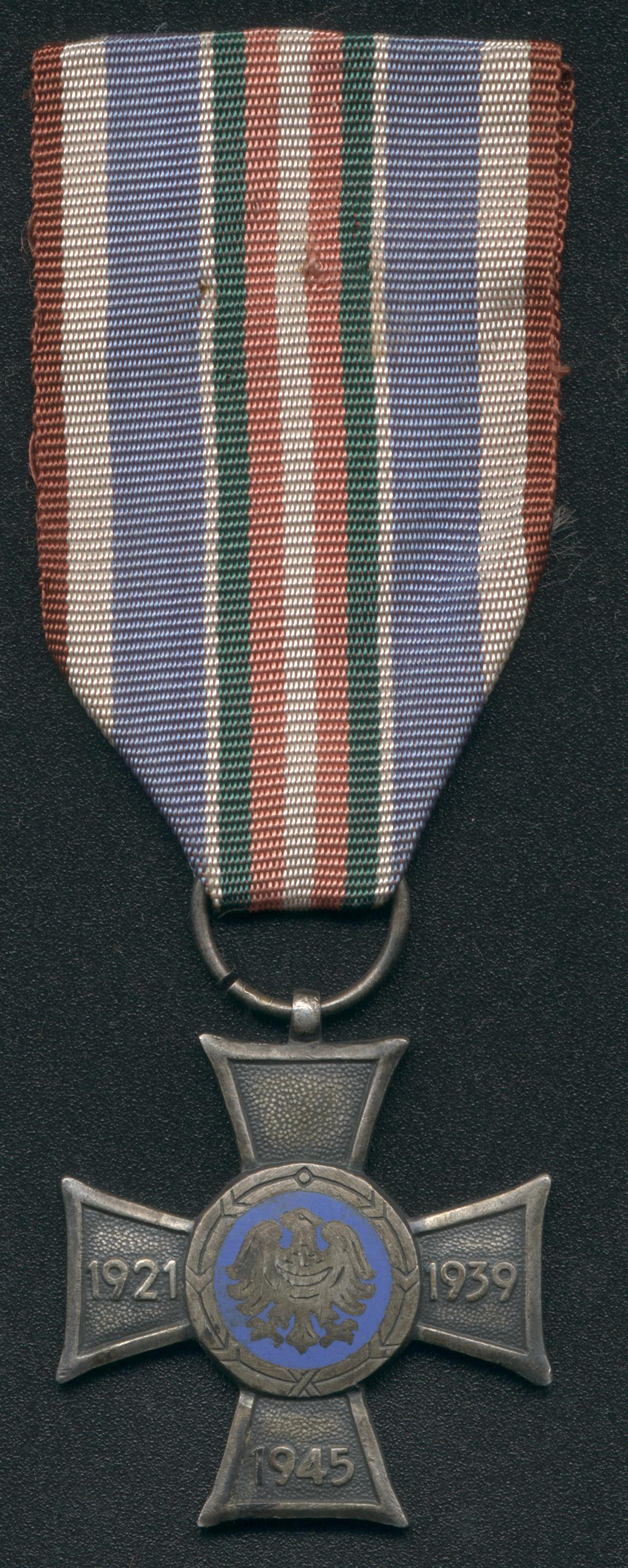
Śląski Krzyż Powstańczy
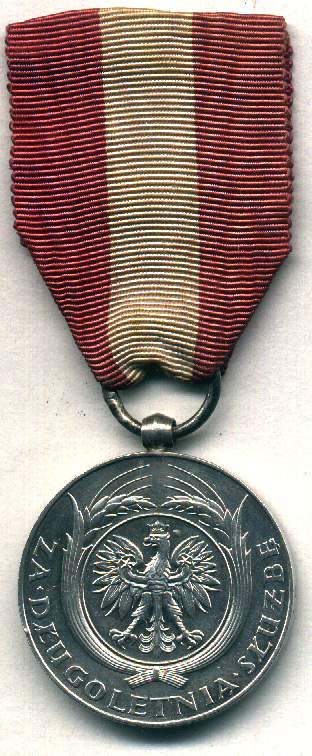
Medal za Długoletnią Służbę
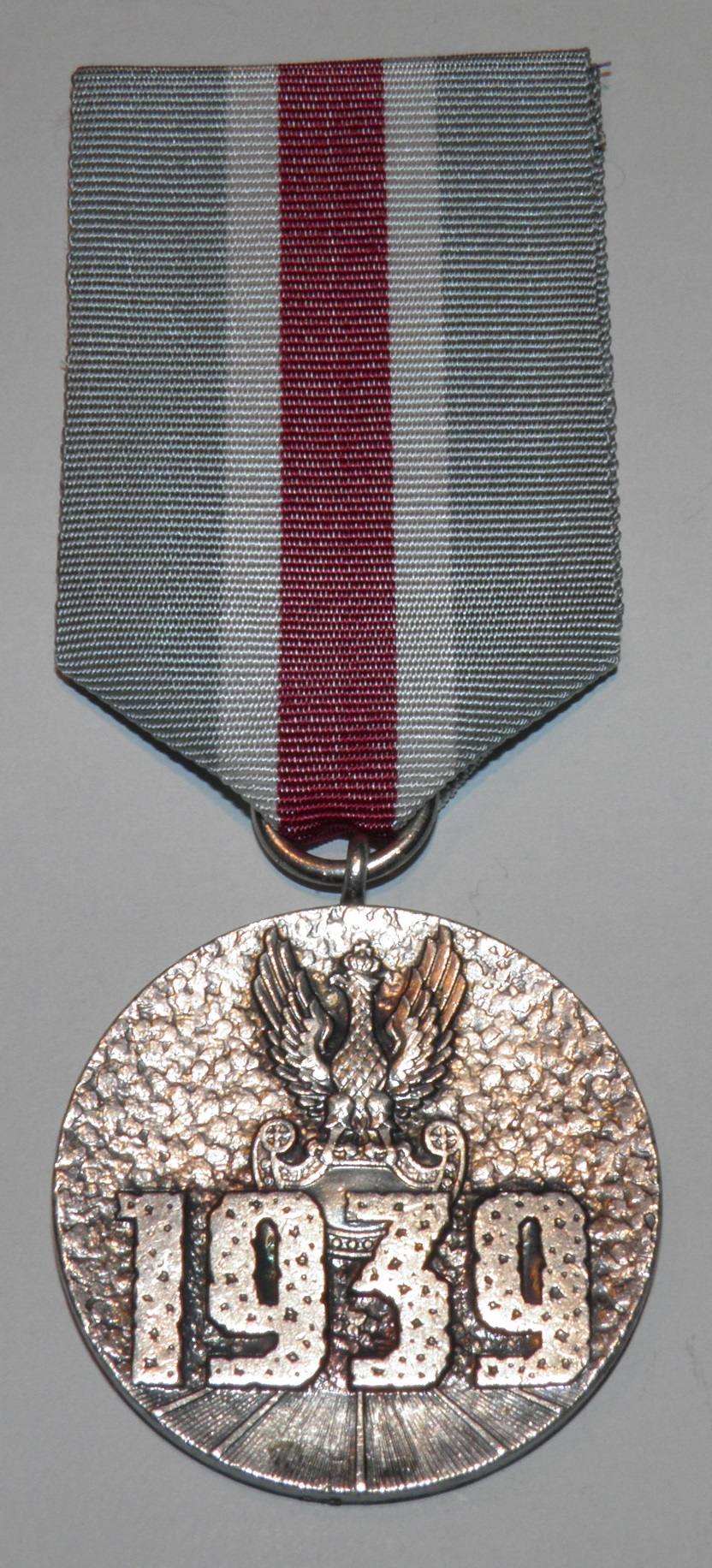
Medal „Za udział w wojnie obronnej 1939”
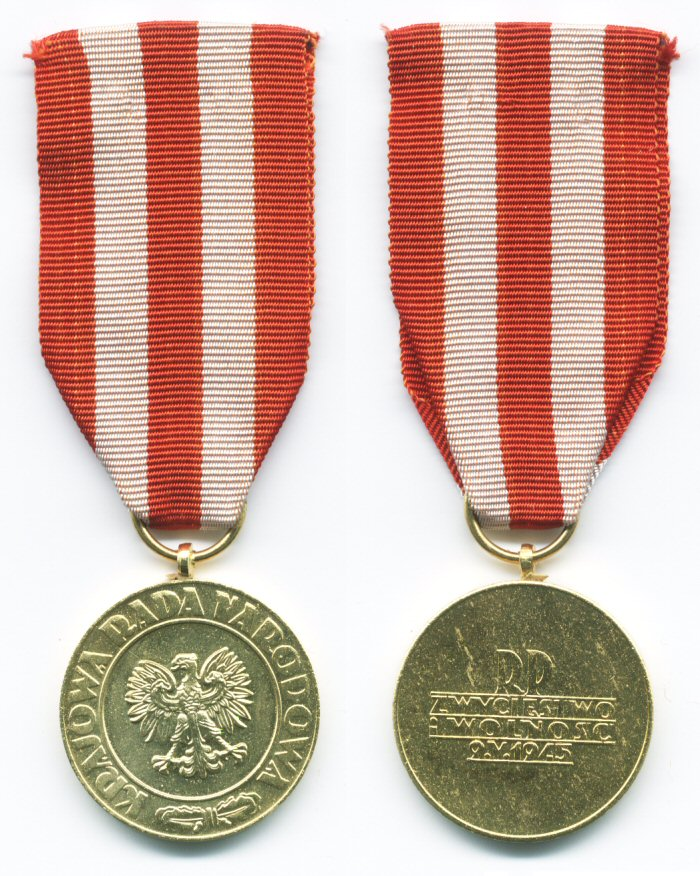
Medal Zwycięstwa i Wolności 1945
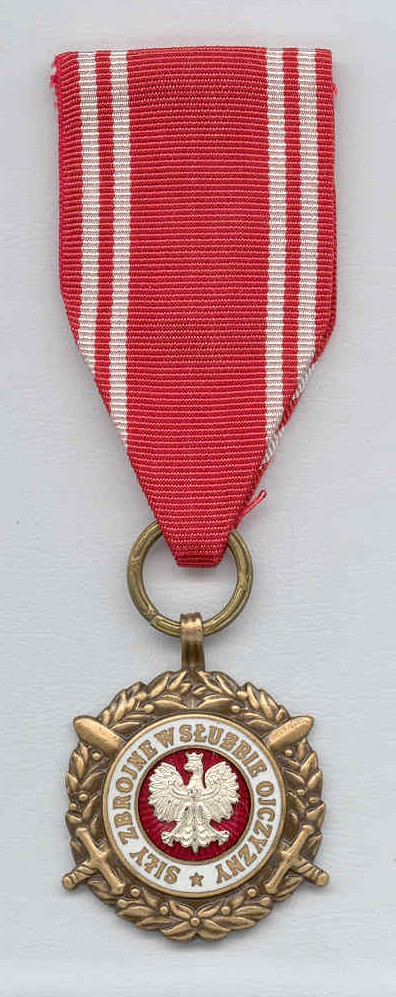
Medal „Siły Zbrojne w Służbie Ojczyzny”
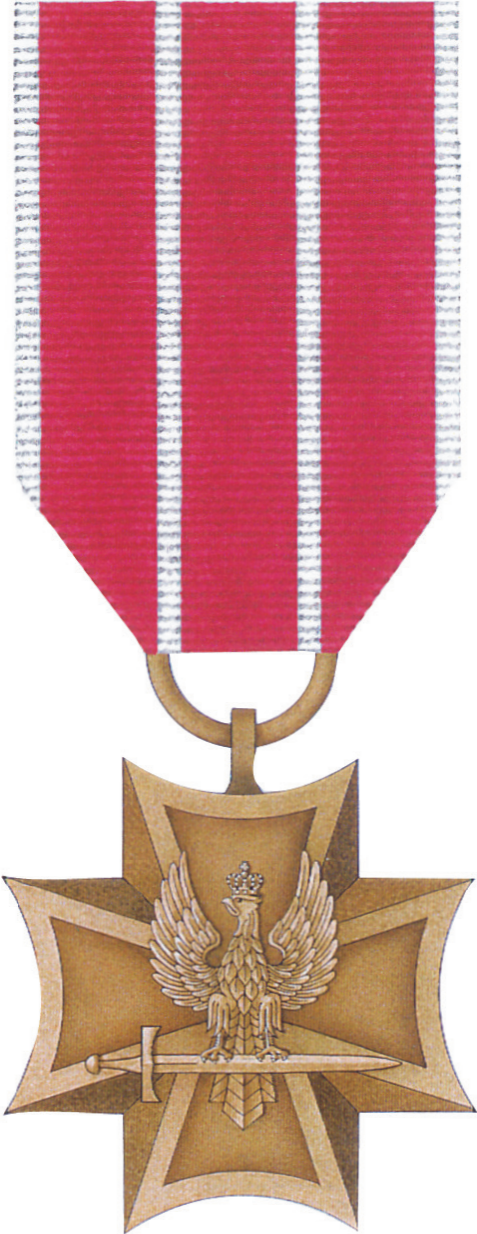
Wojskowy Krzyż Zasługi
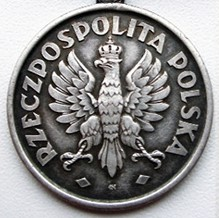
Medal 3 Maja

### Inne przykłady zastosowania symbolu Orła Białego i Godła Polski

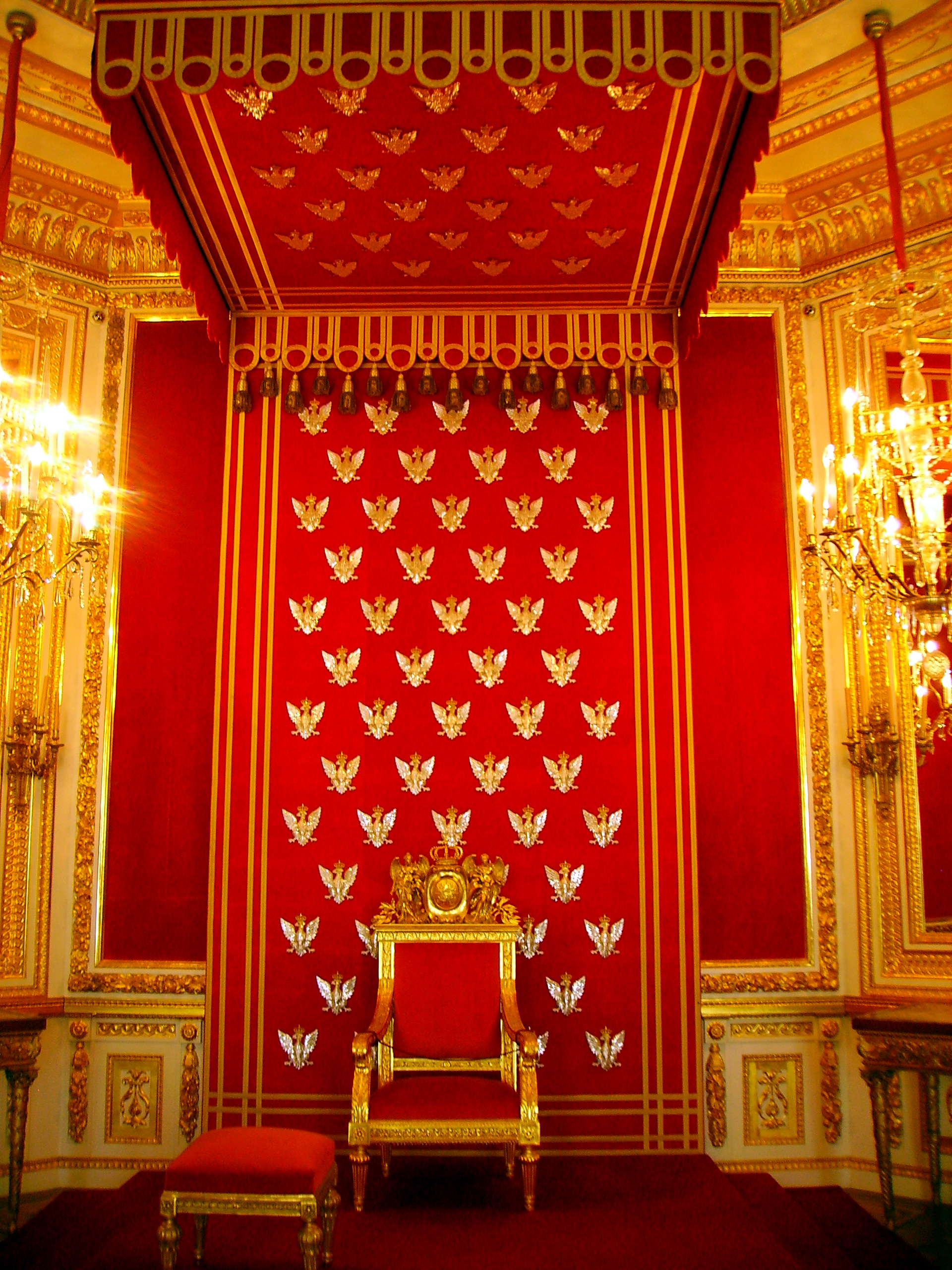
Tron króla Polski, Zamek Królewski w Warszawie
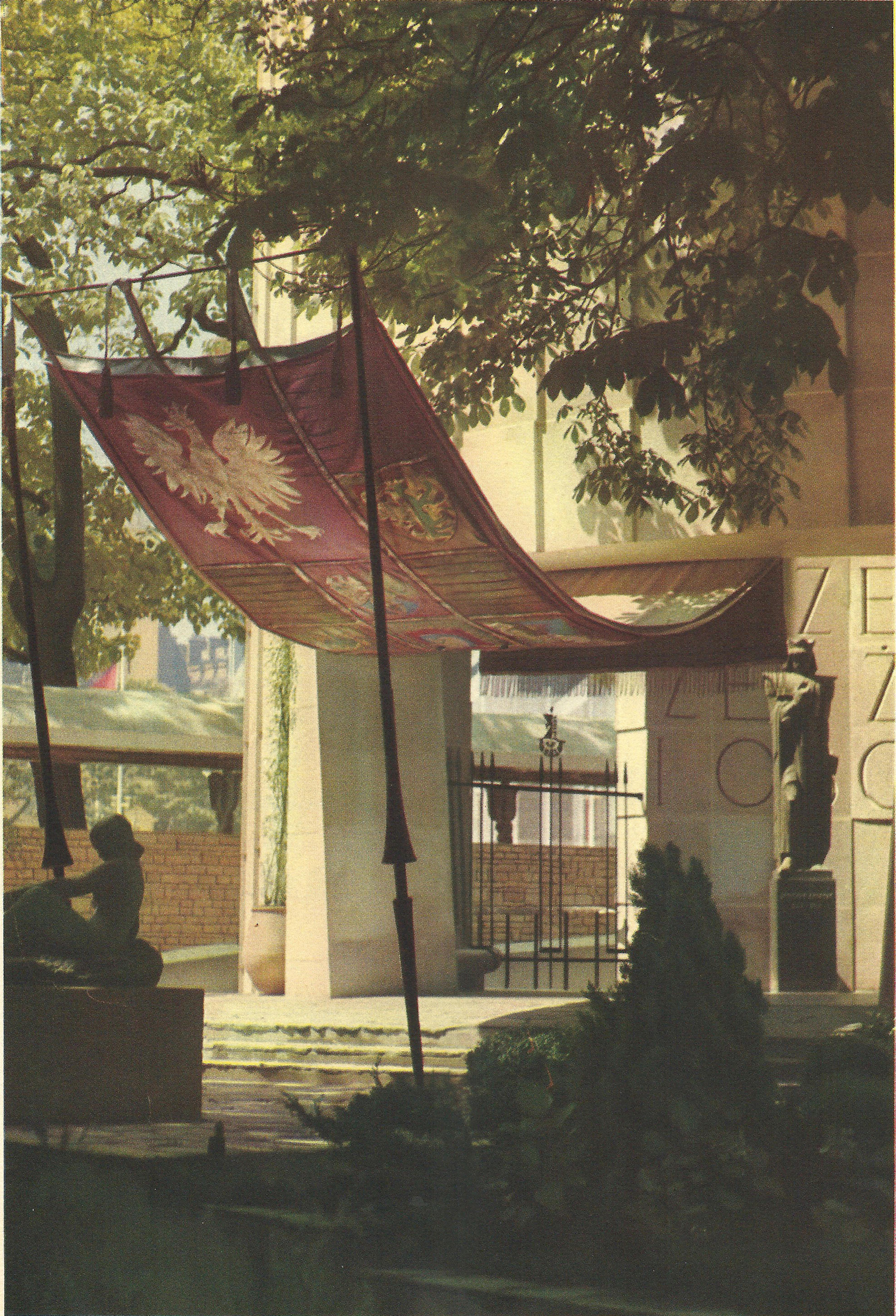
Godło Rzeczypospolitej Polskiej eksponowane na Wystawie Światowej w Paryżu, na fotografii barwnej w 1937 r.
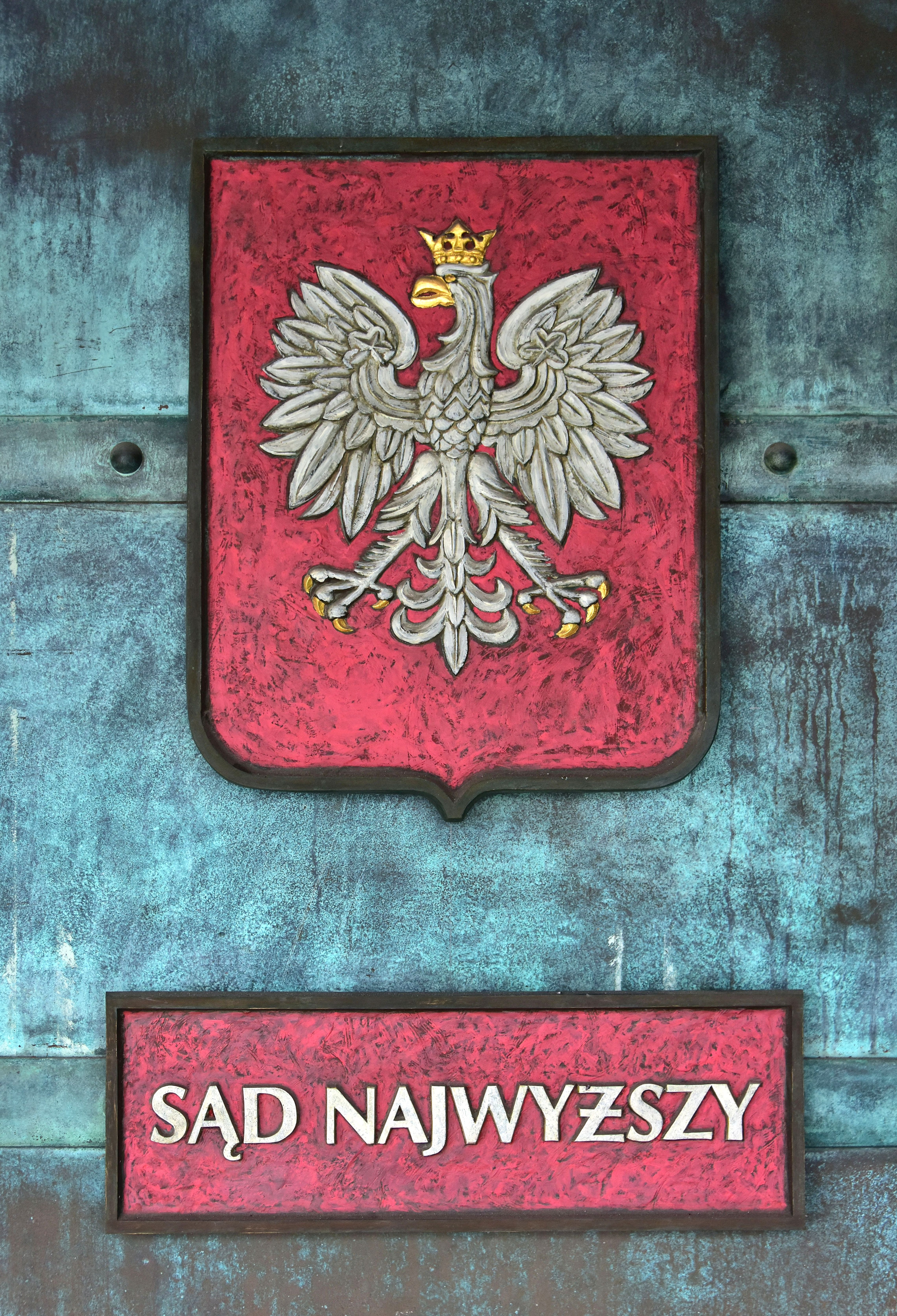
Godło Polski na fasadzie budynku Sądu Najwyższego w Warszawie (architekt Marek Budzyński 1992)
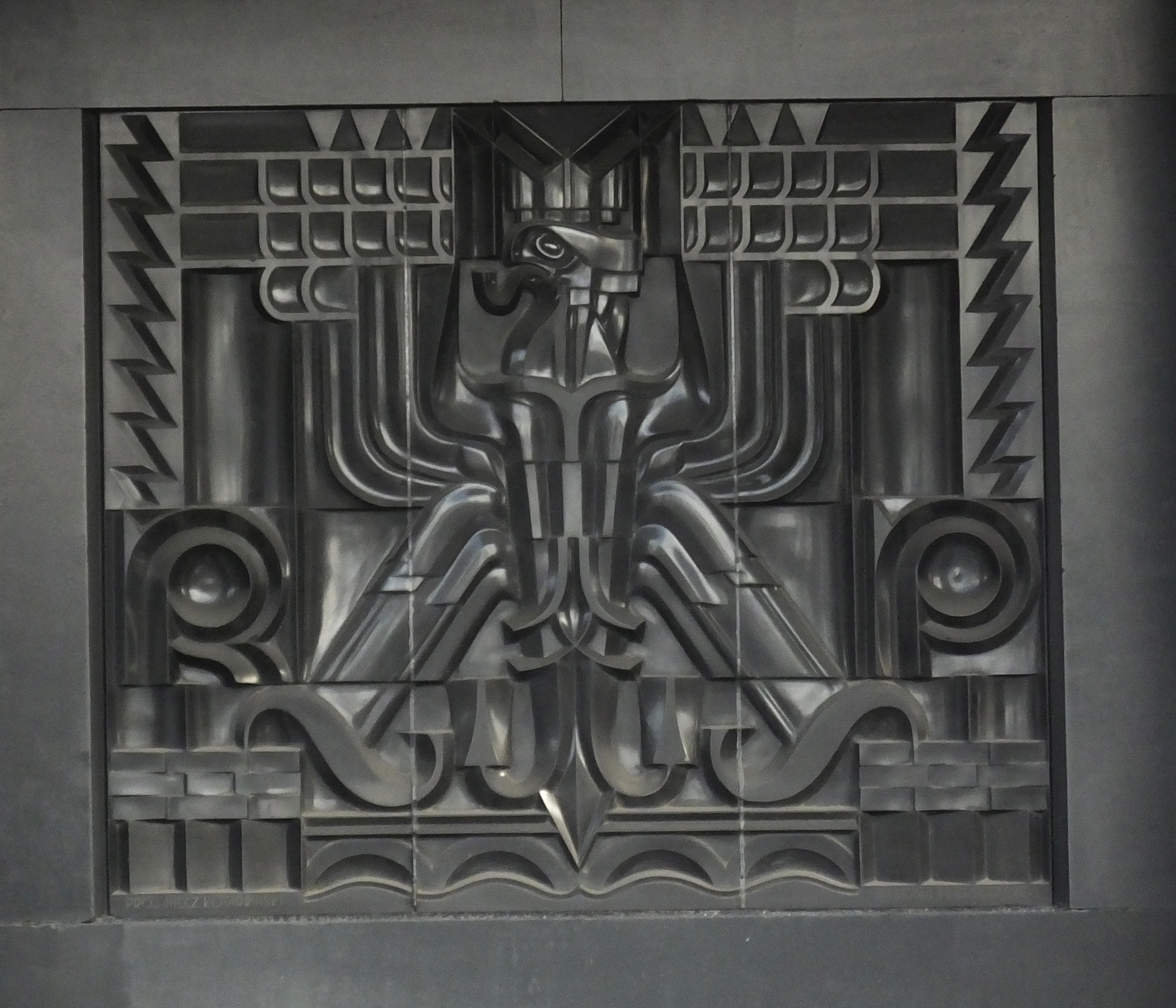
Bazaltowe godło Polski w stylu art déco na fasadzie ministerstwa komunikacji w Warszawie (1931)
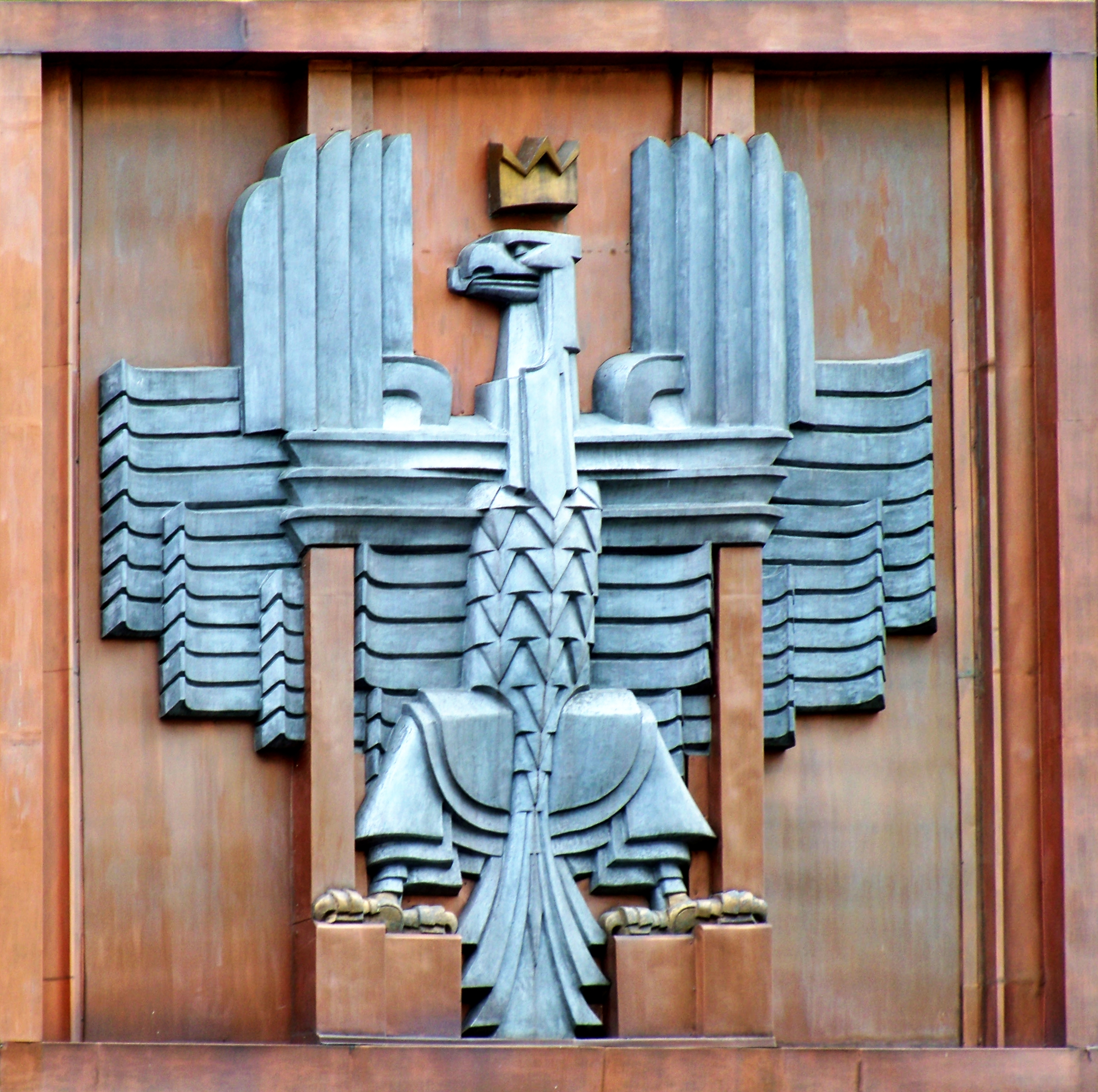
Metaloplastyczne godło Polski w stylu art déco na fasadzie budynku poczty w Warszawie (architekt Julian Puterman-Sadłowski 1934)
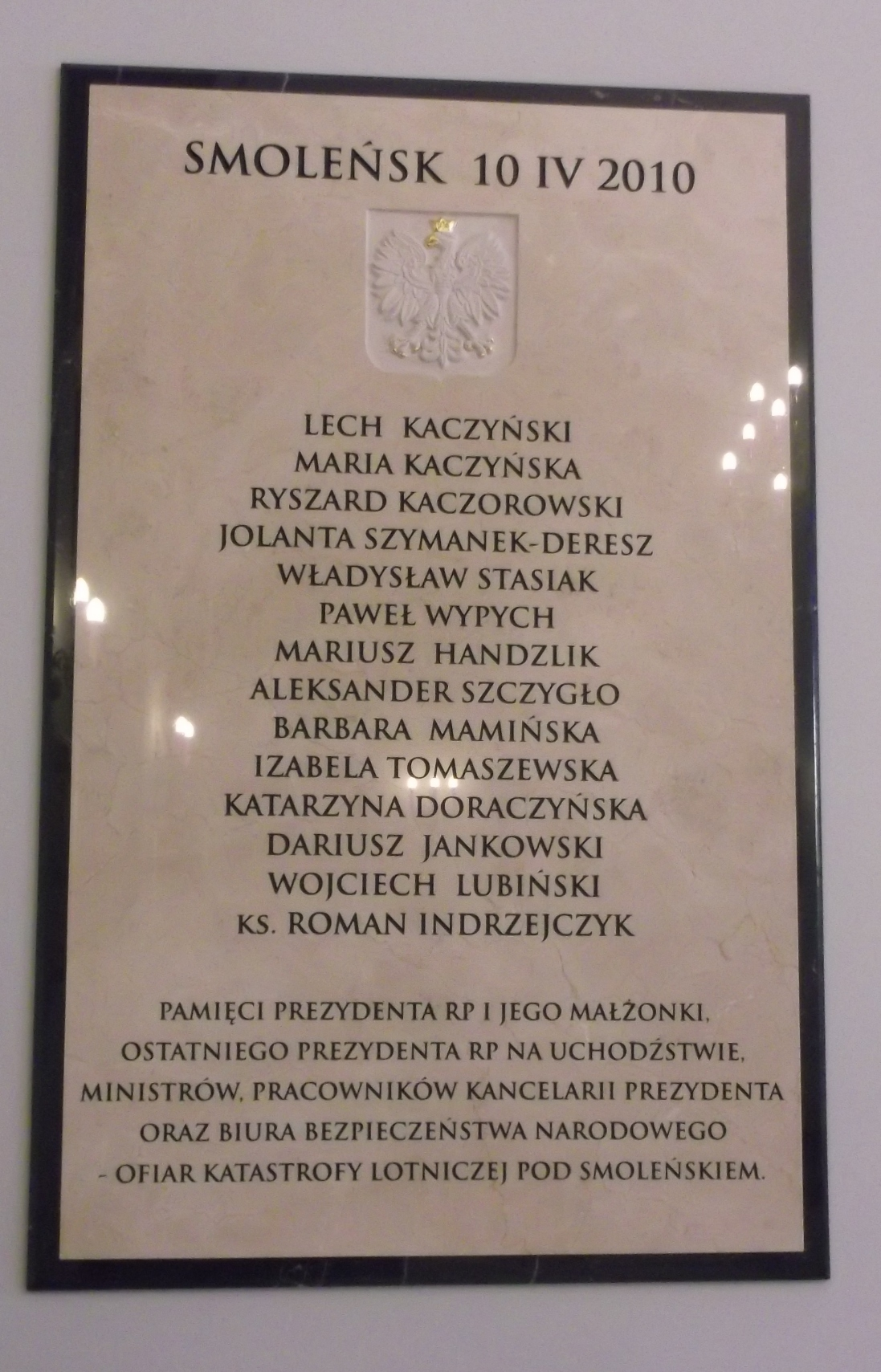
Marmurowe godło Polski w wersji biało-złotej w Pałacu Prezydenckim w Warszawie
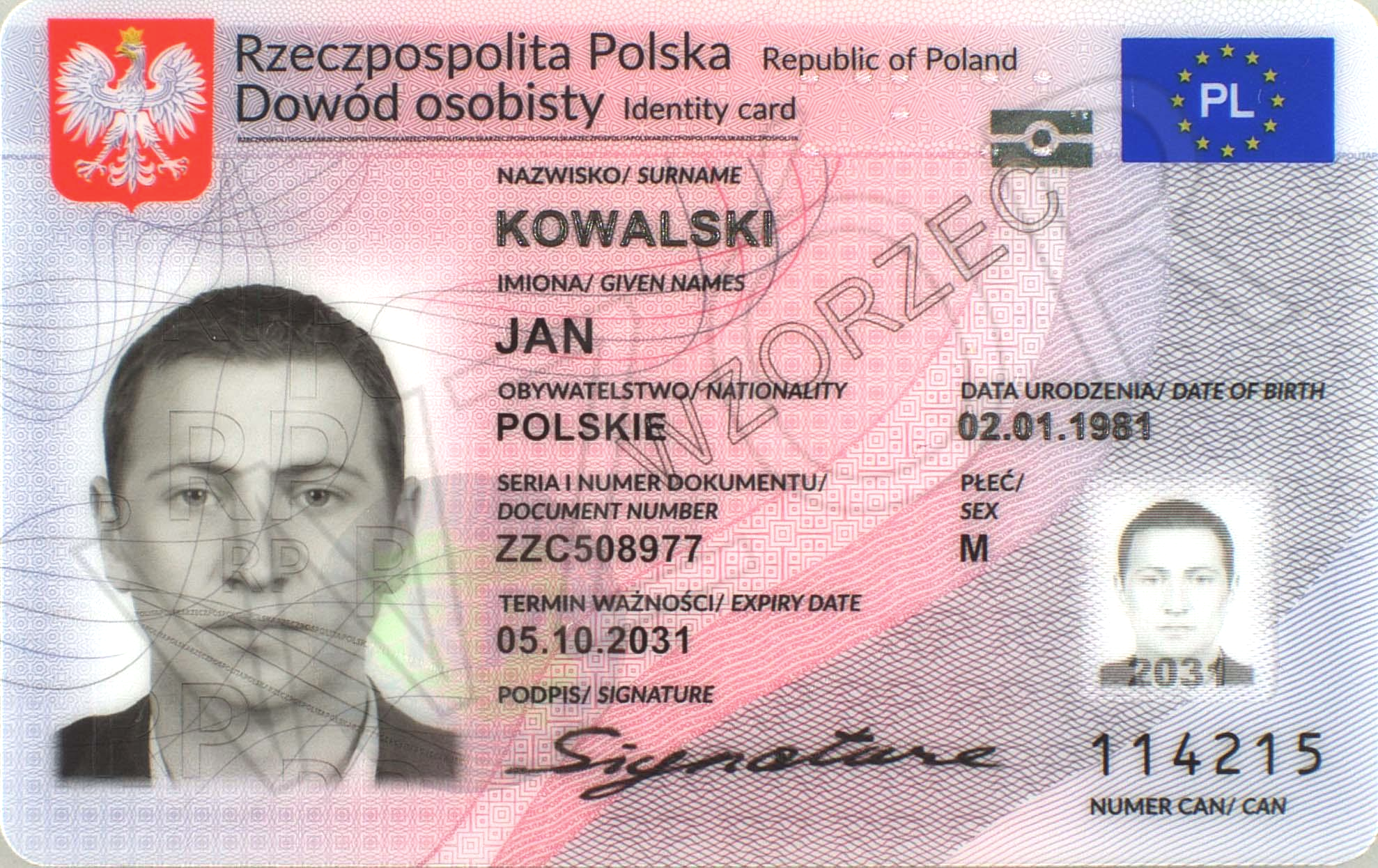
Godło Polski na wzorze dowodu osobistego
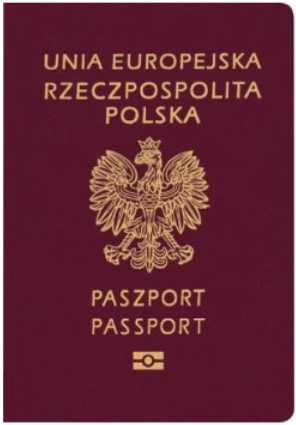
Godło Polski na paszporcie (wzór z 2019)
Proporzec Prezydenta Rzeczypospolitej Polskiej
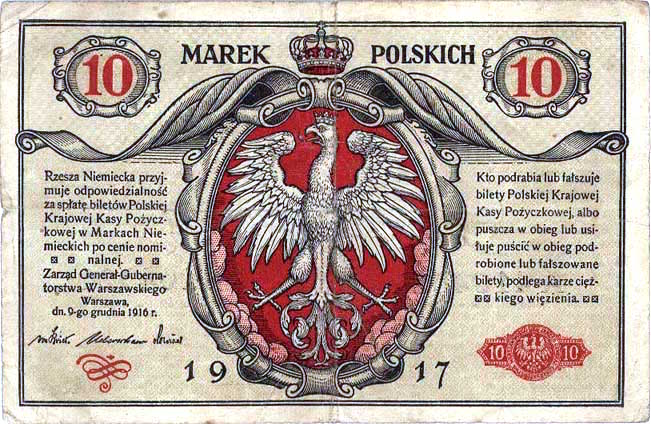
Godło Polski na banknocie 10 marek polskich z 1916
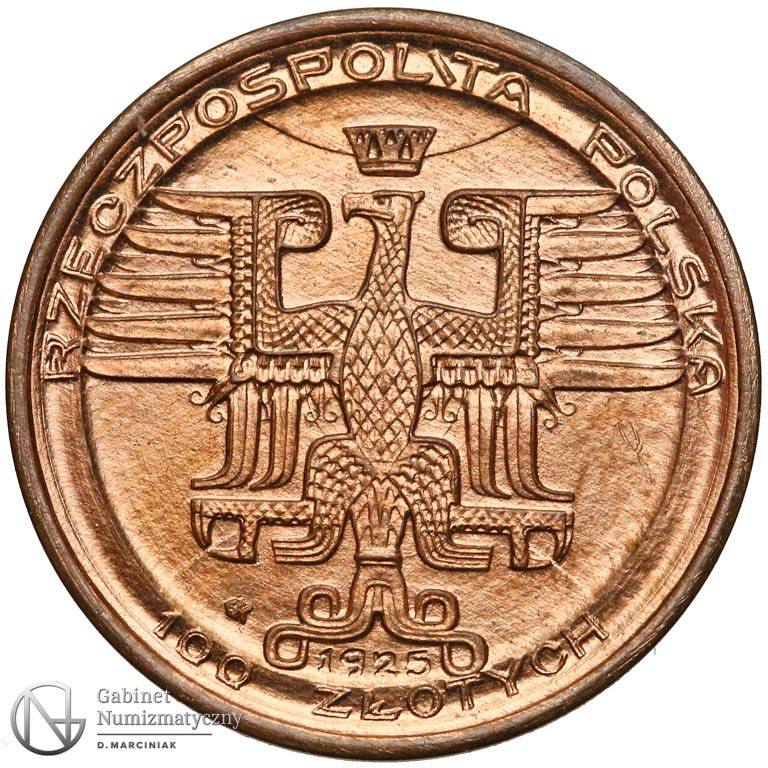
Modernistyczna wersja godła Polski na 100 zł monecie z 1925 autorstwa Stanisława Szukalskiego
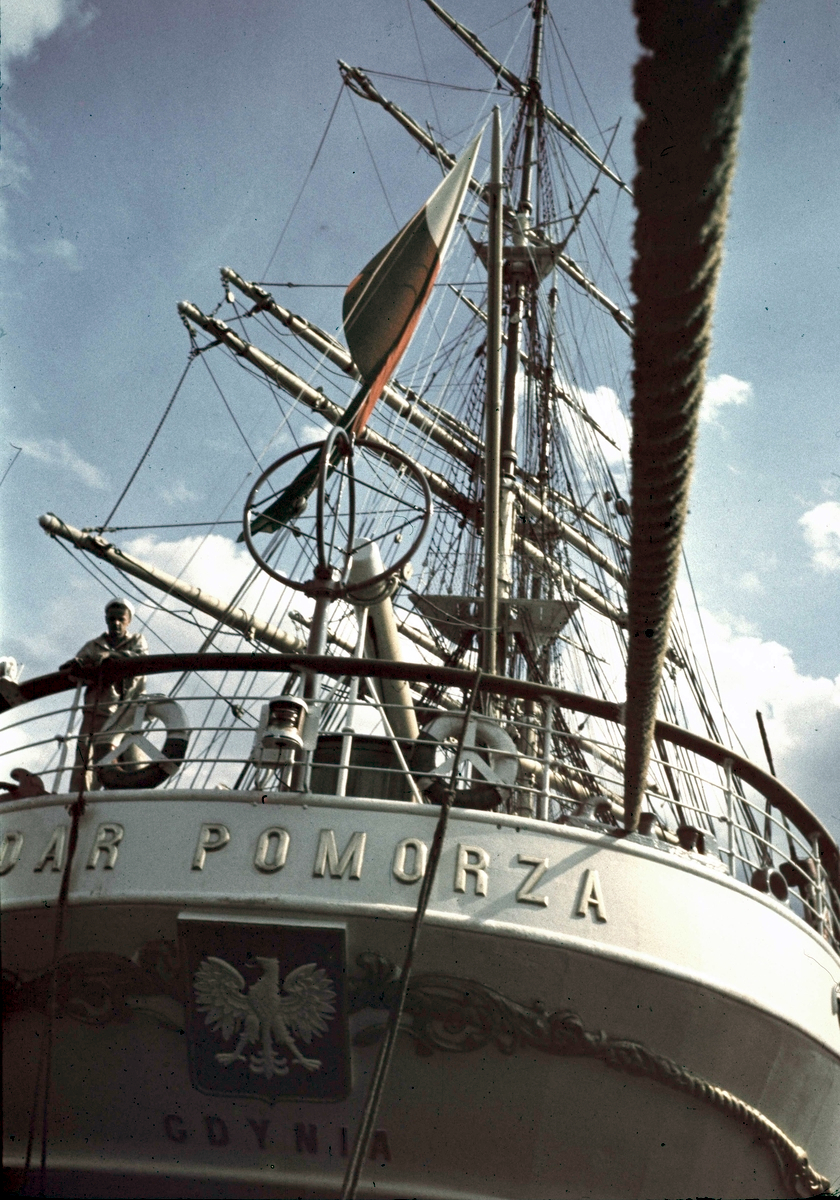
Godło Polski na żaglowcu szkolnym „Dar Pomorza”
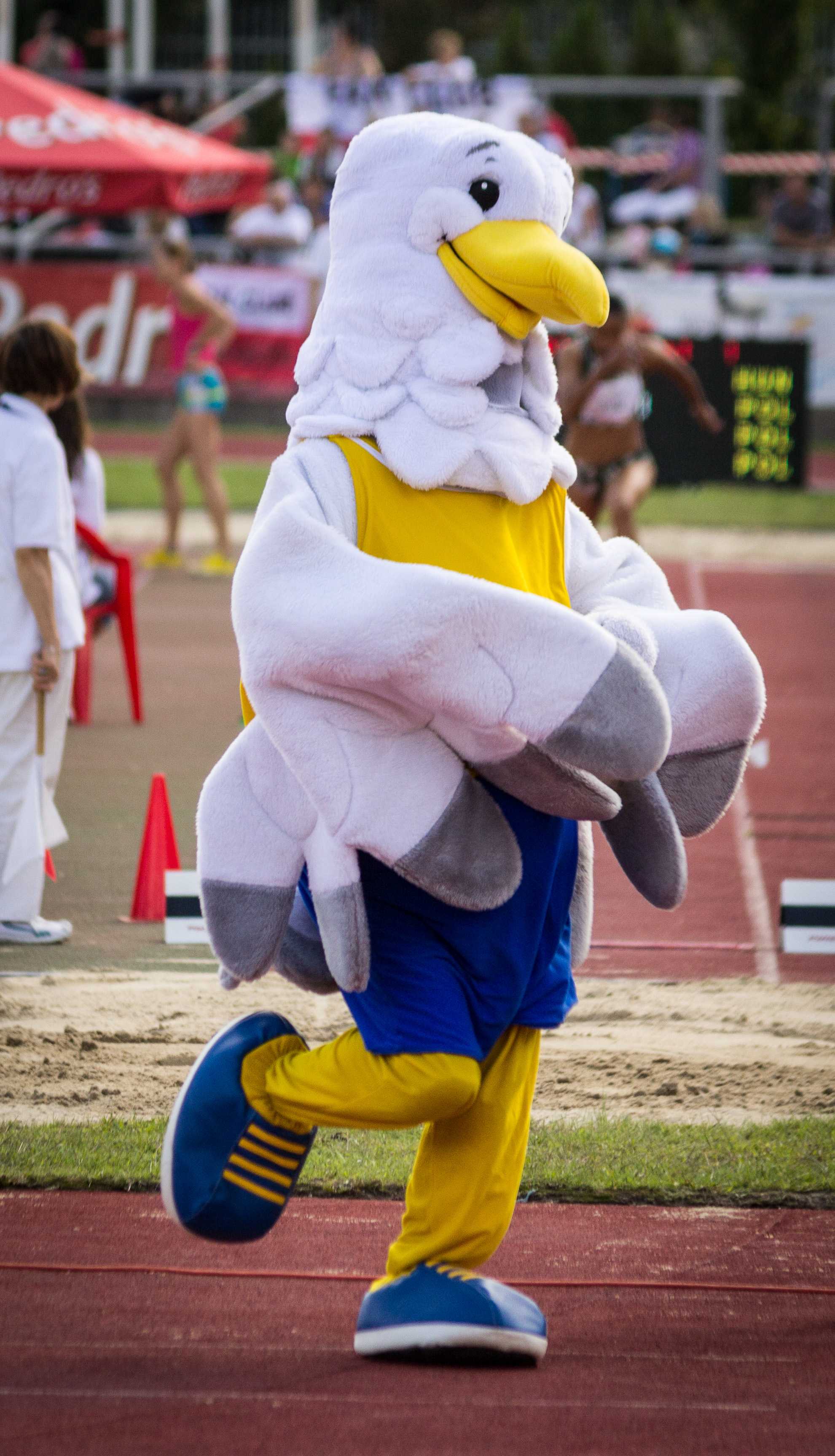
Orzeł Biały jako polska maskotka sportowa
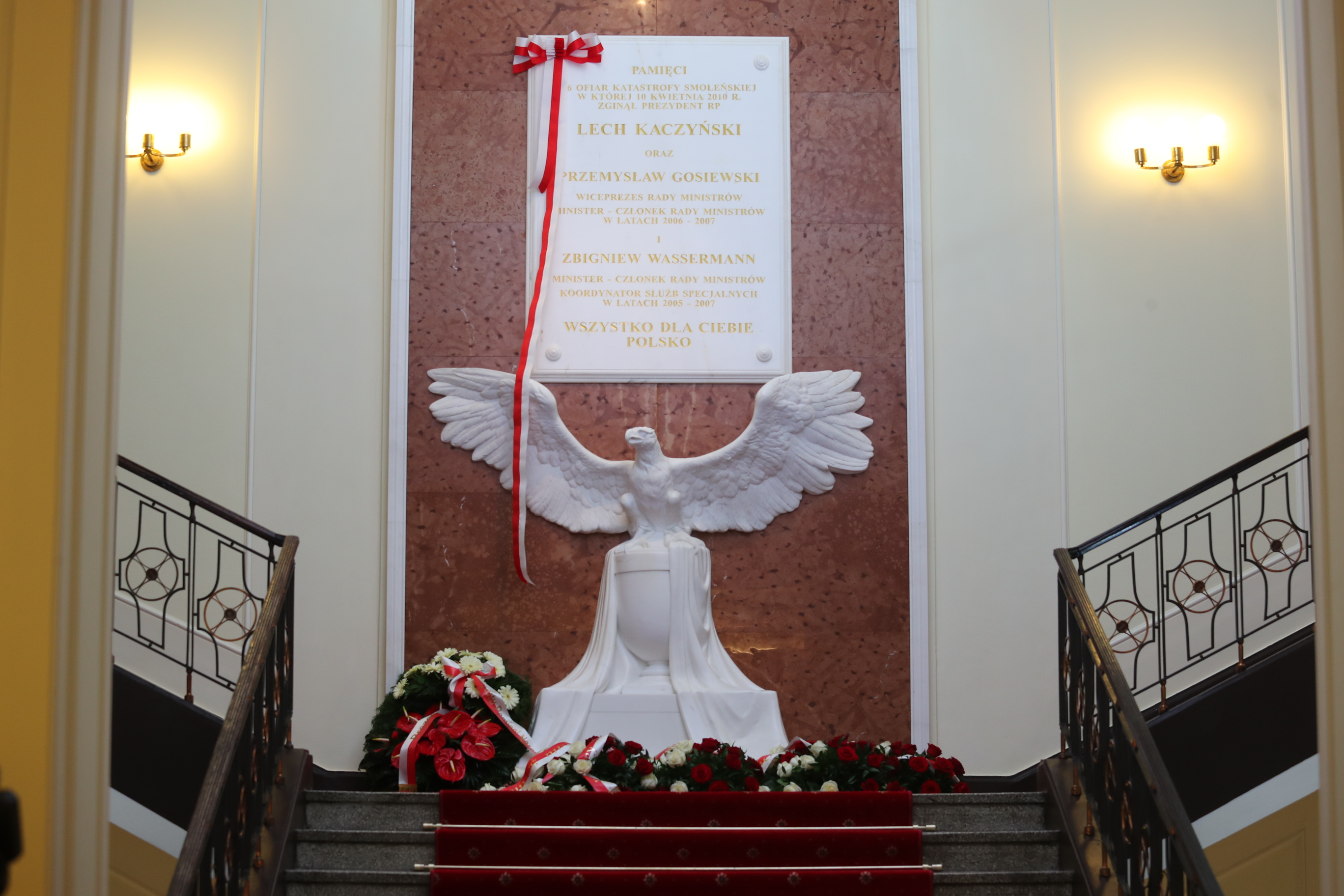
Rzeźba Orła Białego pod tablicą upamiętniającą ofiary katastrofy smoleńskiej w Kancelarii Premiera
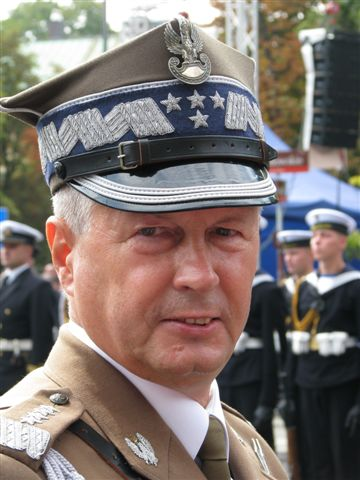
Orzełek wojskowy na rogatywce polskiego generała
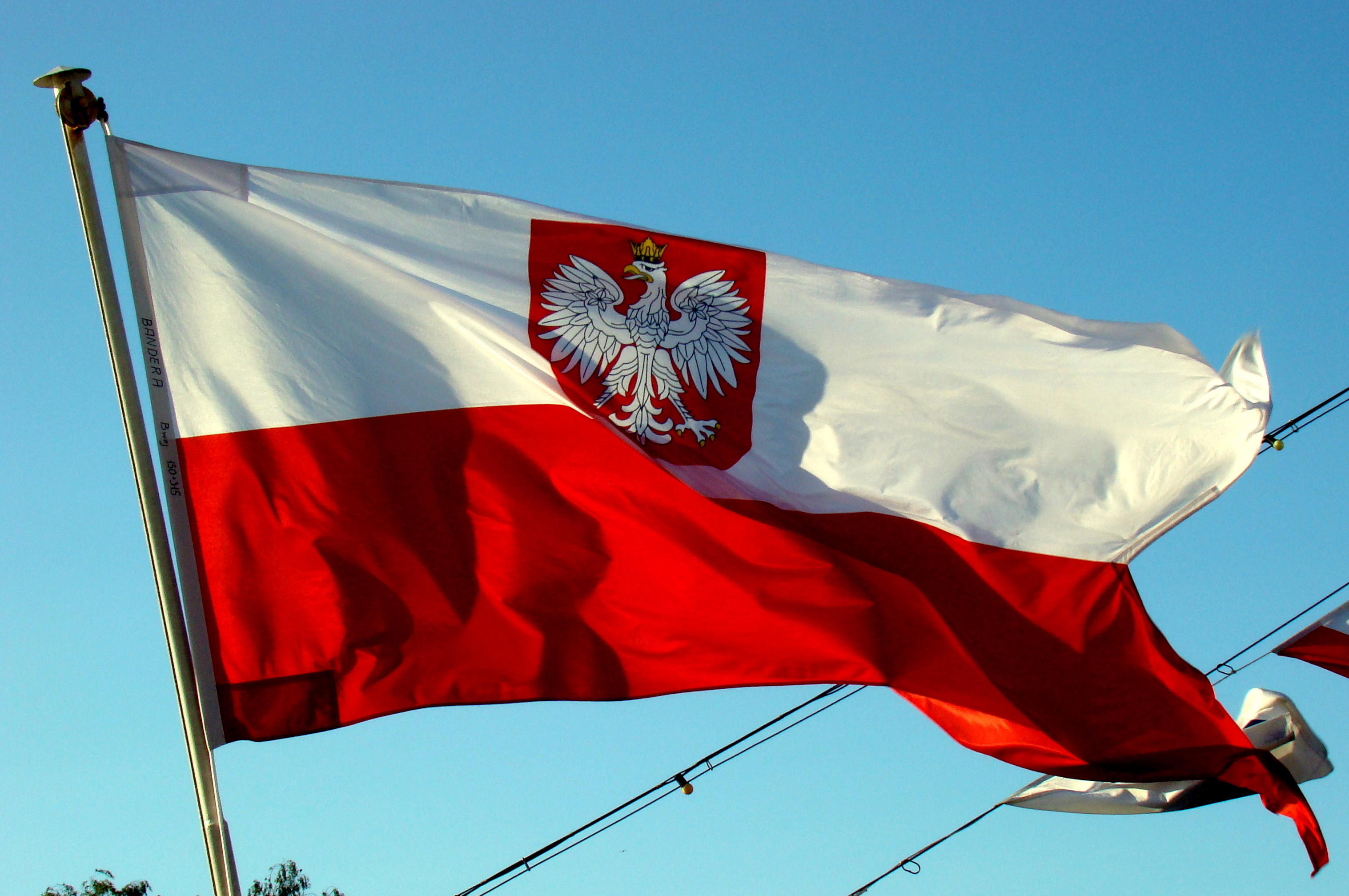
Polska bandera wojenna na okręcie
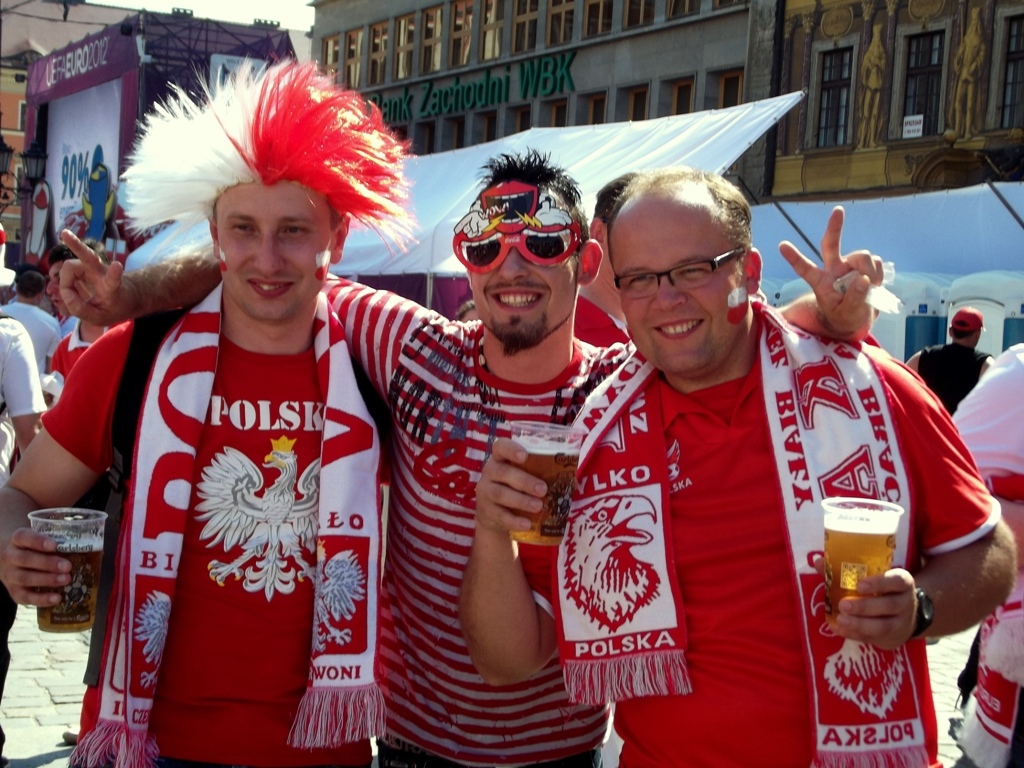
Godło Polski na strojach kibiców
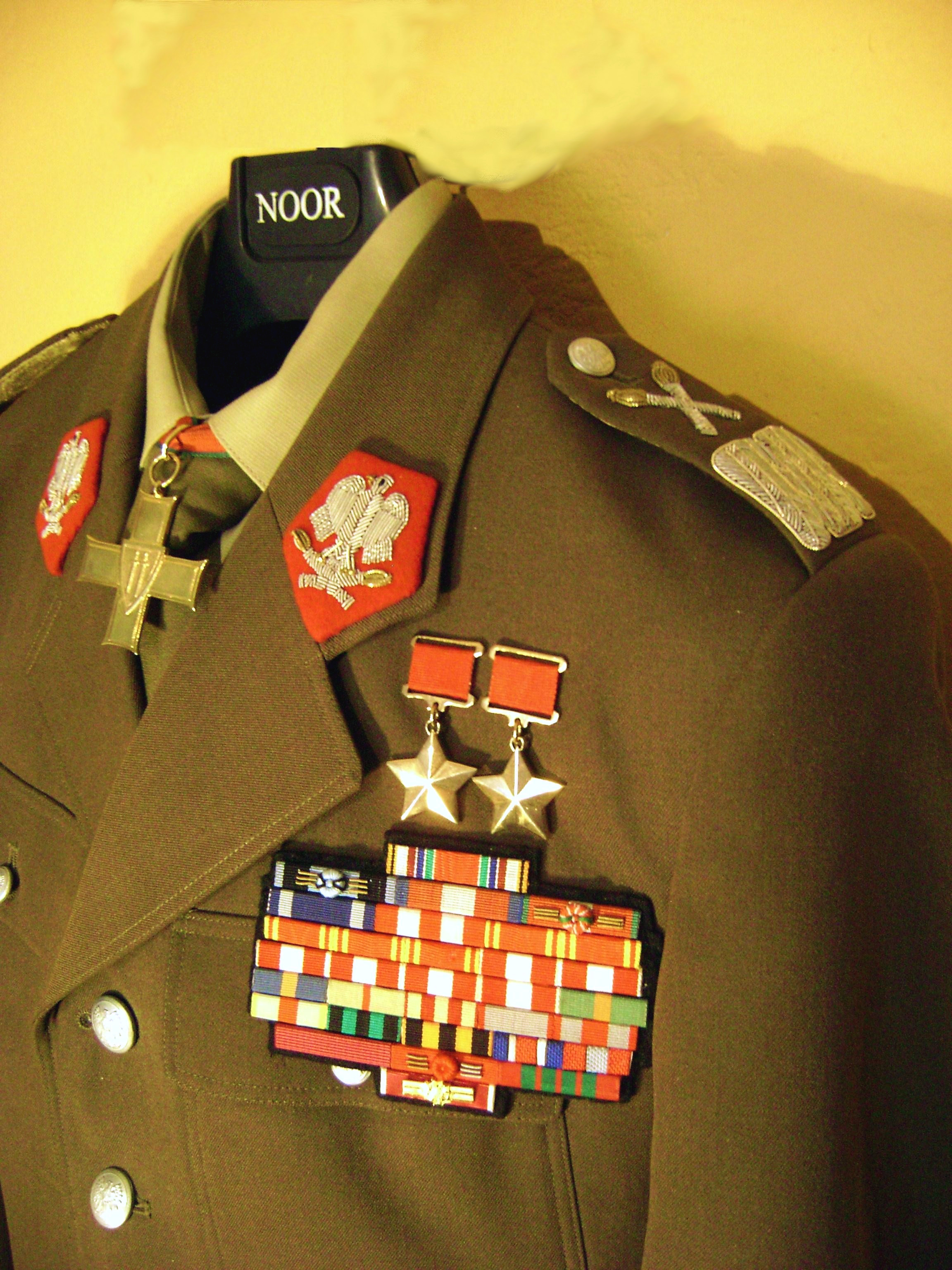
Godło Polski na mundurze Marszałka Polski
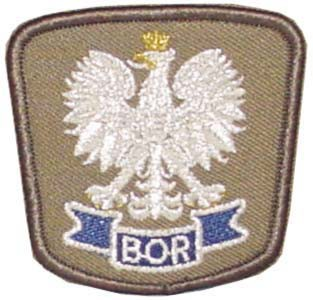
Godło Polski na naszywce BOR-u
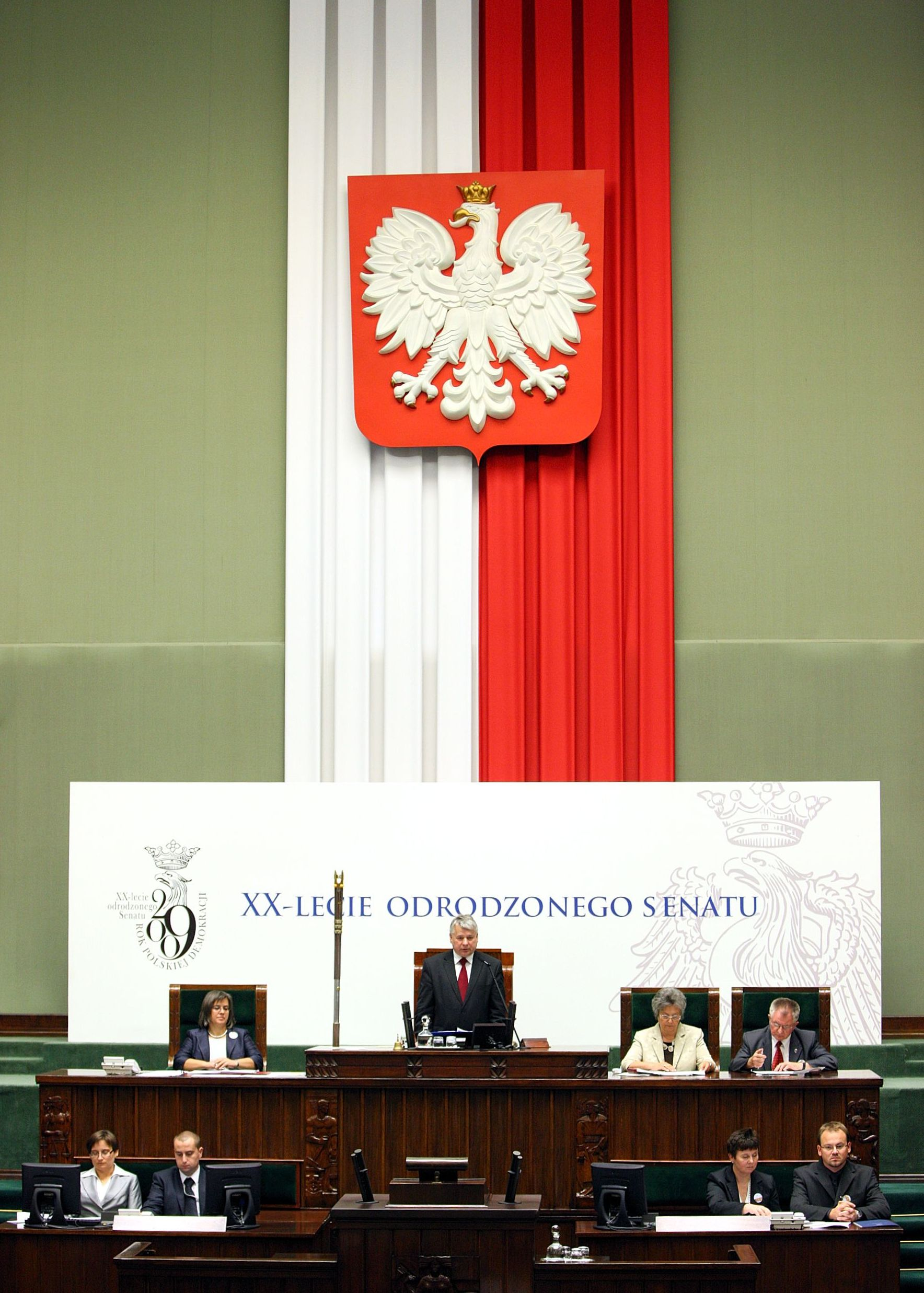
Godło Polski w Sejmie Rzeczypospolitej Polskiej
Wizerunek orła do celów wspólnej identyfikacji wizualnej organów administracji rządowej
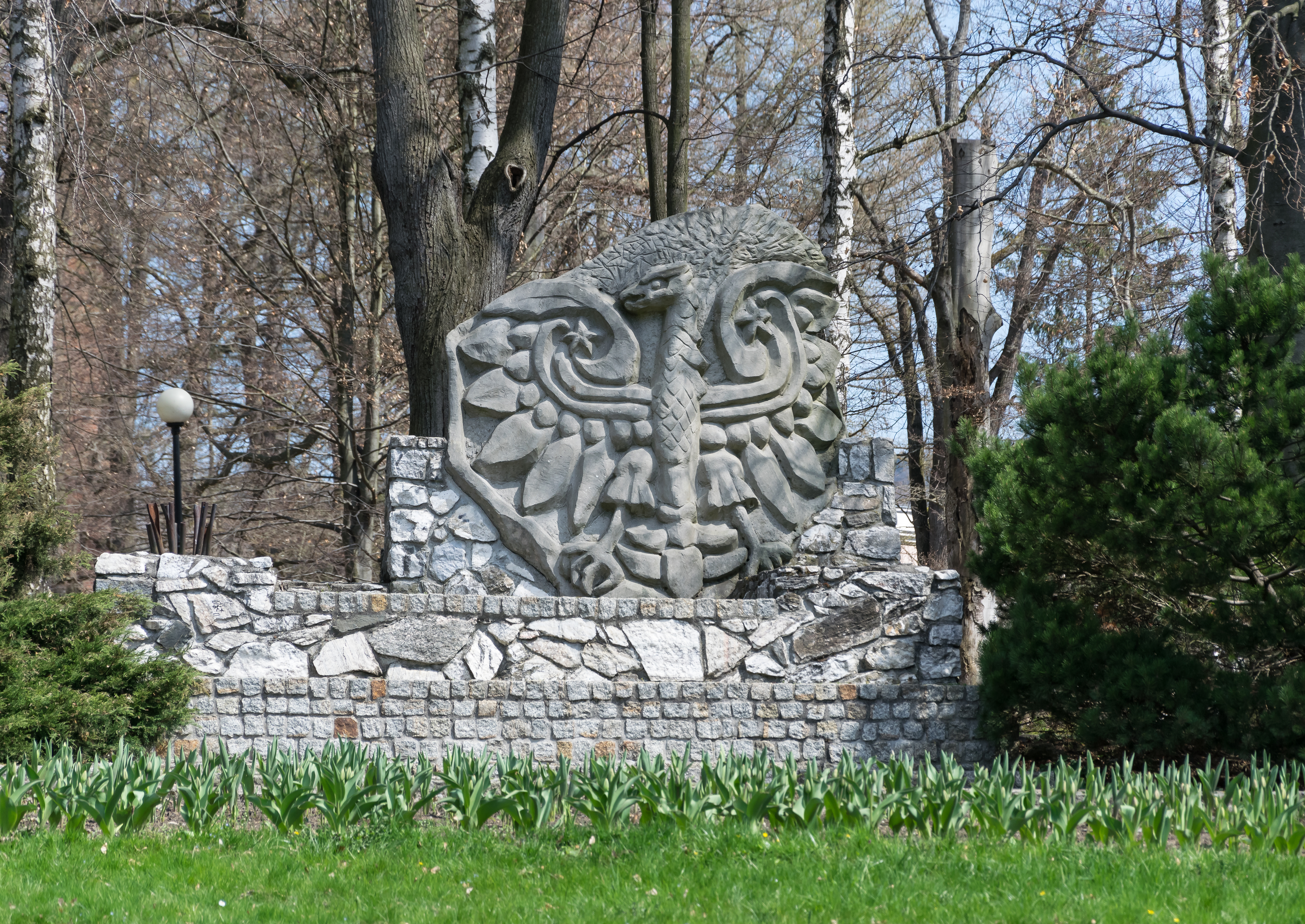
Pomnik Orła Białego w Lądku-Zdroju
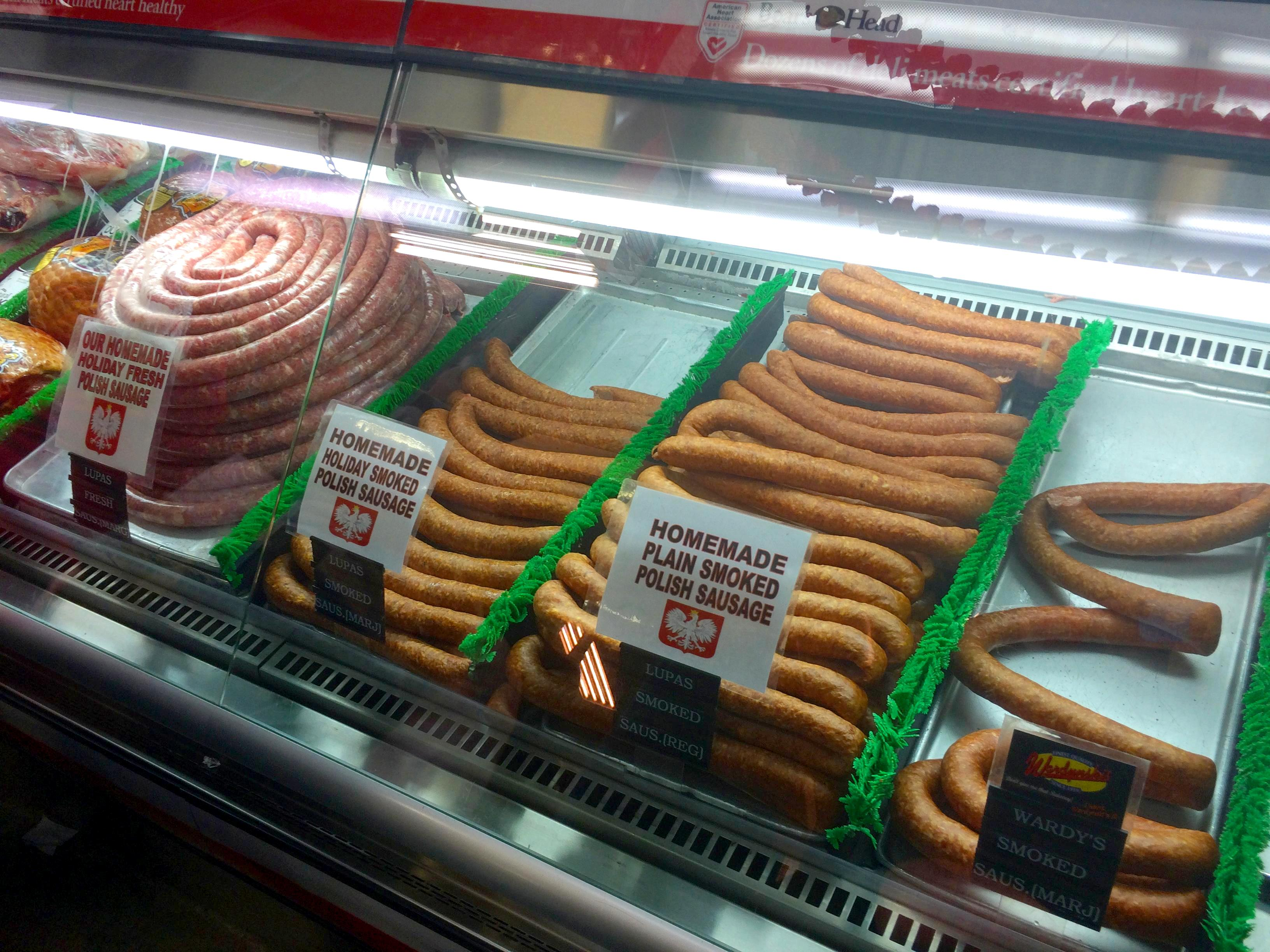
Godło Polski jako znak polskich wyrobów mięsnych w zagranicznym sklepie

## Próby „identyfikacji” orła

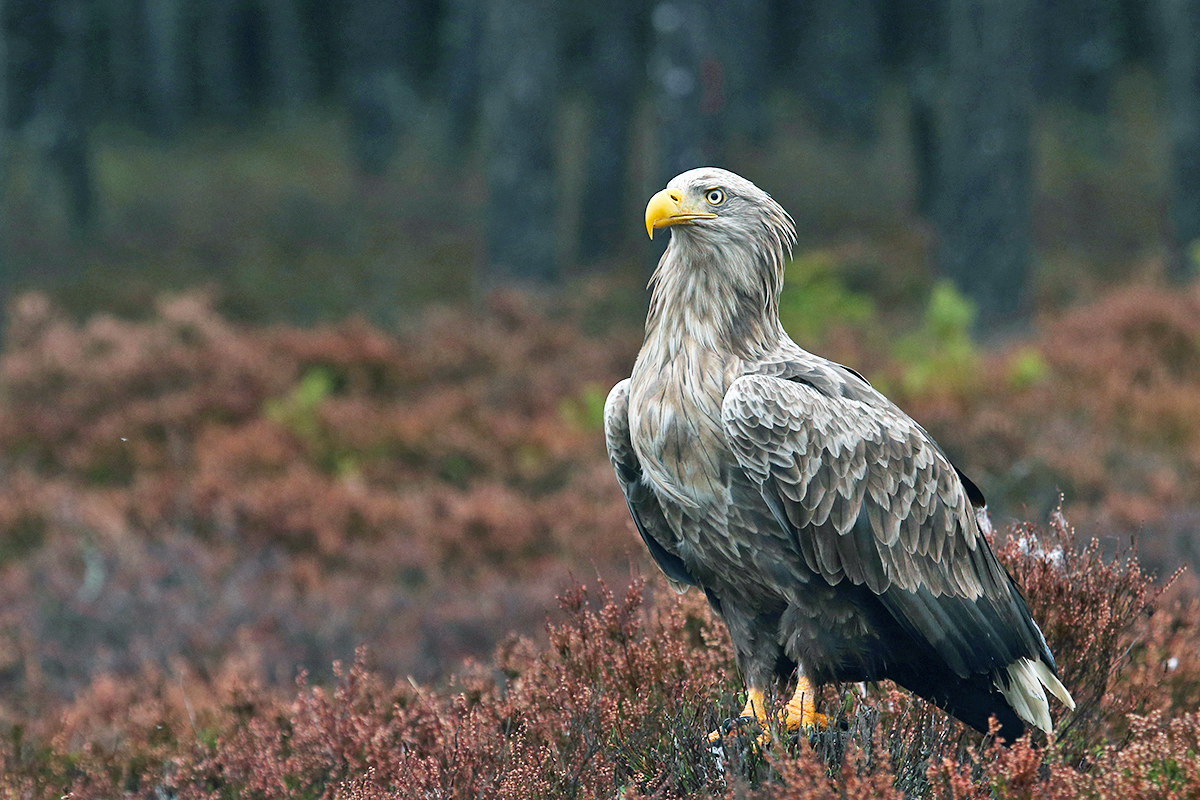
Bielik

Heraldyczny stylizowany orzeł przedstawiony na godle ma charakter symboliczny (zob. orzeł jako symbol) i jako taki nie stanowi odzwierciedlenia konkretnego gatunku ptaka. Mimo to niekiedy podejmowane są próby łączenia go z rzeczywistymi gatunkami potocznie zaliczanymi do orłów, bądź doszukiwania się w nich pierwowzoru lub inspiracji dla powstania godła.
W tym kontekście orzeł z polskiego godła wiązany jest najczęściej z bielikiem, ale także z dziewięcioma innymi gatunkami ptaków, takimi jak: orzeł przedni, orzeł cesarski, orzeł stepowy, orlik grubodzioby, orlik krzykliwy, orzełek południowy, bielik wschodni, gadożer oraz rybołów. Na korzyść bielika ma przy tym świadczyć fakt, że na większości wizerunków skoki orła na godle są nieopierzone, dziób jest duży, a barwa piór biała, właściwa barwie piór ogona i głowy starszych osobników tego gatunku.